# Répliques de la grotte de Lourdes

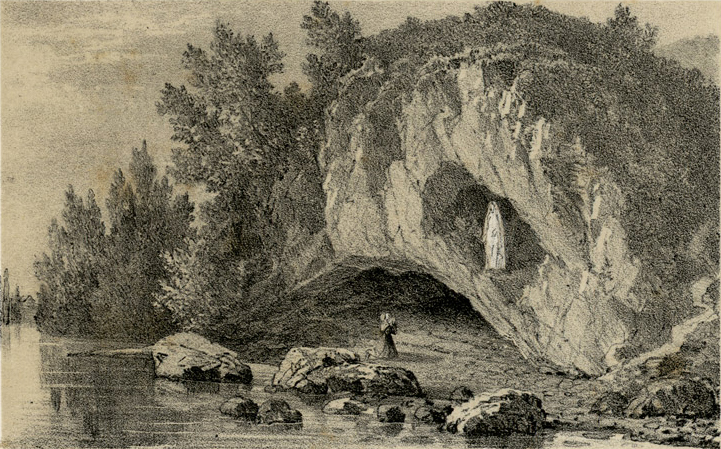
Illustration de la scène des apparitions de Lourdes à la grotte de Massabielle en 1858.

Les répliques de la grotte de Lourdes sont les reproductions de la grotte de Massabielle, lieu des apparitions mariales de Lourdes en 1858, qui ont été réalisées dans le monde. De nombreuses copies du site ont été réalisées en France, en Europe puis dans le monde depuis l'origine avec la renommée grandissante des apparitions et des guérisons miraculeuses qui seraient dues à l'eau de Lourdes.

## Caractéristiques
Après la reconnaissance de l'authenticité des apparitions de Lourdes par l'Église catholique en 1862 et l'organisation des premiers pèlerinages au sanctuaire de Notre-Dame de Lourdes dans les années 1870, attirant un nombre grandissant de pèlerins, des reproductions de la grotte de Massabielle ont commencé à être édifiées en France et dans les pays voisins. Ces copies de la grotte originale étaient généralement construites sur un terrain privé à l'initiative de pèlerins revenant de Lourdes, en remerciement d'une faveur reçue, ou bien à proximité d'une église à l'initiative du curé de la paroisse. Plusieurs copies de la grotte ont aussi été construites sur les autres continents, généralement à l'initiative de congrégations religieuses. Les nombreuses reproductions de la grotte ont diffusé la dévotion à Notre-Dame de Lourdes dans le monde et ont permis aux croyants n'ayant pas les moyens de se déplacer à Lourdes d'y recueillir.
Certaines répliques de la grotte de Massabielle sont des reconstitutions fidèles de la scène des apparitions dans une grotte de forme et de taille identiques, avec une statue de Bernadette Soubirous à genoux sur le sol et une statue de Notre-Dame de Lourdes située dans une niche surélevée creusée dans la roche à droite de la cavité principale, avec un autel au milieu de la grotte pour les célébrations liturgiques, comme c'est le cas à Lourdes. D'autres répliques s'éloignent assez largement du modèle d'origine : forme de la grotte différente, grotte construite dans un autre matériau que la pierre, modèle réduit situé à l'intérieur d'une église ou d'une chapelle avec une simple paroi rocheuse au lieu d'une grotte. Pour le Père Régis-Marie de la Teyssonnière, ancien chapelain du sanctuaire Notre-Dame de Lourdes et spécialiste des reproductions de la grotte de Lourdes dans le monde, les critères d'authenticité des copies de la grotte sont la présence d'une cavité rocheuse assez profonde pour pouvoir y célébrer la messe, la présence d'une statue de la Vierge dans une niche en hauteur, la présence d'une pierre-relique provenant de la grotte d'origine et la présence d'eau.
Il existerait plusieurs milliers de répliques de la grotte de Lourdes dans le monde, les pays en comptant le plus étant la France, la Belgique, les Pays-Bas et les États-Unis. Une journaliste estimait en 2013 le nombre de reproductions dans le monde à plus de 5 000, dont plus de 1 000 en Belgique. En 2015, un auteur a répertorié en France plus de 765 sites, et dans le reste du monde 321 copies de la grotte, sans chercher à être exhaustif. Selon le diocèse de Strasbourg, il existerait 133 répliques de la grotte dans les deux départements de l'Alsace. Plus de 180 répliques ont été recensées dans le seul département de la Moselle, principalement concentrées en Moselle-est, ce qui en ferait le département français ayant le plus de répliques de la grotte.
Une des répliques de la grotte de Lourdes les plus notables est la Grotte de Lourdes du Vatican, construite en 1902 et consacrée en 1905, située dans les jardins du Vatican. Traditionnellement, les papes y prient le rosaire et y prononcent un discours le dernier jour du mois de mai, pour clore les célébrations du mois marial. Certaines grottes de Lourdes sont elles-mêmes devenues des sanctuaires mariaux de grande importance, attirant de nombreux pèlerins, telles que la Grotte de Carfin en Écosse, dans laquelle les reliques de Bernadette Soubirous ont été exposées et vénérées par environ 30 000 personnes en 2019.

## Afrique

### Cameroun
Classement alphabétique par Régions.
| Image  | Ville   | Localisation (rue, lieu-dit, etc.)        | Autres détails (matériaux, année, commanditaire, etc.)          | Coordonnées                 |        |        |        |        |        |        |        |
| Centre | Centre  | Centre                                    | Centre                                                          | Centre                      | Centre | Centre | Centre | Centre | Centre | Centre | Centre |
| ------ | ------- | ----------------------------------------- | --------------------------------------------------------------- | --------------------------- | ------ | ------ | ------ | ------ | ------ | ------ | ------ |
|        | Yaoundé | Sanctuaire marial Notre-Dame du Mont Fébé | Inaugurée en 1961 et consacrée à Notre-Dame de Lourdes en 1966. | 3° 54′ 47″ N, 11° 29′ 23″ E |        |        |        |        |        |        |        |
|        |         |                                           |                                                                 |                             |        |        |        |        |        |        |        |

### Côte d'Ivoire
Classement alphabétique par Régions.
| Image         | Ville      | Localisation (rue, lieu-dit, etc.) | Autres détails (matériaux, année, commanditaire, etc.) | Coordonnées                |         |         |         |         |         |         |         |
| Abidjan       | Abidjan    | Abidjan                            | Abidjan                                                | Abidjan                    | Abidjan | Abidjan | Abidjan | Abidjan | Abidjan | Abidjan | Abidjan |
| ------------- | ---------- | ---------------------------------- | ------------------------------------------------------ | -------------------------- | ------- | ------- | ------- | ------- | ------- | ------- | ------- |
|               | Abidjan    | Paroisse Sainte-Cécile             | Grotte inaugurée en novembre 2022.                     | 5° 22′ 36″ N, 3° 59′ 36″ O |         |         |         |         |         |         |         |
| Agnéby-Tiassa |            |                                    |                                                        |                            |         |         |         |         |         |         |         |
|               | Grand Yapo | Paroisse Notre Dame de Lourdes     |                                                        | 5° 51′ 00″ N, 4° 10′ 00″ O |         |         |         |         |         |         |         |
|               |            |                                    |                                                        |                            |         |         |         |         |         |         |         |

### Ghana
Classement alphabétique par Régions.
| Image               | Ville               | Localisation (rue, lieu-dit, etc.) | Autres détails (matériaux, année, commanditaire, etc.) | Coordonnées         |                     |                     |                     |                     |                     |                     |                     |
| Haut Ghana oriental | Haut Ghana oriental | Haut Ghana oriental                | Haut Ghana oriental                                    | Haut Ghana oriental | Haut Ghana oriental | Haut Ghana oriental | Haut Ghana oriental | Haut Ghana oriental | Haut Ghana oriental | Haut Ghana oriental | Haut Ghana oriental |
| ------------------- | ------------------- | ---------------------------------- | ------------------------------------------------------ | ------------------- | ------------------- | ------------------- | ------------------- | ------------------- | ------------------- | ------------------- | ------------------- |
|                     | Navrongo            | Mission des Pères Blancs           |                                                        |                     |                     |                     |                     |                     |                     |                     |                     |
|                     |                     |                                    |                                                        |                     |                     |                     |                     |                     |                     |                     |                     |

### Maroc
Classement alphabétique par Régions.
| Image            | Ville            | Localisation (rue, lieu-dit, etc.)         | Autres détails (matériaux, année, commanditaire, etc.) | Coordonnées      |                  |                  |                  |                  |                  |                  |                  |
| Grand Casablanca | Grand Casablanca | Grand Casablanca                           | Grand Casablanca                                       | Grand Casablanca | Grand Casablanca | Grand Casablanca | Grand Casablanca | Grand Casablanca | Grand Casablanca | Grand Casablanca | Grand Casablanca |
| ---------------- | ---------------- | ------------------------------------------ | ------------------------------------------------------ | ---------------- | ---------------- | ---------------- | ---------------- | ---------------- | ---------------- | ---------------- | ---------------- |
|                  | Casablanca       | Église Notre-Dame-de-Lourdes de Casablanca |                                                        |                  |                  |                  |                  |                  |                  |                  |                  |
|                  |                  |                                            |                                                        |                  |                  |                  |                  |                  |                  |                  |                  |

## Amérique du Nord

### Canada
Classement alphabétique par Provinces.
| Image                   | Ville                               | Localisation (rue, lieu-dit, etc.)                                                             | Autres détails (matériaux, année, commanditaire, etc.)                                                                                     | Coordonnées                      |         |         |         |         |         |         |         |
| Alberta                 | Alberta                             | Alberta                                                                                        | Alberta | Alberta                          | Alberta | Alberta | Alberta | Alberta | Alberta | Alberta | Alberta |
| ----------------------- | ----------------------------------- | ---------------------------------------------------------------------------------------------- | --- | -------------------------------- | ------- | ------- | ------- | ------- | ------- | ------- | ------- |
|                         | Saint-Albert                        |                                                                                                | |                                  |         |         |         |         |         |         |         |
|                         | Eleske                              | Sanctuaire Notre-Dame-de-Lourdes                                                               | |                                  |         |         |         |         |         |         |         |
| Manitoba                |                                     |                                                                                                | |                                  |         |         |         |         |         |         |         |
|                         | Saint-Laurent                       | Église paroissiale Saint-Laurent                                                               | |                                  |         |         |         |         |         |         |         |
|                         | Saint-Malo                          | Sanctuaire Notre-Dame-de-Lourdes                                                               | |                                  |         |         |         |         |         |         |         |
| Nouveau-Brunswick       |                                     |                                                                                                | |                                  |         |         |         |         |         |         |         |
|                         | Tracadie-Sheila                     |                                                                                                | |                                  |         |         |         |         |         |         |         |
| Ontario                 |                                     |                                                                                                | |                                  |         |         |         |         |         |         |         |
|                         | Toronto                             | Sanctuaire Notre-Dame-de-Lourdes                                                               | |                                  |         |         |         |         |         |         |         |
| Québec                  |                                     |                                                                                                | |                                  |         |         |         |         |         |         |         |
|                         | Notre-Dame-de-Lourdes               | Contigüe à l’église de l'Immaculée-Conception-de-la-Sainte-Vierge                              | | 46° 19′ 34″ N, 71° 49′ 01″ O     |         |         |         |         |         |         |         |
|                         | Rigaud                              | Montagne de Rigaud (surnommée la cathédrale de verdure), sanctuaire Notre-Dame-de-Lourdes      | Construite en 1878 |                                  |         |         |         |         |         |         |         |
|                         | Saint-Bruno-de-Montarville          | Mont Saint-Bruno                                                                               | Construite à l'initiative du frère Ludger (M. Joseph Gélinas, frère de Saint-Gabriel ; inaugurée et bénie en 1954 par Gérard-Marie Coderre |                                  |         |         |         |         |         |         |         |
|                         | Ville-Marie                         | rue Notre-Dame-de-Lourdes                                                                      | Aménagée en 1904 | 47° 20′ 06″ N, 79° 25′ 50″ O     |         |         |         |         |         |         |         |
|                         | Notre-Dame-Auxiliatrice-de-Buckland | 4176 rue Principale                                                                            | Construite en 1958 | 46° 37′ 02″ N, 70° 32′ 55″ O     |         |         |         |         |         |         |         |
|                         | Ripon                               |                                                                                                | | 45° 44′ 44″ N, 75° 06′ 28″ O     |         |         |         |         |         |         |         |
|                         | Nicolet                             | Dans l'enceinte du collège Notre-Dame-de-l'Assomption                                          | Construite en 1934 à l'initiative d'anciennes élèves du collège                                                                            |                                  |         |         |         |         |         |         |         |
|                         | Saint-Adrien-d'Irlande              | Rue Principale                                                                                 | Construite en 1958 |                                  |         |         |         |         |         |         |         |
|                         | Lachute                             | À l'extérieur de l'église de la Grotte-de-Notre-Dame-de-Lourdes                                | Construite en 1936 |                                  |         |         |         |         |         |         |         |
|                         | Québec                              | Rue des Remparts, Monastère-des-Augustines-de-l'Hôtel-Dieu-de-Québec                           | Construite en 1936 |                                  |         |         |         |         |         |         |         |
|                         | Québec                              | Chemin Saint-Louis, couvent des Sœurs de Sainte-Jeanne d'Arc                                   | |                                  |         |         |         |         |         |         |         |
|                         | Québec                              | Chemin Sainte-Foy, couvent des Sœurs de Saint-Joseph de Saint-Vallier                          | |                                  |         |         |         |         |         |         |         |
|                         | Québec                              | Chemin Saint-Louis, Domaine des Sœurs de Jésus-Marie                                           | Construit en 1919 |                                  |         |         |         |         |         |         |         |
|                         | Saint-Nazaire-de-Dorchester         | 90 rue Principale                                                                              | Construite en 1941 |                                  |         |         |         |         |         |         |         |
|                         | Château-Richer                      | Rue de l'Église, en face du presbytère de La Visitation-de-Notre-Dame, au pied du promontoire. | Construite en 1931 |                                  |         |         |         |         |         |         |         |
|                         | L'Isle-aux-Coudres                  | Chemin des Coudriers, à droite du presbytère de Saint-Louis de L'Isle-aux-Coudres              | |                                  |         |         |         |         |         |         |         |
|                         | Deschambault-Grondines              | Rue de l'Église                                                                                | |                                  |         |         |         |         |         |         |         |
|                         | Richelieu                           | Première rue                                                                                   | |                                  |         |         |         |         |         |         |         |
|                         | Salaberry-de-Valleyfield            | Rue Sainte-Claire, couvent Sainte-Claire                                                       | |                                  |         |         |         |         |         |         |         |
|                         | Granby                              | Rue Sainte-Claire, couvent Sainte-Claire                                                       | |                                  |         |         |         |         |         |         |         |
|                         | Gatineau                            | Rue Jacques-Cartier, du côté de la façade latérale de l'église                                 | |                                  |         |         |         |         |         |         |         |
|                         | Saint-Roch-de-Mékinac               | Chemin de Saint-Joseph à proximité du presbytère                                               | |                                  |         |         |         |         |         |         |         |
|                         | Saint-Fabien                        | Chemin de la Mer Ouest, lieu-dit Saint-Fabien-sur-Mer                                          | |                                  |         |         |         |         |         |         |         |
|                         | Shawinigan                          | Rue Principale, lieu-dit Saint-Jean-des-Piles                                                  | |                                  |         |         |         |         |         |         |         |
|                         | Champlain                           | Rue Notre-Dame                                                                                 | |                                  |         |         |         |         |         |         |         |
|                         | La Tuque                            | Rue Saint-Joseph                                                                               | |                                  |         |         |         |         |         |         |         |
|                         | Saint-Alexis-des-Monts              | Rue Saint-Pierre                                                                               | |                                  |         |         |         |         |         |         |         |
|                         | Shawinigan                          | Cimetière de Saint-Théophile, Lieu-dit Lac-à-la-Tortue                                         | |                                  |         |         |         |         |         |         |         |
|                         | Shawinigan                          | Rue Principale, lieu-dit Saint-Boniface-de-Shawinigan                                          | |                                  |         |         |         |         |         |         |         |
|                         | Saint-Justin                        | Rue Duchesnay                                                                                  | |                                  |         |         |         |         |         |         |         |
|                         | Ferland-et-Boilleau                 | Route 381                                                                                      | |                                  |         |         |         |         |         |         |         |
|                         | Témiscaming                         | Rue Boucher                                                                                    | |                                  |         |         |         |         |         |         |         |
|                         | Amos                                | Rue des Peupliers                                                                              | |                                  |         |         |         |         |         |         |         |
|                         | Thurso                              | Rue Victoria                                                                                   | |                                  |         |         |         |         |         |         |         |
|                         | Gaspé                               | Boulevard de Pointe-Navarre, Sanctuaire Notre-Dame-des-Douleurs                                | |                                  |         |         |         |         |         |         |         |
|                         | Saint-Pierre-de-la-Rivière-du-Sud   | Cimetière-de-Saint-Pierre-de-la-Rivière-du-Sud, Lieu-dit Saint-Pierre-Montmagny                | Construite en 1952 |                                  |         |         |         |         |         |         |         |
|                         | Laval                               | Boulevard Saint-Martin Ouest                                                                   | |                                  |         |         |         |         |         |         |         |
|                         | Baie-James                          | Rue de l'Église                                                                                | |                                  |         |         |         |         |         |         |         |
|                         | Chapais                             | Deuxième avenue                                                                                | |                                  |         |         |         |         |         |         |         |
|                         | Aguanish                            | Rue de l'Anse                                                                                  | |                                  |         |         |         |         |         |         |         |
|                         | Disraeli                            | Avenue Champlain                                                                               | |                                  |         |         |         |         |         |         |         |
|                         | Armagh                              | Rue Principale                                                                                 | |                                  |         |         |         |         |         |         |         |
|                         | Saint-Lazare-de-Bellechasse         | Cimetière de Saint-Lazare, 180 rue Principale                                                  | |                                  |         |         |         |         |         |         |         |
|                         | Saint-Nérée-de-Bellechasse          | Église de Saint-Nérée-de-Bellechasse                                                           | |                                  |         |         |         |         |         |         |         |
|                         | Lac-du-Cerf                         | Chemin Dumouchel                                                                               | |                                  |         |         |         |         |         |         |         |
|                         | Nominingue                          | Maison de Notre-Dame-de-Bellerive                                                              | Construit en 1927 |                                  |         |         |         |         |         |         |         |
|                         | Saint-Hyacinthe                     | Boulevard Laframboise                                                                          | |                                  |         |         |         |         |         |         |         |
|                         | Saint-Hyacinthe                     | Rue Girouard Ouest                                                                             | |                                  |         |         |         |         |         |         |         |
|                         | Lac-au-Saumon                       | Couvent des Servantes de Notre-Dame Reine du Clergé                                            | |                                  |         |         |         |         |         |         |         |
|                         | Rivière-du-Loup                     | Couvent des Clarisses de Rivière-du-Loup                                                       | |                                  |         |         |         |         |         |         |         |
|                         | Mont-Joli                           | Avenue de la Grotte, près de l'église.                                                         | |                                  |         |         |         |         |         |         |         |
|                         | Stoke                               | Près de l'église.                                                                              | |                                  |         |         |         |         |         |         |         |
|                         | Rimouski                            | Rue du Parc, lieu-dit Pointe-au-Père                                                           | |                                  |         |         |         |         |         |         |         |
|                         | Rimouski                            | Allée du Rosaire                                                                               | Construite en 1936 |                                  |         |         |         |         |         |         |         |
|                         | Pohénégamook                        | Chemin Guérette                                                                                | |                                  |         |         |         |         |         |         |         |
|                         | Châteauguay                         | Chemin Guérette sur l'Île Saint-Bernard                                                        | Construite en 1957 par les Sœurs grises |                                  |         |         |         |         |         |         |         |
|                         | Saint-Claude                        | Près du presbytère                                                                             | |                                  |         |         |         |         |         |         |         |
|                         | Sainte-Anne-de-la-Rochelle          | En face de l'église de Sainte-Anne-de-la-Rochelle                                              | |                                  |         |         |         |         |         |         |         |
|                         | Saint-Élie-de-Caxton                | Calvaire de Saint-Élie-de-Caxton                                                               | |                                  |         |         |         |         |         |         |         |
|                         | Salaberry-de-Valleyfield            | 55 rue Sainte-Claire                                                                           | |                                  |         |         |         |         |         |         |         |
|                         | Saguenay                            | Derrière l'ancienne académie Saint-Alphonse                                                    | |                                  |         |         |         |         |         |         |         |
|                         | Notre-Dame-des-Anges                | 260 boulevard Langelier, à côté de l'Aile Notre-Dame-des-Anges                                 | |                                  |         |         |         |         |         |         |         |
| Saskatchewan            |                                     |                                                                                                | |                                  |         |         |         |         |         |         |         |
|                         | Kronau                              | Sanctuaire Notre-Dame-de-Lourdes                                                               | |                                  |         |         |         |         |         |         |         |
|                         | Rama                                | Sanctuaire Notre-Dame-de-Lourdes                                                               | |                                  |         |         |         |         |         |         |         |
| Terre-Neuve-et-Labrador |                                     |                                                                                                | |                                  |         |         |         |         |         |         |         |
|                         | Flatrock                            | À l'extérieur de l'église                                                                      | Construite en 1954 par Fr. William Sullivan à son retour de Lourdes                                                                        |                                  |         |         |         |         |         |         |         |
|                         | Renews                              | Mass Rock and Midnight Hill                                                                    | Construction de la grotte en 1928 à l'initiative du Reverend McCarthy, prêtre paroissien irlandais.                                        | 46° 55′ 43,4″ N, 52° 55′ 57,5″ O |         |         |         |         |         |         |         |
|                         |                                     |                                                                                                | |                                  |         |         |         |         |         |         |         |

### États-Unis
Classement alphabétique par États.
| Image            | Ville                   | Localisation (rue, lieu-dit, etc.)                                                                  | Autres détails (matériaux, année, commanditaire, etc.)                               | Coordonnées                  |         |         |         |         |         |         |         |
| Alabama          | Alabama                 | Alabama                                                                                             | Alabama                                                                              | Alabama                      | Alabama | Alabama | Alabama | Alabama | Alabama | Alabama | Alabama |
| ---------------- | ----------------------- | --------------------------------------------------------------------------------------------------- | ------------------------------------------------------------------------------------ | ---------------------------- | ------- | ------- | ------- | ------- | ------- | ------- | ------- |
|                  | Hanceville              | Our Lady of the Angels Monastery, Shrine of the Most Blessed Sacrament                              |                                                                                      |                              |         |         |         |         |         |         |         |
| Arizona          |                         | |                                                                                      |                              |         |         |         |         |         |         |         |
|                  | Tucson                  | Mission San Xavier del Bac                                                                          |                                                                                      |                              |         |         |         |         |         |         |         |
| Connecticut      |                         | |                                                                                      |                              |         |         |         |         |         |         |         |
|                  | Litchfield              | Sanctuaire Notre-Dame de Lourdes                                                                    |                                                                                      |                              |         |         |         |         |         |         |         |
| Floride          |                         | |                                                                                      |                              |         |         |         |         |         |         |         |
|                  | Key West                | Basilica of St. Mary Star of the Sea                                                                | Construite en 1922.                                                                  | 24° 33′ 12″ N, 81° 47′ 43″ O |         |         |         |         |         |         |         |
|                  | Lake Wales              | Sanctuaire Ste Anne des Lacs                                                                        |                                                                                      | 27° 52′ 37″ N, 81° 29′ 20″ O |         |         |         |         |         |         |         |
|                  | Port Sainte-Lucie       | Église Sainte Bernadette                                                                            |                                                                                      |                              |         |         |         |         |         |         |         |
|                  | San Antonio             | Église St. Anthony                                                                                  |                                                                                      |                              |         |         |         |         |         |         |         |
| Géorgie          |                         | |                                                                                      |                              |         |         |         |         |         |         |         |
|                  | Macon                   | Ancien collège jésuite St. Stanislaus                                                               |                                                                                      |                              |         |         |         |         |         |         |         |
| Hawaï            |                         | |                                                                                      |                              |         |         |         |         |         |         |         |
|                  | Wailuku                 | Couvent Saint Antoine                                                                               |                                                                                      |                              |         |         |         |         |         |         |         |
| Illinois         |                         | |                                                                                      |                              |         |         |         |         |         |         |         |
|                  | Belleville              | Sanctuaire national Notre-Dame-des-Neiges (en)                                                      |                                                                                      | 38° 33′ 40″ N, 90° 05′ 32″ E |         |         |         |         |         |         |         |
|                  | Lisle                   | Parc du couvent des Sœurs bénédictines du Sacré-Cœur et de la maison de retraite Villa St. Benedict | Construite en 1928                                                                   |                              |         |         |         |         |         |         |         |
|                  | Naperville              | Cimetière de l'église Saints Peter & Paul                                                           | Construite en 1922                                                                   |                              |         |         |         |         |         |         |         |
| Indiana          |                         | |                                                                                      |                              |         |         |         |         |         |         |         |
|                  | Saint Mary-of-the-Woods | Campus de Saint Mary-of-the-Woods College                                                           | Construite en 1918                                                                   |                              |         |         |         |         |         |         |         |
|                  | South Bend              | Université de Notre-Dame-du-Lac                                                                     |                                                                                      |                              |         |         |         |         |         |         |         |
|                  | Valparaiso              | Sanctuaire de Notre-Dame-des-Douleurs                                                               | Construite en 1938                                                                   |                              |         |         |         |         |         |         |         |
| Louisiane        |                         | |                                                                                      |                              |         |         |         |         |         |         |         |
|                  | La Nouvelle-Ibérie      | |                                                                                      |                              |         |         |         |         |         |         |         |
|                  | Le Pont Breaux          | Église Saint-Bernard                                                                                |                                                                                      | 30° 16′ 26″ N, 91° 53′ 58″ O |         |         |         |         |         |         |         |
| Maine            |                         | |                                                                                      |                              |         |         |         |         |         |         |         |
|                  | Kennebunkport           | Monastère franciscain Saint Antoine                                                                 |                                                                                      |                              |         |         |         |         |         |         |         |
| Maryland         |                         | |                                                                                      |                              |         |         |         |         |         |         |         |
|                  | Ellicott City           | Sanctuaire Saint-Antoine-de-Padoue                                                                  |                                                                                      |                              |         |         |         |         |         |         |         |
|                  | Emmitsburg              | Université Mount St. Mary's                                                                         |                                                                                      |                              |         |         |         |         |         |         |         |
|                  | Olney                   | St. Andrew Kim Church                                                                               |                                                                                      |                              |         |         |         |         |         |         |         |
| Massachusetts    |                         | |                                                                                      |                              |         |         |         |         |         |         |         |
|                  | Westfield               | Stanley Park                                                                                        |                                                                                      |                              |         |         |         |         |         |         |         |
| Michigan         |                         | |                                                                                      |                              |         |         |         |         |         |         |         |
|                  | Detroit                 | Église de l'Assomption-de-la-Bienheureuse-Vierge-Marie de Détroit                                   |                                                                                      |                              |         |         |         |         |         |         |         |
|                  | Detroit                 | Église Sainte-Marie                                                                                 |                                                                                      |                              |         |         |         |         |         |         |         |
|                  | Orchard Lake Village    | Orchard Lake Schools                                                                                |                                                                                      |                              |         |         |         |         |         |         |         |
|                  | Plymouth                | Our Lady of Good Counsel Catholic Church                                                            |                                                                                      |                              |         |         |         |         |         |         |         |
| Nouveau-Mexique  |                         | |                                                                                      |                              |         |         |         |         |         |         |         |
|                  | Los Ojos                | | Registre national des lieux historiques du comté de Rio Arriba, Nouveau-Mexique (en) |                              |         |         |         |         |         |         |         |
| Ohio             |                         | |                                                                                      |                              |         |         |         |         |         |         |         |
|                  | Canton                  | Central Catholic High School                                                                        |                                                                                      |                              |         |         |         |         |         |         |         |
|                  | Columbus                | St. Michael Catholic Church                                                                         |                                                                                      |                              |         |         |         |         |         |         |         |
|                  | Euclid                  | National Shrine of Our Lady of Lourdes                                                              | Construite en 1926                                                                   | 41° 34′ 10″ N, 81° 31′ 50″ O |         |         |         |         |         |         |         |
|                  | Mogadore                | St. Joseph Catholic Church                                                                          |                                                                                      |                              |         |         |         |         |         |         |         |
| Pennsylvanie     |                         | |                                                                                      |                              |         |         |         |         |         |         |         |
|                  | Pittsburgh              | Campus de l'Université Duquesne                                                                     | Construite en 1956 par les frères de la Congrégation du Saint-Esprit                 |                              |         |         |         |         |         |         |         |
| Texas            |                         | |                                                                                      |                              |         |         |         |         |         |         |         |
|                  | Rio Grande City         | Près de l'église de l'Immaculée Conception.                                                         | Construite par le Rev. Gustav Gollbach et consacrée en 1928,.                        | 26° 22′ 53″ N, 98° 49′ 10″ O |         |         |         |         |         |         |         |
|                  | San Antonio             | Oblate School of Theology                                                                           |                                                                                      |                              |         |         |         |         |         |         |         |
| Washington, D.C. |                         | |                                                                                      |                              |         |         |         |         |         |         |         |
|                  | Washington, D.C.        | Monastère franciscain de Terre Sainte en Amérique                                                   | Construite en 1899                                                                   |                              |         |         |         |         |         |         |         |
| Wisconsin        |                         | |                                                                                      |                              |         |         |         |         |         |         |         |
|                  | Milwaukee               | Séminaire de Saint-François-de-Sale (St-Francis)                                                    |                                                                                      |                              |         |         |         |         |         |         |         |
|                  |                         | |                                                                                      |                              |         |         |         |         |         |         |         |

## Amérique du Sud

### Argentine
Classement alphabétique par Provinces.
| Image        | Ville                  | Localisation (rue, lieu-dit, etc.) | Autres détails (matériaux, année, commanditaire, etc.)                                                          | Coordonnées                        |              |              |              |              |              |              |              |
| Buenos Aires | Buenos Aires           | Buenos Aires                       | Buenos Aires | Buenos Aires                       | Buenos Aires | Buenos Aires | Buenos Aires | Buenos Aires | Buenos Aires | Buenos Aires | Buenos Aires |
| ------------ | ---------------------- | ---------------------------------- | --- | ---------------------------------- | ------------ | ------------ | ------------ | ------------ | ------------ | ------------ | ------------ |
|              | Ciudad de Buenos Aires | Barracas, Isabel la Católica 520   | Inaugurée a 1898, construit par les Freres Lourdistes                                                           |                                    |              |              |              |              |              |              |              |
|              | Mar del Plata          | Port de Mar del Plata              | La Grotte de Lourdes de Mar del Plata (es), édifiée par des Petites Sœurs de la Divine Providence, date de 1927 |                                    |              |              |              |              |              |              |              |
|              | Tandil                 |                                    | |                                    |              |              |              |              |              |              |              |
|              | Santos Lugares         | Église Notre-Dame de Lourdes       | | 34° 35′ 54,1″ S, 58° 32′ 46,5″ O   |              |              |              |              |              |              |              |
|              | Miramar                |                                    | | 38° 17′ 30″ S, 57° 51′ 29″ O       |              |              |              |              |              |              |              |
| Córdoba      |                        |                                    | |                                    |              |              |              |              |              |              |              |
|              | Alta Gracia            | Sanctuaire Notre-Dame-de-Lourdes   | Construite en 1916 par deux fidèles de Buenos Aires en remerciement de faveurs reçues à Lourdes                 | 31° 38′ 56″ S, 64° 27′ 26″ O       |              |              |              |              |              |              |              |
| Tucumán      |                        |                                    | |                                    |              |              |              |              |              |              |              |
|              | San Pedro de Colalao   | Route 311                          | | 26° 14′ 16,21″ S, 65° 29′ 14,04″ O |              |              |              |              |              |              |              |

### Brésil
Classement alphabétique par États.
| Image             | Ville          | Localisation (rue, lieu-dit, etc.)               | Autres détails (matériaux, année, commanditaire, etc.)        | Coordonnées |       |       |       |       |       |       |       |
| Bahia             | Bahia          | Bahia                                            | Bahia                                                         | Bahia       | Bahia | Bahia | Bahia | Bahia | Bahia | Bahia | Bahia |
| ----------------- | -------------- | ------------------------------------------------ | ------------------------------------------------------------- | ----------- | ----- | ----- | ----- | ----- | ----- | ----- | ----- |
|                   | Salvador       | À côté de la chapelle de l'hôpital Santa Izabel. |                                                               |             |       |       |       |       |       |       |       |
| Minas Gerais      |                |                                                  |                                                               |             |       |       |       |       |       |       |       |
|                   | Belo Horizonte | Basilique Notre-Dame-de-Lourdes                  |                                                               |             |       |       |       |       |       |       |       |
| Rio Grande do Sul |                |                                                  |                                                               |             |       |       |       |       |       |       |       |
|                   | Nova Prata     |                                                  | Construite en pierres basaltiques sur le sommet d'une colline |             |       |       |       |       |       |       |       |
|                   | Porto Alegre   | Dans le parc de l'église Notre-Dame-de-Lourdes   |                                                               |             |       |       |       |       |       |       |       |
|                   | Porto Alegre   | À l'intérieur de l'église Notre-Dame-de-Lourdes  |                                                               |             |       |       |       |       |       |       |       |
|                   | Porto Alegre   | À l'extérieur de l'église Saint-Raphaël          |                                                               |             |       |       |       |       |       |       |       |
|                   | Porto Alegre   | Cascata                                          |                                                               |             |       |       |       |       |       |       |       |
| Santa Catarina    |                |                                                  |                                                               |             |       |       |       |       |       |       |       |
|                   | Florianópolis  | Église Saint-François-Xavier, Saco Grande        |                                                               |             |       |       |       |       |       |       |       |
|                   | Urubici        | Santa Terezinha                                  |                                                               |             |       |       |       |       |       |       |       |
|                   |                |                                                  |                                                               |             |       |       |       |       |       |       |       |

### Chili
Classement alphabétique par Régions.
| Image                                     | Ville                                     | Localisation (rue, lieu-dit, etc.)                                                         | Autres détails (matériaux, année, commanditaire, etc.)                      | Coordonnées                               |                                           |                                           |                                           |                                           |                                           |                                           |                                           |
| Aisén del General Carlos Ibáñez del Campo | Aisén del General Carlos Ibáñez del Campo | Aisén del General Carlos Ibáñez del Campo                                                  | Aisén del General Carlos Ibáñez del Campo                                   | Aisén del General Carlos Ibáñez del Campo | Aisén del General Carlos Ibáñez del Campo | Aisén del General Carlos Ibáñez del Campo | Aisén del General Carlos Ibáñez del Campo | Aisén del General Carlos Ibáñez del Campo | Aisén del General Carlos Ibáñez del Campo | Aisén del General Carlos Ibáñez del Campo | Aisén del General Carlos Ibáñez del Campo |
| ----------------------------------------- | ----------------------------------------- | ------------------------------------------------------------------------------------------ | --------------------------------------------------------------------------- | ----------------------------------------- | ----------------------------------------- | ----------------------------------------- | ----------------------------------------- | ----------------------------------------- | ----------------------------------------- | ----------------------------------------- | ----------------------------------------- |
|                                           | Coyhaique                                 |                                                                                            |                                                                             |                                           |                                           |                                           |                                           |                                           |                                           |                                           |                                           |
| Atacama                                   |                                           |                                                                                            |                                                                             |                                           |                                           |                                           |                                           |                                           |                                           |                                           |                                           |
|                                           | Chañaral                                  | À proximité du phare Monumental de Chañaral                                                |                                                                             |                                           |                                           |                                           |                                           |                                           |                                           |                                           |                                           |
|                                           | Copiapó                                   | Collège du Bon Pasteur                                                                     |                                                                             | 27° 22′ 16″ S, 70° 19′ 39″ O              |                                           |                                           |                                           |                                           |                                           |                                           |                                           |
| Les Lacs                                  |                                           |                                                                                            |                                                                             |                                           |                                           |                                           |                                           |                                           |                                           |                                           |                                           |
|                                           | Puerto Varas                              | Parc face à l'église du Sacré-Cœur                                                         | Monument national du Chili                                                  | 41° 19′ 12″ S, 72° 59′ 10″ O              |                                           |                                           |                                           |                                           |                                           |                                           |                                           |
| Maule                                     |                                           |                                                                                            |                                                                             |                                           |                                           |                                           |                                           |                                           |                                           |                                           |                                           |
|                                           | Curicó                                    | Plaza de Armas (Place d'Armes), place boisée encadrée par Carmen, Estado, Yungay et Merced | Monument national du Chili                                                  | 34° 59′ 07″ S, 71° 14′ 22″ O              |                                           |                                           |                                           |                                           |                                           |                                           |                                           |
| Santiago                                  |                                           |                                                                                            |                                                                             |                                           |                                           |                                           |                                           |                                           |                                           |                                           |                                           |
|                                           | Quinta Normal                             | Basilique et sanctuaire de Lourdes                                                         |                                                                             | 33° 26′ 18″ S, 70° 41′ 14″ O              |                                           |                                           |                                           |                                           |                                           |                                           |                                           |
| Valparaíso                                |                                           |                                                                                            |                                                                             |                                           |                                           |                                           |                                           |                                           |                                           |                                           |                                           |
|                                           | Valparaíso                                | Cloître du collège des Sacrés-Cœurs                                                        | Monument national du Chili                                                  | 33° 02′ 54″ S, 71° 36′ 57″ O              |                                           |                                           |                                           |                                           |                                           |                                           |                                           |
|                                           | Viña del Mar                              | Église Notre-Dame de Lourdes                                                               | Construite en 1963 pour remplacer la grotte initialement construite en 1913 |                                           |                                           |                                           |                                           |                                           |                                           |                                           |                                           |
|                                           |                                           |                                                                                            |                                                                             |                                           |                                           |                                           |                                           |                                           |                                           |                                           |                                           |

### Colombie
Classement alphabétique par Départements
| Image  | Ville  | Localisation (rue, lieu-dit, etc.) | Autres détails (matériaux, année, commanditaire, etc.) | Coordonnées |        |        |        |        |        |        |        |
| Boyacá | Boyacá | Boyacá                             | Boyacá                                                 | Boyacá      | Boyacá | Boyacá | Boyacá | Boyacá | Boyacá | Boyacá | Boyacá |
| ------ | ------ | ---------------------------------- | ------------------------------------------------------ | ----------- | ------ | ------ | ------ | ------ | ------ | ------ | ------ |
|        | Paipa  | Palermo (Boyacá) (es)              |                                                        |             |        |        |        |        |        |        |        |
|        |        |                                    |                                                        |             |        |        |        |        |        |        |        |

### Pérou
Classement alphabétique par Régions (ou Départements)
| Image      | Ville           | Localisation (rue, lieu-dit, etc.)                                         | Autres détails (matériaux, année, commanditaire, etc.) | Coordonnées                 |          |          |          |          |          |          |          |
| Amazonas   | Amazonas        | Amazonas                                                                   | Amazonas                                               | Amazonas                    | Amazonas | Amazonas | Amazonas | Amazonas | Amazonas | Amazonas | Amazonas |
| ---------- | --------------- | -------------------------------------------------------------------------- | ------------------------------------------------------ | --------------------------- | -------- | -------- | -------- | -------- | -------- | -------- | -------- |
|            | Chachapoyas     | Université nationale Tobirio Rodriguez de Mendoza de Amazonas              |                                                        | 6° 13′ 55″ S, 77° 51′ 18″ O |          |          |          |          |          |          |          |
| San Martin |                 |                                                                            |                                                        |                             |          |          |          |          |          |          |          |
|            | Nueva Cajamarca | Réplique en cours d'aménagement près de la grotte touristique de Palestina | Début des travaux en 2013                              | 5° 55′ 31″ S, 77° 21′ 08″ O |          |          |          |          |          |          |          |
|            |                 |                                                                            |                                                        |                             |          |          |          |          |          |          |          |

### Uruguay
Classement alphabétique par Départements.
| Image      | Ville      | Localisation (rue, lieu-dit, etc.)                                           | Autres détails (matériaux, année, commanditaire, etc.)               | Coordonnées                  |            |            |            |            |            |            |            |
| Montevideo | Montevideo | Montevideo                                                                   | Montevideo                                                           | Montevideo                   | Montevideo | Montevideo | Montevideo | Montevideo | Montevideo | Montevideo | Montevideo |
| ---------- | ---------- | ---------------------------------------------------------------------------- | -------------------------------------------------------------------- | ---------------------------- | ---------- | ---------- | ---------- | ---------- | ---------- | ---------- | ---------- |
|            | Montevideo | Santuario Nacional de la Gruta de Lourdes, 2223 avenida de las Instrucciones | Construite en 1946, élevée au statut de sanctuaire national en 1958. | 34° 49′ 32″ S, 56° 10′ 54″ O |            |            |            |            |            |            |            |
|            |            |                                                                              |                                                                      |                              |            |            |            |            |            |            |            |

## Asie

### Birmanie
Classement alphabétique par Régions.
| Image | Ville       | Localisation (rue, lieu-dit, etc.)                 | Autres détails (matériaux, année, commanditaire, etc.) | Coordonnées                  |      |      |      |      |      |      |      |
| Bago  | Bago        | Bago                                               | Bago                                                   | Bago                         | Bago | Bago | Bago | Bago | Bago | Bago | Bago |
| ----- | ----------- | -------------------------------------------------- | ------------------------------------------------------ | ---------------------------- | ---- | ---- | ---- | ---- | ---- | ---- | ---- |
|       | Nyaunglebin | Sanctuaire de Notre-Dame-de-Lourdes de Nyaunglebin | Grotte construite en 1918.                             | 17° 57′ 02″ N, 96° 43′ 12″ E |      |      |      |      |      |      |      |
| Kayah |             |                                                    |                                                        |                              |      |      |      |      |      |      |      |
|       | Yusomo      |                                                    |                                                        |                              |      |      |      |      |      |      |      |
|       |             |                                                    |                                                        |                              |      |      |      |      |      |      |      |

### Chine
Classement alphabétique par Régions.
| Image     | Ville     | Localisation (rue, lieu-dit, etc.)   | Autres détails (matériaux, année, commanditaire, etc.) | Coordonnées |           |           |           |           |           |           |           |
| Hong Kong | Hong Kong | Hong Kong                            | Hong Kong                                              | Hong Kong   | Hong Kong | Hong Kong | Hong Kong | Hong Kong | Hong Kong | Hong Kong | Hong Kong |
| --------- | --------- | ------------------------------------ | ------------------------------------------------------ | ----------- | --------- | --------- | --------- | --------- | --------- | --------- | --------- |
|           | Hong Kong | Centre catholique                    |                                                        |             |           |           |           |           |           |           |           |
|           | Hong Kong | Cathédrale de l'Immaculée-Conception |                                                        |             |           |           |           |           |           |           |           |
|           | Hong Kong | Jardin de l'église du Rosaire        |                                                        |             |           |           |           |           |           |           |           |
|           | Hong Kong | Église Saint-Joseph                  |                                                        |             |           |           |           |           |           |           |           |
|           |           |                                      |                                                        |             |           |           |           |           |           |           |           |

### Inde
Classement alphabétique par États et Territoires.
| Image       | Ville                   | Localisation (rue, lieu-dit, etc.)                                                 | Autres détails (matériaux, année, commanditaire, etc.) | Coordonnées                  |        |        |        |        |        |        |        |
| Kerala      | Kerala                  | Kerala                                                                             | Kerala                                                 | Kerala                       | Kerala | Kerala | Kerala | Kerala | Kerala | Kerala | Kerala |
| ----------- | ----------------------- | ---------------------------------------------------------------------------------- | ------------------------------------------------------ | ---------------------------- | ------ | ------ | ------ | ------ | ------ | ------ | ------ |
|             | Champakulam (en)        | Dans le jardin de l'église Sainte-Marie                                            | 1953                                                   |                              |        |        |        |        |        |        |        |
|             | Alleppey / Alappuzha    | Entre le cimetière et la Mount Carmel Cathedral, Convent Square                    |                                                        |                              |        |        |        |        |        |        |        |
| Maharashtra |                         |                                                                                    |                                                        |                              |        |        |        |        |        |        |        |
|             | Bombay                  | Lycée Sainte Thérèse, Charni Road (en)                                             |                                                        | 18° 57′ 10″ N, 72° 49′ 09″ E |        |        |        |        |        |        |        |
| Pondichéry  |                         |                                                                                    |                                                        |                              |        |        |        |        |        |        |        |
|             | Pondichéry              | Cathédrale de l'Immaculée-Conception                                               |                                                        |                              |        |        |        |        |        |        |        |
|             | Pondichéry              | Reddiarpalayam, église Saint-André                                                 |                                                        |                              |        |        |        |        |        |        |        |
| Tamil Nadu  |                         |                                                                                    |                                                        |                              |        |        |        |        |        |        |        |
|             | Periya Kozhappalur (en) |                                                                                    |                                                        |                              |        |        |        |        |        |        |        |
|             | Salem                   | Lourdu Annai Shrine, Lourdu Nagar, Malaikovil, Agraharam.                          |                                                        | 11° 40′ 26″ N, 78° 16′ 44″ E |        |        |        |        |        |        |        |
|             | Perambur (en)           | Sanctuaire Notre-Dame de Lourdes de Perambur, Paper Mills Road, Jagannathan Colony |                                                        | 11° 40′ 26″ N, 78° 16′ 44″ E |        |        |        |        |        |        |        |
|             |                         |                                                                                    |                                                        |                              |        |        |        |        |        |        |        |

### Indonésie
Classement alphabétique par Provinces et territoires.
| Image         | Ville         | Localisation (rue, lieu-dit, etc.)                 | Autres détails (matériaux, année, commanditaire, etc.) | Coordonnées                  |               |               |               |               |               |               |               |
| Java oriental | Java oriental | Java oriental                                      | Java oriental                                          | Java oriental                | Java oriental | Java oriental | Java oriental | Java oriental | Java oriental | Java oriental | Java oriental |
| ------------- | ------------- | -------------------------------------------------- | ------------------------------------------------------ | ---------------------------- | ------------- | ------------- | ------------- | ------------- | ------------- | ------------- | ------------- |
|               | Blitar        | Goa Maria Sendangrejo, Ngadirejo, Kepanjenkidul    |                                                        | 8° 04′ 07″ S, 112° 11′ 08″ E |               |               |               |               |               |               |               |
| Java central  |               |                                                    |                                                        |                              |               |               |               |               |               |               |               |
|               | Grabag        | Grabag- Cokro, Sumurbandung, Grabag, Magelang      |                                                        | 7° 22′ 41″ S, 110° 19′ 34″ E |               |               |               |               |               |               |               |
| Jakarta       |               |                                                    |                                                        |                              |               |               |               |               |               |               |               |
|               | Jakarta       | Cathédrale Sainte-Marie-de-l'Assomption de Jakarta |                                                        | 8° 04′ 07″ S, 112° 11′ 08″ E |               |               |               |               |               |               |               |
| Yogyakarta    |               |                                                    |                                                        |                              |               |               |               |               |               |               |               |
|               | Sumberarum    | Jatiningsih, Jitar Kulon, Moyudan, Sleman          |                                                        | 7° 45′ 32″ S, 110° 13′ 24″ E |               |               |               |               |               |               |               |
|               |               |                                                    |                                                        |                              |               |               |               |               |               |               |               |

### Irak
Classement alphabétique par Provinces.
| Image  | Ville   | Localisation (rue, lieu-dit, etc.) | Autres détails (matériaux, année, commanditaire, etc.) | Coordonnées |        |        |        |        |        |        |        |
| Ninive | Ninive  | Ninive                             | Ninive                                                 | Ninive      | Ninive | Ninive | Ninive | Ninive | Ninive | Ninive | Ninive |
| ------ | ------- | ---------------------------------- | ------------------------------------------------------ | ----------- | ------ | ------ | ------ | ------ | ------ | ------ | ------ |
|        | Mossoul | Église Notre-Dame de l'Heure       | Détruite en avril 2016                                 |             |        |        |        |        |        |        |        |
|        |         |                                    |                                                        |             |        |        |        |        |        |        |        |

### Japon
Classement alphabétique par Régions.
| Image | Ville | Localisation (rue, lieu-dit, etc.) | Autres détails (matériaux, année, commanditaire, etc.) | Coordonnées |       |       |       |       |       |       |       |
| Kantō | Kantō | Kantō                              | Kantō                                                  | Kantō       | Kantō | Kantō | Kantō | Kantō | Kantō | Kantō | Kantō |
| ----- | ----- | ---------------------------------- | ------------------------------------------------------ | ----------- | ----- | ----- | ----- | ----- | ----- | ----- | ----- |
|       | Tokyo | Cathédrale Sainte-Marie            |                                                        |             |       |       |       |       |       |       |       |
|       |       |                                    |                                                        |             |       |       |       |       |       |       |       |

### Malaisie
Classement alphabétique par États.
| Image    | Ville    | Localisation (rue, lieu-dit, etc.) | Autres détails (matériaux, année, commanditaire, etc.) | Coordonnées                  |          |          |          |          |          |          |          |
| Selangor | Selangor | Selangor                           | Selangor                                               | Selangor                     | Selangor | Selangor | Selangor | Selangor | Selangor | Selangor | Selangor |
| -------- | -------- | ---------------------------------- | ------------------------------------------------------ | ---------------------------- | -------- | -------- | -------- | -------- | -------- | -------- | -------- |
|          | Kelang   | Église Notre-Dame-de-Lourdes       |                                                        | 3° 02′ 14″ N, 101° 26′ 40″ E |          |          |          |          |          |          |          |
|          |          |                                    |                                                        |                              |          |          |          |          |          |          |          |

### Pakistan
Classement alphabétique par Provinces.
| Image   | Ville       | Localisation (rue, lieu-dit, etc.)             | Autres détails (matériaux, année, commanditaire, etc.) | Coordonnées |         |         |         |         |         |         |         |
| Pendjab | Pendjab     | Pendjab                                        | Pendjab                                                | Pendjab     | Pendjab | Pendjab | Pendjab | Pendjab | Pendjab | Pendjab | Pendjab |
| ------- | ----------- | ---------------------------------------------- | ------------------------------------------------------ | ----------- | ------- | ------- | ------- | ------- | ------- | ------- | ------- |
|         | Sheikhupura | Sanctuaire Notre-Dame-de-Lourdes de Mariamabad |                                                        |             |         |         |         |         |         |         |         |
|         |             |                                                |                                                        |             |         |         |         |         |         |         |         |

### Philippines
Classement alphabétique par Régions.
| Image          | Ville                      | Localisation (rue, lieu-dit, etc.) | Autres détails (matériaux, année, commanditaire, etc.) | Coordonnées   |               |               |               |               |               |               |               |
| La Cordillère  | La Cordillère              | La Cordillère                      | La Cordillère                                          | La Cordillère | La Cordillère | La Cordillère | La Cordillère | La Cordillère | La Cordillère | La Cordillère | La Cordillère |
| -------------- | -------------------------- | ---------------------------------- | ------------------------------------------------------ | ------------- | ------------- | ------------- | ------------- | ------------- | ------------- | ------------- | ------------- |
|                | Baguio                     |                                    |                                                        |               |               |               |               |               |               |               |               |
| Grand Manille  |                            |                                    |                                                        |               |               |               |               |               |               |               |               |
|                | Mandaluyong                |                                    |                                                        |               |               |               |               |               |               |               |               |
| Luçon centrale |                            |                                    |                                                        |               |               |               |               |               |               |               |               |
|                | Bulacain                   |                                    |                                                        |               |               |               |               |               |               |               |               |
| Soccsksargen   |                            |                                    |                                                        |               |               |               |               |               |               |               |               |
|                | Cotabato (île de Mindanao) |                                    |                                                        |               |               |               |               |               |               |               |               |
|                |                            |                                    |                                                        |               |               |               |               |               |               |               |               |

### Sri Lanka
Classement alphabétique par Districts.
| Image    | Ville                      | Localisation (rue, lieu-dit, etc.) | Autres détails (matériaux, année, commanditaire, etc.) | Coordonnées |          |          |          |          |          |          |          |
| Kalutara | Kalutara                   | Kalutara                           | Kalutara                                               | Kalutara    | Kalutara | Kalutara | Kalutara | Kalutara | Kalutara | Kalutara | Kalutara |
| -------- | -------------------------- | ---------------------------------- | ------------------------------------------------------ | ----------- | -------- | -------- | -------- | -------- | -------- | -------- | -------- |
|          | Cotabato (île de Mindanao) | près de l'église Holy Cross        |                                                        |             |          |          |          |          |          |          |          |
| Colombo  |                            |                                    |                                                        |             |          |          |          |          |          |          |          |
|          | Negombo                    | En la cathédrale Sainte-Marie      |                                                        |             |          |          |          |          |          |          |          |
|          |                            |                                    |                                                        |             |          |          |          |          |          |          |          |

### Vietnam
Classement alphabétique par Provinces et Régions.
|  | Hô Chi Minh-Ville | Cour de l'église Saint-François-Xavier, quartier de Cha Tam dans le 5e arrondissement, à Cholon |  |  |  |

## Océanie

### Australie
Classement alphabétique par États et Territoires.
| Image                 | Ville                 | Localisation (rue, lieu-dit, etc.)          | Autres détails (matériaux, année, commanditaire, etc.) | Coordonnées                   |                       |                       |                       |                       |                       |                       |                       |
| Australie-Occidentale | Australie-Occidentale | Australie-Occidentale                       | Australie-Occidentale                                  | Australie-Occidentale         | Australie-Occidentale | Australie-Occidentale | Australie-Occidentale | Australie-Occidentale | Australie-Occidentale | Australie-Occidentale | Australie-Occidentale |
| --------------------- | --------------------- | ------------------------------------------- | ------------------------------------------------------ | ----------------------------- | --------------------- | --------------------- | --------------------- | --------------------- | --------------------- | --------------------- | --------------------- |
|                       | Perth                 | Nedlands, jardin de l'école primaire Loreto |                                                        | 31° 59′ 06″ S, 115° 48′ 22″ E |                       |                       |                       |                       |                       |                       |                       |
|                       |                       |                                             |                                                        |                               |                       |                       |                       |                       |                       |                       |                       |

## Europe

### Albanie
Classement alphabétique par Districts.
| Image   | Ville   | Localisation (rue, lieu-dit, etc.) | Autres détails (matériaux, année, commanditaire, etc.) | Coordonnées |         |         |         |         |         |         |         |
| Shkodër | Shkodër | Shkodër                            | Shkodër                                                | Shkodër     | Shkodër | Shkodër | Shkodër | Shkodër | Shkodër | Shkodër | Shkodër |
| ------- | ------- | ---------------------------------- | ------------------------------------------------------ | ----------- | ------- | ------- | ------- | ------- | ------- | ------- | ------- |
|         | Theth   |                                    |                                                        |             |         |         |         |         |         |         |         |
|         |         |                                    |                                                        |             |         |         |         |         |         |         |         |

### Allemagne
Classement alphabétique par Länder.
| Image                       | Ville                   | Localisation (rue, lieu-dit, etc.)                                          | Autres détails (matériaux, année, commanditaire, etc.)                                | Coordonnées                                     |                 |                 |                 |                 |                 |                 |                 |
| Bade-Wurtemberg             | Bade-Wurtemberg         | Bade-Wurtemberg                                                             | Bade-Wurtemberg                                                                       | Bade-Wurtemberg                                 | Bade-Wurtemberg | Bade-Wurtemberg | Bade-Wurtemberg | Bade-Wurtemberg | Bade-Wurtemberg | Bade-Wurtemberg | Bade-Wurtemberg |
| --------------------------- | ----------------------- | --------------------------------------------------------------------------- | ------------------------------------------------------------------------------------- | ----------------------------------------------- | --------------- | --------------- | --------------- | --------------- | --------------- | --------------- | --------------- |
|                             | Aulendorf               | Église Saint-Martin                                                         |                                                                                       | 47° 57′ 15″ N, 9° 38′ 20″ E                     |                 |                 |                 |                 |                 |                 |                 |
|                             | Berg                    | Cimetière                                                                   |                                                                                       | 47° 57′ 15″ N, 9° 38′ 20″ E                     |                 |                 |                 |                 |                 |                 |                 |
|                             | Billigheim              | Allfeld, Kirchstrasse, église Saint-Georges                                 |                                                                                       | 49° 19′ 29″ N, 9° 14′ 27″ E                     |                 |                 |                 |                 |                 |                 |                 |
|                             | Böhmenkirch             | Treffelhausen                                                               | Construite en 1964, la Grotte de Treffelhausen (de) remplace une église qui a brûlé   | 48° 41′ 16″ N, 9° 53′ 30″ E                     |                 |                 |                 |                 |                 |                 |                 |
|                             | Bühlerzell              |                                                                             |                                                                                       |                                                 |                 |                 |                 |                 |                 |                 |                 |
|                             | Ebenweiler              | Cimetière                                                                   |                                                                                       | 47° 54′ 09″ N, 9° 30′ 56″ E                     |                 |                 |                 |                 |                 |                 |                 |
|                             | Erbach                  |                                                                             |                                                                                       |                                                 |                 |                 |                 |                 |                 |                 |                 |
|                             | Grünsfeld               | Kützbrunn (de)                                                              |                                                                                       |                                                 |                 |                 |                 |                 |                 |                 |                 |
|                             | Hagnau                  | Église Saint-Jean-Baptiste                                                  |                                                                                       |                                                 |                 |                 |                 |                 |                 |                 |                 |
|                             | Haslach im Kinzigtal    |                                                                             |                                                                                       | 47° 58′ 34″ N, 10° 02′ 46″ E                    |                 |                 |                 |                 |                 |                 |                 |
|                             | Herdwangen-Schönach     | En contrebas du château de Burg Ramsberg (de)                               |                                                                                       | À affiner                                       |                 |                 |                 |                 |                 |                 |                 |
|                             | Horgenzell              | Près de l'église Sainte-Ursule                                              |                                                                                       |                                                 |                 |                 |                 |                 |                 |                 |                 |
|                             | Horgenzell              | Cimetière de la chapelle Saint-Gallus                                       |                                                                                       |                                                 |                 |                 |                 |                 |                 |                 |                 |
|                             | Kißlegg                 | Près de l'église                                                            |                                                                                       |                                                 |                 |                 |                 |                 |                 |                 |                 |
|                             | Mühlheim                | Stetten                                                                     |                                                                                       | 48° 01′ 17″ N, 8° 52′ 19″ E À vérifier/affiner  |                 |                 |                 |                 |                 |                 |                 |
|                             | Mulfingen               | Zaisenhausen                                                                | Sites et culture (de)                                                                 | 49° 21′ 41″ N, 9° 50′ 07″ E                     |                 |                 |                 |                 |                 |                 |                 |
|                             | Orsingen-Nenzingen      | Nenzingen                                                                   |                                                                                       | 47° 50′ 37″ N, 8° 57′ 56″ E À vérifier/affiner  |                 |                 |                 |                 |                 |                 |                 |
|                             | Ravensbourg             | Eschach, Gornhofen, cimetière de l'église Saint-Walburge-et-Sainte-Ottilia  |                                                                                       | 47° 43′ 24″ N, 9° 37′ 18″ E À vérifier/affiner  |                 |                 |                 |                 |                 |                 |                 |
|                             | Riedhausen              |                                                                             |                                                                                       |                                                 |                 |                 |                 |                 |                 |                 |                 |
|                             | Rosenberg               |                                                                             | Bauwerke                                                                              | 49° 01′ 11″ N, 10° 01′ 51″ E À vérifier/affiner |                 |                 |                 |                 |                 |                 |                 |
|                             | Schelklingen            |                                                                             |                                                                                       |                                                 |                 |                 |                 |                 |                 |                 |                 |
|                             | Schemmerhofen           | Église Saint-Michel, Assmannshardt (de), Sankt-Michael strasse              |                                                                                       |                                                 |                 |                 |                 |                 |                 |                 |                 |
|                             | Tannheim                | Friedhofstrasse (rue du Cimetière)                                          | Grotte de Tanheim (de) À côté du cimetière, déplacée en 1938 lors de l'agrandissement | 48° 00′ 07″ N, 10° 04′ 49″ E                    |                 |                 |                 |                 |                 |                 |                 |
|                             | Waldachtal              | Heiligenbronn                                                               |                                                                                       | 48° 29′ 35″ N, 8° 35′ 07″ E À affiner           |                 |                 |                 |                 |                 |                 |                 |
|                             | Wangen im Allgäu        | Karsee                                                                      | Mur extérieur de l'église Saint-Kilian                                                |                                                 |                 |                 |                 |                 |                 |                 |                 |
|                             | Wurmlingen              | Obere Hauptstraße 33, dans le jardin de l'église                            | 1887                                                                                  | 48° 00′ 23″ N, 8° 46′ 37″ E                     |                 |                 |                 |                 |                 |                 |                 |
| Basse-Saxe                  |                         |                                                                             |                                                                                       |                                                 |                 |                 |                 |                 |                 |                 |                 |
|                             | Schellerten             | Ottbergen (de)                                                              |                                                                                       |                                                 |                 |                 |                 |                 |                 |                 |                 |
| Bavière                     |                         |                                                                             |                                                                                       |                                                 |                 |                 |                 |                 |                 |                 |                 |
|                             | Aiterhofen              | Schulgasse                                                                  |                                                                                       | 48° 50′ 43″ N, 12° 37′ 07″ E                    |                 |                 |                 |                 |                 |                 |                 |
|                             | Aletshausen             | Grotteweg                                                                   | Dans le bois le long du cimetière et de l'Adelgerngraben Grotte de Aletshausen (de)   | 48° 11′ 46″ N, 10° 23′ 43″ E                    |                 |                 |                 |                 |                 |                 |                 |
|                             | Achslach                |                                                                             | Fin XIXe siècle ; répertoriée dans la Liste des monuments d'Achslach (de)             |                                                 |                 |                 |                 |                 |                 |                 |                 |
|                             | Bad Kissingen           | Winkels                                                                     |                                                                                       |                                                 |                 |                 |                 |                 |                 |                 |                 |
|                             | Bergkirchen             | Kreuzholzhausen, Grottenweg                                                 |                                                                                       | 48° 16′ 20″ N, 11° 19′ 43″ E                    |                 |                 |                 |                 |                 |                 |                 |
|                             | Berglern                | Harterfeld                                                                  |                                                                                       |                                                 |                 |                 |                 |                 |                 |                 |                 |
|                             | Dietfurt an der Altmühl | Auf dem Kreuzberg                                                           |                                                                                       | 49° 02′ 22″ N, 11° 35′ 17″ E                    |                 |                 |                 |                 |                 |                 |                 |
|                             | Dietmannsried           | Reicholzried (de)                                                           |                                                                                       |                                                 |                 |                 |                 |                 |                 |                 |                 |
|                             | Eggenthal               | Bayersried (de)                                                             |                                                                                       | 47° 55′ 13″ N, 10° 28′ 07″ E À affiner          |                 |                 |                 |                 |                 |                 |                 |
|                             | Eppishausen             | Au sud de l'église Saint-Michel                                             |                                                                                       |                                                 |                 |                 |                 |                 |                 |                 |                 |
|                             | Eppishausen             | À l'ouest de l'église, quartier Könghausen                                  |                                                                                       |                                                 |                 |                 |                 |                 |                 |                 |                 |
|                             | Ergoldsbach             | En la chapelle Kapellenberg Ergoldsbach (de)                                |                                                                                       | 48° 41′ 30″ N, 12° 12′ 32″ E                    |                 |                 |                 |                 |                 |                 |                 |
|                             | Erlenbach am Main       | Hochberg                                                                    | Construite en pierres de carrière en 1916 et rénovée en 1963                          |                                                 |                 |                 |                 |                 |                 |                 |                 |
|                             | Ettringen               |                                                                             |                                                                                       | 48° 06′ 06″ N, 10° 37′ 56″ E                    |                 |                 |                 |                 |                 |                 |                 |
|                             | Geiselhöring            | Hadersbach, Freyer Straße                                                   |                                                                                       | 48° 47′ 50″ N, 12° 22′ 48″ E                    |                 |                 |                 |                 |                 |                 |                 |
|                             | Geiselhöring            | Sallach                                                                     | Dans l'église Saint-Nicolas                                                           |                                                 |                 |                 |                 |                 |                 |                 |                 |
|                             | Grafrath                | Château de Wildenroth                                                       | 1900                                                                                  |                                                 |                 |                 |                 |                 |                 |                 |                 |
|                             | Heigenbrücken           | Fôret d'Heinrichsthaler (de)                                                | Grotte de Heigenbrücken (de)                                                          | 50° 02′ 06″ N, 9° 23′ 31″ E                     |                 |                 |                 |                 |                 |                 |                 |
|                             | Hofkirchen              | Haimelkofen                                                                 | Construite en 1915 par M. Bergmaier dont elle porte le nom                            |                                                 |                 |                 |                 |                 |                 |                 |                 |
|                             | Immenstadt              | Rauhenzell                                                                  | Construite en 1915 par M. Bergmaier dont elle porte le nom                            |                                                 |                 |                 |                 |                 |                 |                 |                 |
|                             | Kirchhaslach            |                                                                             |                                                                                       |                                                 |                 |                 |                 |                 |                 |                 |                 |
|                             | Laberweinting           | Osterham (de)                                                               | 1901                                                                                  |                                                 |                 |                 |                 |                 |                 |                 |                 |
|                             | Landsberg am Lech       | Erpfting, chapelle Notre-Dame-du-Chêne                                      |                                                                                       | 48° 01′ 37″ N, 10° 50′ 22″ E                    |                 |                 |                 |                 |                 |                 |                 |
|                             | Langweid am Lech        | Achsheim (de)                                                               | Fin XIXe siècle                                                                       |                                                 |                 |                 |                 |                 |                 |                 |                 |
|                             | Lindenberg im Allgäu    | Sous le porche de l'église Saint-Pierre-et-Saint-Paul                       |                                                                                       |                                                 |                 |                 |                 |                 |                 |                 |                 |
|                             | Mallersdorf-Pfaffenberg | Ermitage, dans la forêt, sur la SR 56, vers Oberellenbach (de)              | 1902                                                                                  |                                                 |                 |                 |                 |                 |                 |                 |                 |
|                             | Mauerstetten            |                                                                             |                                                                                       |                                                 |                 |                 |                 |                 |                 |                 |                 |
|                             | Mittenwald              |                                                                             |                                                                                       |                                                 |                 |                 |                 |                 |                 |                 |                 |
|                             | Mömbris                 | Sur la place du Village de Hohl                                             | Construite par un charpentier qui revient de Lourdes guéri de sa tuberculose en 1926  |                                                 |                 |                 |                 |                 |                 |                 |                 |
|                             | Murnau am Staffelsee    | Hörnleweg, au bord de la rivière, dans le petit bois                        | 1893                                                                                  |                                                 |                 |                 |                 |                 |                 |                 |                 |
|                             | Niederrieden            | Proche du cimetière de l'église Saint-Georges                               |                                                                                       | 48° 03′ 29″ N, 10° 11′ 05″ E À affiner          |                 |                 |                 |                 |                 |                 |                 |
|                             | Oberau                  |                                                                             | 1910                                                                                  |                                                 |                 |                 |                 |                 |                 |                 |                 |
|                             | Osterzell               | Grottensteige                                                               | Grotte d'Osterzell (de)                                                               |                                                 |                 |                 |                 |                 |                 |                 |                 |
|                             | Ottobeuren              |                                                                             |                                                                                       |                                                 |                 |                 |                 |                 |                 |                 |                 |
|                             | Pfaffenhofen an der Ilm | Dans l'église Saint-Jean-Baptiste (de)                                      |                                                                                       |                                                 |                 |                 |                 |                 |                 |                 |                 |
|                             | Pfreimd                 | Dans l'église Notre-Dame                                                    |                                                                                       |                                                 |                 |                 |                 |                 |                 |                 |                 |
|                             | Pilsach                 | Litzlohe Strasse                                                            |                                                                                       |                                                 |                 |                 |                 |                 |                 |                 |                 |
|                             | Pfronten                |                                                                             |                                                                                       | 47° 34′ 08″ N, 10° 35′ 33″ E À affiner.         |                 |                 |                 |                 |                 |                 |                 |
|                             | Pürgen                  |                                                                             |                                                                                       | 48° 01′ 26″ N, 10° 55′ 27″ E                    |                 |                 |                 |                 |                 |                 |                 |
|                             | Roßhaupten              |                                                                             |                                                                                       |                                                 |                 |                 |                 |                 |                 |                 |                 |
|                             | Scheßlitz               | Gügel (de)                                                                  |                                                                                       |                                                 |                 |                 |                 |                 |                 |                 |                 |
|                             | Sulzfeld                | Unteres Tor, dans le cimetière                                              |                                                                                       |                                                 |                 |                 |                 |                 |                 |                 |                 |
|                             | Unterammergau           | Dans le chemin du cimetière                                                 |                                                                                       |                                                 |                 |                 |                 |                 |                 |                 |                 |
|                             | Volkach                 | Escherndorf                                                                 |                                                                                       |                                                 |                 |                 |                 |                 |                 |                 |                 |
|                             | Waal                    | Emmenhausen (de)                                                            |                                                                                       | À affiner.                                      |                 |                 |                 |                 |                 |                 |                 |
|                             | Waldershof              | En l'église Saint-Sébastien                                                 |                                                                                       |                                                 |                 |                 |                 |                 |                 |                 |                 |
|                             | Waldsassen              |                                                                             |                                                                                       |                                                 |                 |                 |                 |                 |                 |                 |                 |
| Brandebourg                 |                         |                                                                             |                                                                                       |                                                 |                 |                 |                 |                 |                 |                 |                 |
|                             |                         |                                                                             |                                                                                       |                                                 |                 |                 |                 |                 |                 |                 |                 |
| Hesse                       |                         |                                                                             |                                                                                       |                                                 |                 |                 |                 |                 |                 |                 |                 |
|                             | Bad Salzschlirf         |                                                                             |                                                                                       | À affiner.                                      |                 |                 |                 |                 |                 |                 |                 |
|                             | Burghaun                | Steinbach                                                                   |                                                                                       | 50° 43′ 21″ N, 9° 45′ 17″ E                     |                 |                 |                 |                 |                 |                 |                 |
|                             | Ebersburg               | Heimsuchung, derrière la chapelle                                           |                                                                                       | 50° 29′ 03″ N, 9° 47′ 52″ E                     |                 |                 |                 |                 |                 |                 |                 |
|                             | Ebersburg               | Ried                                                                        |                                                                                       | 50° 27′ 06″ N, 9° 46′ 05″ E                     |                 |                 |                 |                 |                 |                 |                 |
|                             | Ebersburg               | Schmalnau                                                                   |                                                                                       | 50° 29′ 08″ N, 9° 48′ 18″ E                     |                 |                 |                 |                 |                 |                 |                 |
|                             | Ebersburg               | Weyhers                                                                     |                                                                                       | 50° 29′ 03″ N, 9° 47′ 52″ E                     |                 |                 |                 |                 |                 |                 |                 |
|                             | Eichenzell              | Lütter                                                                      |                                                                                       |                                                 |                 |                 |                 |                 |                 |                 |                 |
|                             | Francfort-sur-le-Main   | Bockenheim, Ginnheimer Strasse, parc de l'hôpital Sainte-Elisabeth          |                                                                                       | 50° 07′ 35″ N, 8° 38′ 16″ E À affiner.          |                 |                 |                 |                 |                 |                 |                 |
|                             | Francfort-sur-le-Main   | Fechenheim, église du Sacré-Cœur (de)                                       |                                                                                       | 50° 07′ 36″ N, 8° 46′ 03″ E À affiner.          |                 |                 |                 |                 |                 |                 |                 |
|                             | Francfort-sur-le-Main   | Schärfengässchen, Liebfrauenkirche (église Notre-Dame), cloître             |                                                                                       | 50° 06′ 48″ N, 8° 40′ 53″ E                     |                 |                 |                 |                 |                 |                 |                 |
|                             | Fulda                   | Harmerz                                                                     |                                                                                       |                                                 |                 |                 |                 |                 |                 |                 |                 |
|                             | Fulda                   | Istergiesel                                                                 |                                                                                       |                                                 |                 |                 |                 |                 |                 |                 |                 |
|                             | Fulda                   | Lüdermünd, derrière les jardins                                             |                                                                                       | 50° 36′ 27″ N, 9° 37′ 10″ E                     |                 |                 |                 |                 |                 |                 |                 |
|                             | Fulda                   | Oberrode                                                                    |                                                                                       |                                                 |                 |                 |                 |                 |                 |                 |                 |
|                             | Großenlüder             | Müs                                                                         |                                                                                       | 50° 35′ 29″ N, 9° 29′ 42″ E                     |                 |                 |                 |                 |                 |                 |                 |
|                             | Neuhof                  | Rommerz                                                                     |                                                                                       |                                                 |                 |                 |                 |                 |                 |                 |                 |
|                             | Poppenhausen            | Kalvarienberg                                                               | Construit en 1893 et agrandi en 1959                                                  | 50° 29′ 26″ N, 9° 51′ 48″ E                     |                 |                 |                 |                 |                 |                 |                 |
|                             | Sinn                    | Villa Haas                                                                  |                                                                                       |                                                 |                 |                 |                 |                 |                 |                 |                 |
| Rhénanie-du-Nord-Westphalie |                         |                                                                             |                                                                                       |                                                 |                 |                 |                 |                 |                 |                 |                 |
|                             | Bestwig                 | Grimlinghausen                                                              |                                                                                       |                                                 |                 |                 |                 |                 |                 |                 |                 |
|                             | Borgentreich            |                                                                             |                                                                                       |                                                 |                 |                 |                 |                 |                 |                 |                 |
|                             | Brilon                  | Chemin de croix                                                             |                                                                                       | 51° 23′ 18″ N, 8° 33′ 56″ E À affiner.          |                 |                 |                 |                 |                 |                 |                 |
|                             | Erkelenz                | Borschemich                                                                 |                                                                                       | À affiner.                                      |                 |                 |                 |                 |                 |                 |                 |
|                             | Haltern am See          | Dans le bois, au sud-est du château d'Annaberg                              |                                                                                       | 51° 43′ 39″ N, 7° 09′ 27″ E                     |                 |                 |                 |                 |                 |                 |                 |
|                             | Warstein                | Pater-Nikodemus-Straße 1, dans le jardin de l'église Sainte-Marguerite (de) |                                                                                       | 51° 29′ 27″ N, 8° 16′ 40″ E                     |                 |                 |                 |                 |                 |                 |                 |
|                             | Vettweiß                | Dans le jardin de l'église St. Gangolfus                                    |                                                                                       | 51° 29′ 27″ N, 8° 16′ 40″ E                     |                 |                 |                 |                 |                 |                 |                 |
| Rhénanie-Palatinat          |                         |                                                                             |                                                                                       |                                                 |                 |                 |                 |                 |                 |                 |                 |
|                             | Coblence                | Koblenz-Arenberg (de), Antoniusgarten                                       |                                                                                       |                                                 |                 |                 |                 |                 |                 |                 |                 |
|                             | Coblence                | Église Saint-Maurice                                                        |                                                                                       |                                                 |                 |                 |                 |                 |                 |                 |                 |
|                             | Contwig                 | Katholischer Kirchgarten St. Laurentius (jardin de l'église Saint-Laurent)  |                                                                                       | 49° 14′ 59″ N, 7° 25′ 43″ E À affiner.          |                 |                 |                 |                 |                 |                 |                 |
|                             | Elkenroth               | Chapelle                                                                    |                                                                                       |                                                 |                 |                 |                 |                 |                 |                 |                 |
|                             | Fronhofen               | Cimetière de l'église Saint-Vincent et Konrad                               |                                                                                       |                                                 |                 |                 |                 |                 |                 |                 |                 |
|                             | Herforst                |                                                                             |                                                                                       |                                                 |                 |                 |                 |                 |                 |                 |                 |
|                             | Martinshöhe             |                                                                             |                                                                                       |                                                 |                 |                 |                 |                 |                 |                 |                 |
|                             | Sankt Martin            |                                                                             |                                                                                       |                                                 |                 |                 |                 |                 |                 |                 |                 |
|                             | Streithausen            | Abbaye Marienstatt                                                          |                                                                                       | 50° 41′ 04″ N, 7° 48′ 09″ E À affiner           |                 |                 |                 |                 |                 |                 |                 |
|                             | Trèves                  | Euren                                                                       |                                                                                       |                                                 |                 |                 |                 |                 |                 |                 |                 |
|                             | Waldfischbach-Burgalben | Maria Rosenberg, lieu de pèlerinage                                         |                                                                                       |                                                 |                 |                 |                 |                 |                 |                 |                 |
| Sarre                       |                         |                                                                             |                                                                                       |                                                 |                 |                 |                 |                 |                 |                 |                 |
|                             | Am Ohmberg              | Neustadt, Waldkapelle (chapelle forestière)                                 |                                                                                       |                                                 |                 |                 |                 |                 |                 |                 |                 |
|                             | Blieskastel             | Blickweiler, près de l'église Sainte-Barbara                                |                                                                                       | 49° 12′ 46″ N, 7° 15′ 11″ E À affiner.          |                 |                 |                 |                 |                 |                 |                 |
|                             | Bous                    | Derrière l'église Saint-Pierre                                              |                                                                                       | À affiner.                                      |                 |                 |                 |                 |                 |                 |                 |
|                             | Dillingen               | Diefflen, près de l'église Saint-Joseph                                     |                                                                                       |                                                 |                 |                 |                 |                 |                 |                 |                 |
|                             | Mandelbachtal           | Bebelsheim, Margarethenstrasse, à l'intérieur de l'église Sainte-Marguerite |                                                                                       | 49° 09′ 57″ N, 7° 09′ 35″ E                     |                 |                 |                 |                 |                 |                 |                 |
|                             | Neunkirchen             |                                                                             |                                                                                       | 49° 32′ 55″ N, 7° 04′ 37″ E                     |                 |                 |                 |                 |                 |                 |                 |
|                             | Überherrn               | Felsberg                                                                    |                                                                                       |                                                 |                 |                 |                 |                 |                 |                 |                 |
| Saxe                        |                         |                                                                             |                                                                                       |                                                 |                 |                 |                 |                 |                 |                 |                 |
|                             | Wechselburg             |                                                                             |                                                                                       |                                                 |                 |                 |                 |                 |                 |                 |                 |
| Thuringe                    |                         |                                                                             |                                                                                       |                                                 |                 |                 |                 |                 |                 |                 |                 |
|                             | Am Ohmberg              | Neustadt, Waldkapelle (chapelle forestière)                                 |                                                                                       |                                                 |                 |                 |                 |                 |                 |                 |                 |
|                             | Bischofferode           |                                                                             |                                                                                       |                                                 |                 |                 |                 |                 |                 |                 |                 |
|                             | Geismar                 |                                                                             |                                                                                       |                                                 |                 |                 |                 |                 |                 |                 |                 |
|                             | Kirchworbis             | Am Langenberg, dans le bois                                                 |                                                                                       | 51° 24′ 58″ N, 10° 23′ 42″ E                    |                 |                 |                 |                 |                 |                 |                 |
|                             | Mackenrode              |                                                                             |                                                                                       |                                                 |                 |                 |                 |                 |                 |                 |                 |
|                             | Uder                    |                                                                             |                                                                                       |                                                 |                 |                 |                 |                 |                 |                 |                 |
|                             | Wingerode               |                                                                             | Liste des monuments culturels du district d'Eichsfeld (de)                            |                                                 |                 |                 |                 |                 |                 |                 |                 |
|                             |                         |                                                                             |                                                                                       |                                                 |                 |                 |                 |                 |                 |                 |                 |

### Autriche
Classement alphabétique par Länder.
| Image          | Ville               | Localisation (rue, lieu-dit, etc.)       | Autres détails (matériaux, année, commanditaire, etc.) | Coordonnées                  |                |                |                |                |                |                |                |
| Basse-Autriche | Basse-Autriche      | Basse-Autriche                           | Basse-Autriche                                         | Basse-Autriche               | Basse-Autriche | Basse-Autriche | Basse-Autriche | Basse-Autriche | Basse-Autriche | Basse-Autriche | Basse-Autriche |
| -------------- | ------------------- | ---------------------------------------- | ------------------------------------------------------ | ---------------------------- | -------------- | -------------- | -------------- | -------------- | -------------- | -------------- | -------------- |
|                | Altruppersdorf      |                                          |                                                        |                              |                |                |                |                |                |                |                |
|                | Falkenstein         |                                          |                                                        | 48° 43′ 28″ N, 16° 35′ 10″ E |                |                |                |                |                |                |                |
|                | Haslau-Maria Ellend |                                          |                                                        |                              |                |                |                |                |                |                |                |
|                | Klosterneuburg      | Wienerwald                               | Maria Gugging                                          |                              |                |                |                |                |                |                |                |
|                | Perchtoldsdorf      |                                          |                                                        |                              |                |                |                |                |                |                |                |
|                | Pulkau              | Pulkauer Bruendl (chapelle Marie-Bründl) |                                                        |                              |                |                |                |                |                |                |                |
| Carinthie      |                     |                                          |                                                        |                              |                |                |                |                |                |                |                |
|                | Arriach             | Dans l'église St. Philipp und Jakob      |                                                        | 46° 43′ 48″ N, 13° 51′ 01″ E |                |                |                |                |                |                |                |
|                | Klagenfurt          |                                          |                                                        |                              |                |                |                |                |                |                |                |
| Haute-Autriche |                     |                                          |                                                        |                              |                |                |                |                |                |                |                |
|                | Putzleinsdorf       |                                          |                                                        |                              |                |                |                |                |                |                |                |
| Styrie         |                     |                                          |                                                        |                              |                |                |                |                |                |                |                |
|                | Gratkorn            |                                          |                                                        |                              |                |                |                |                |                |                |                |
|                | Graz                | Graz-Andritz, Marienquelle, St. Ulrich   |                                                        |                              |                |                |                |                |                |                |                |
|                | Marhof              |                                          |                                                        |                              |                |                |                |                |                |                |                |
|                | Stiwoll             |                                          |                                                        |                              |                |                |                |                |                |                |                |
| Tyrol          |                     |                                          |                                                        |                              |                |                |                |                |                |                |                |
|                | Weerberg            |                                          |                                                        |                              |                |                |                |                |                |                |                |
| Vienne         |                     |                                          |                                                        |                              |                |                |                |                |                |                |                |
|                | Vienne              | Rodaun                                   |                                                        |                              |                |                |                |                |                |                |                |
| Vorarlberg     |                     |                                          |                                                        |                              |                |                |                |                |                |                |                |
|                | Feldkirch           |                                          | Petronillakapelle (chapelle Pétronille)                |                              |                |                |                |                |                |                |                |
|                |                     |                                          |                                                        |                              |                |                |                |                |                |                |                |

### Belgique
Classement alphabétique par Provinces et Régions.
| Image               | Ville                      | Localisation (rue, lieu-dit, etc.)                                                      | Autres détails (matériaux, année, commanditaire, etc.) | Coordonnées                            |        |        |        |        |        |        |        |
| Anvers              | Anvers                     | Anvers                                                                                  | Anvers | Anvers                                 | Anvers | Anvers | Anvers | Anvers | Anvers | Anvers | Anvers |
| ------------------- | -------------------------- | --------------------------------------------------------------------------------------- | --- | -------------------------------------- | ------ | ------ | ------ | ------ | ------ | ------ | ------ |
|                     | Edegem                     | Basilique Notre-Dame-de-Lourdes d'Edegem                                                | Construite en 1884 |                                        |        |        |        |        |        |        |        |
| Brabant flamand     |                            |                                                                                         | |                                        |        |        |        |        |        |        |        |
|                     | Affligem                   | Teralfene, Balleistraat                                                                 | Construite en 1885 sur une source d'eau, grotte classée au patrimoine architectural flamand                                                                                          |                                        |        |        |        |        |        |        |        |
|                     | Leeuw-Saint-Pierre         | Vlezenbeek, Kamstraat                                                                   | | 50° 48′ 04″ N, 4° 13′ 31″ E            |        |        |        |        |        |        |        |
|                     | Leeuw-Saint-Pierre         | Vlezenbeek, Klein Nederstraat 17                                                        | | 50° 48′ 33″ N, 4° 14′ 33″ E            |        |        |        |        |        |        |        |
| Brabant wallon      |                            |                                                                                         | |                                        |        |        |        |        |        |        |        |
|                     | Bierges                    | Rue Joseph Francis, en contrebas du ardin de l'ancien presbytère.                       | Très dégradée et incluse dans une propriété privée. |                                        |        |        |        |        |        |        |        |
|                     | Chaumont-Gistoux           | A gauche de l'église du hameau de Vieusart                                              | |                                        |        |        |        |        |        |        |        |
|                     | Genappe                    | Au fond du collatéral droit de l'église Saint-Jean-l'Évangéliste                        | |                                        |        |        |        |        |        |        |        |
|                     | Genappe                    | Glabais, à l'arrière de l'église Saint-Pierre                                           | |                                        |        |        |        |        |        |        |        |
|                     | Genappe                    | Ways, à 500 mètres à l'est de l'église Saint-Martin                                     | |                                        |        |        |        |        |        |        |        |
|                     | Incourt                    | Piétrebais                                                                              | Jouxte le jardin de l'ancien presbytère de la chapelle Saint-Laurent |                                        |        |        |        |        |        |        |        |
|                     | Ottignies-Louvain-la-Neuve | Place Communale de Céroux                                                               | |                                        |        |        |        |        |        |        |        |
|                     | Villers-la-Ville           | Devant l'église Notre-Dame de la Visitation                                             | |                                        |        |        |        |        |        |        |        |
| Bruxelles-Capitale  |                            |                                                                                         | |                                        |        |        |        |        |        |        |        |
|                     | Jette                      | 296, rue Léopold Ier, à 500 m au nord-est de l'église Notre-Dame de Lourdes.            | Créée à l'initiative de l'abbé Swalus, cette grotte est inaugurée le 15 août 1915 et accueille, depuis lors, chaque année à cette date, une procession aux flambeaux                 |                                        |        |        |        |        |        |        |        |
| Flandre-Occidentale |                            |                                                                                         | |                                        |        |        |        |        |        |        |        |
|                     | Ardoye                     | Gapaardstraat                                                                           | Grotte du Gapaard, construite vers 1925, à côté d'une chapelle dédiée au Sacré-Cœur                                                                                                  | 50° 58′ 04″ N, 3° 10′ 20″ E À vérifier |        |        |        |        |        |        |        |
|                     | Bruges                     | Saint-André, Zeeweg, près du carrefour avec le Diksmuidse Heerweg                       | Construite en 1882, grotte dite Onze-Lieve-Vrouw van het Veld (Notre-Dame de la Bruyère) ou Rotse van d'Ydewalles                                                                    |                                        |        |        |        |        |        |        |        |
|                     | Heuvelland                 | Nieuwstraat, près du cimetière militaire.                                               | |                                        |        |        |        |        |        |        |        |
|                     | Houthulst                  | Eug. de Grootelaan, forêt (nl) au sud-est du village                                    | Construite en 1860 et reconstruite après la Première Guerre mondiale, la grotte de Houthulst (nl) est considérée comme la plus ancienne réplique de la grotte de Lourdes en Belgique | 50° 58′ 36″ N, 2° 57′ 19″ E            |        |        |        |        |        |        |        |
|                     | Izegem                     | Sint-Tillo                                                                              | |                                        |        |        |        |        |        |        |        |
|                     | Izegem                     | Wijffelskapel, Molstraat                                                                | Grotte à l'intérieur d'une grande chapelle édifiée en 1898 pour la famille Maddens.                                                                                                  |                                        |        |        |        |        |        |        |        |
|                     | Jabbeke                    | Varsenare                                                                               | Grotte dite De Mans Rotse, construite en 1885, dans le parc du château Blauwe Toren                                                                                                  | 51° 12′ 00″ N, 3° 09′ 07″ E            |        |        |        |        |        |        |        |
|                     | Le Coq (De Haan)           | Wenduine; jardin de l'ancien couvent, Kerkstraat 70-72                                  | Construite en 1927 |                                        |        |        |        |        |        |        |        |
|                     | Oostrozebeke               | Grotstraat 70                                                                           | | 50° 56′ 44″ N, 3° 21′ 25″ E            |        |        |        |        |        |        |        |
|                     | Vleteren                   | Westvleteren, à côté de l'abbaye Saint-Sixte                                            | Construite en 1921 |                                        |        |        |        |        |        |        |        |
|                     | Zedelghem                  | Lophem, Emmausdreef                                                                     | Grotte d'Emmaüs, construite en 1874, près d'un ruisseau, dans le domaine du château Emmaüs                                                                                           | 51° 09′ 21″ N, 3° 10′ 30″ E            |        |        |        |        |        |        |        |
|                     | Zuyenkerque                | Nieuwmunster, à l'entrée du village                                                     | Construite en 1928 |                                        |        |        |        |        |        |        |        |
| Flandre-Orientale   |                            |                                                                                         | |                                        |        |        |        |        |        |        |        |
|                     | Alost                      | Waverstraat à Moorsel                                                                   | A l'intérieur de la chapelle Notre-Dame de Lourdes |                                        |        |        |        |        |        |        |        |
|                     | Alost                      | Brusselsesteenweg, près du n° 120                                                       | Dans le parc du château Ten Berg. |                                        |        |        |        |        |        |        |        |
|                     | Deinze                     | Bachte-Maria-Leerne, rue Merelweg                                                       | |                                        |        |        |        |        |        |        |        |
|                     | Oostakker                  | Basilique Notre-Dame-de-Lourdes d'Oostakker, domaine du château de Slotendries          | Inaugurée en 1873. |                                        |        |        |        |        |        |        |        |
| Hainaut             |                            |                                                                                         | |                                        |        |        |        |        |        |        |        |
|                     | Gosselies                  | Prieuré Saint-Michel de Sart-les-Moines                                                 | |                                        |        |        |        |        |        |        |        |
|                     | Mellet                     | Église Saints-Martin-et-Mutien-Marie de Mellet                                          | | 50° 30′ 15″ N, 4° 28′ 34″ E            |        |        |        |        |        |        |        |
|                     | Quaregnon                  | Derrière l'église Notre-Dame de Lourdes.                                                | |                                        |        |        |        |        |        |        |        |
|                     | Tournai                    | Église Saint-Amand                                                                      | | 50° 35′ 54″ N, 3° 24′ 41″ E            |        |        |        |        |        |        |        |
| Liège               |                            |                                                                                         | |                                        |        |        |        |        |        |        |        |
|                     | Ans                        | Alleur, rue de l'Aîte                                                                   | Érigée en 1930 pour son intercession envers deux habitantes : Rosine Namotte et Josée Petry                                                                                          |                                        |        |        |        |        |        |        |        |
|                     | Bassenge                   | Rue de la Grotte, Le petit Lourdes                                                      | Inaugurée le 8 décembre 1889 |                                        |        |        |        |        |        |        |        |
|                     | Clavier                    | Saint-Fontaine, le long du ruisseau de Pailhe                                           | Inaugurée le 8 décembre 1889 | 50° 25′ 22″ N, 5° 15′ 20″ E            |        |        |        |        |        |        |        |
|                     | Ferrières                  | Sy                                                                                      | Encastrée dans l'aile est de la ferme, devant l'église |                                        |        |        |        |        |        |        |        |
|                     | Hannut                     | À l'entrée du village de Blehen                                                         | Accolée à une maison située 116 rue de Huy |                                        |        |        |        |        |        |        |        |
|                     | Hermalle-sous-Huy          | Ferme castrale                                                                          | Encastrée dans l'aile est de la ferme, devant l'église |                                        |        |        |        |        |        |        |        |
|                     | Liège                      | Bressoux, Le Bouhay, église Notre-Dame de Lourdes                                       | | 50° 38′ 32″ N, 5° 36′ 33″ E            |        |        |        |        |        |        |        |
|                     | Lierneux                   |                                                                                         | |                                        |        |        |        |        |        |        |        |
|                     | Ombret-Rawsa               | Au chevet d'une église désaffectée                                                      | |                                        |        |        |        |        |        |        |        |
|                     | Polleur                    | Devant l'église                                                                         | |                                        |        |        |        |        |        |        |        |
|                     | Seraing                    | Jemeppe-sur-Meuse                                                                       | | 50° 38′ 32″ N, 5° 36′ 33″ E            |        |        |        |        |        |        |        |
| Limbourg            |                            |                                                                                         | |                                        |        |        |        |        |        |        |        |
|                     | Maaseik                    | Neeroeteren                                                                             | Site de Schootsheide (nl) |                                        |        |        |        |        |        |        |        |
|                     | Zutendaal                  | Veugenstraat 48                                                                         | Importante construction précédée d'une esplanade |                                        |        |        |        |        |        |        |        |
| Luxembourg          |                            |                                                                                         | |                                        |        |        |        |        |        |        |        |
|                     | Durbuy                     | Barvaux-sur-Ourthe                                                                      | |                                        |        |        |        |        |        |        |        |
|                     | Durbuy                     | Palenge                                                                                 | |                                        |        |        |        |        |        |        |        |
|                     | Durbuy                     | Tohogne                                                                                 | |                                        |        |        |        |        |        |        |        |
|                     | Tenneville                 | Hameau de Wyonpont                                                                      | |                                        |        |        |        |        |        |        |        |
|                     | Vielsalm                   | Rue de la Grotte                                                                        | | 50° 17′ 36″ N, 5° 54′ 25″ E            |        |        |        |        |        |        |        |
|                     | Wellin                     | Chanly, dans le parc du val des Seniors, ancien grand séminaire des Missions Africaines | Erigée (paraît-il) par des moines bénédictins de Clervaux réfugiés dans la localité au cours de la seconde guerre mondiale                                                           |                                        |        |        |        |        |        |        |        |
| Namur               |                            |                                                                                         | |                                        |        |        |        |        |        |        |        |
|                     | Bohan-sur-Semois           | Au pied de la "Roche la Dame" le long de la Semois                                      | Construite à l'initiative de l'abbé Jacoby, curé de Bohan, inaugurée le 12 juin 1921.                                                                                                |                                        |        |        |        |        |        |        |        |
|                     | Ciney                      | Conjoux                                                                                 | Construite vers 1900 par l'abbé Laloux, curé de Conjoux |                                        |        |        |        |        |        |        |        |
|                     | Malonne                    | Sanctuaire Saint-Mutien-Marie                                                           | Rocher naturel ; accès par la charmille séculaire |                                        |        |        |        |        |        |        |        |
|                     | Namur                      | Saint-Servais, Bricniot, route de Gembloux                                              | |                                        |        |        |        |        |        |        |        |
|                     | Vresse-sur-Semois          | Sugny                                                                                   | Construite en 1912 à l'initiative du curé de Sugny | 49° 48′ 57″ N, 4° 54′ 17″ E            |        |        |        |        |        |        |        |
|                     | Yvoir                      |                                                                                         | | 50° 20′ 11″ N, 4° 54′ 24″ E            |        |        |        |        |        |        |        |
|                     |                            |                                                                                         | |                                        |        |        |        |        |        |        |        |

### Croatie
Classement alphabétique par Comitats.
| Image             | Ville             | Localisation (rue, lieu-dit, etc.) | Autres détails (matériaux, année, commanditaire, etc.) | Coordonnées       |                   |                   |                   |                   |                   |                   |                   |
| Dubrovnik-Neretva | Dubrovnik-Neretva | Dubrovnik-Neretva                  | Dubrovnik-Neretva                                      | Dubrovnik-Neretva | Dubrovnik-Neretva | Dubrovnik-Neretva | Dubrovnik-Neretva | Dubrovnik-Neretva | Dubrovnik-Neretva | Dubrovnik-Neretva | Dubrovnik-Neretva |
| ----------------- | ----------------- | ---------------------------------- | ------------------------------------------------------ | ----------------- | ----------------- | ----------------- | ----------------- | ----------------- | ----------------- | ----------------- | ----------------- |
|                   | Dubrovnik         | Église Saint-Ignace-de-Loyola      |                                                        |                   |                   |                   |                   |                   |                   |                   |                   |
|                   |                   |                                    |                                                        |                   |                   |                   |                   |                   |                   |                   |                   |

### Espagne
Classement alphabétique par Communautés autonomes.
| Image         | Ville           | Localisation (rue, lieu-dit, etc.)          | Autres détails (matériaux, année, commanditaire, etc.) | Coordonnées                 |           |           |           |           |           |           |           |
| Catalogne     | Catalogne       | Catalogne                                   | Catalogne                                              | Catalogne                   | Catalogne | Catalogne | Catalogne | Catalogne | Catalogne | Catalogne | Catalogne |
| ------------- | --------------- | ------------------------------------------- | ------------------------------------------------------ | --------------------------- | --------- | --------- | --------- | --------- | --------- | --------- | --------- |
|               | Arenys de Munt  | Canal d'Arenys ou de Sobirans (ca)          | Bien culturel d'intérêt local                          | 41° 36′ 58″ N, 2° 31′ 01″ E |           |           |           |           |           |           |           |
| Galice        |                 |                                             |                                                        |                             |           |           |           |           |           |           |           |
|               | Viveiro         |                                             |                                                        | 43° 39′ 42″ N, 7° 35′ 37″ O |           |           |           |           |           |           |           |
| Îles Baléares |                 |                                             |                                                        |                             |           |           |           |           |           |           |           |
|               | Artà            | Ermitage de Belén, île Majorque             |                                                        |                             |           |           |           |           |           |           |           |
|               | Es Mercadal     | Ermitage de Lourdes, Fornells, île Minorque |                                                        | 40° 03′ 42″ N, 4° 07′ 55″ E |           |           |           |           |           |           |           |
| Pays basque   |                 |                                             |                                                        |                             |           |           |           |           |           |           |           |
|               | Saint-Sébastien | Petit Lourdes (eu)                          |                                                        |                             |           |           |           |           |           |           |           |
|               |                 |                                             |                                                        |                             |           |           |           |           |           |           |           |

### France
Classement alphabétique par Départements.
| Image | Ville                                  | Localisation (rue, lieu-dit, etc.) | Autres détails (matériaux, année, commanditaire, etc.) | Coordonnées                                  |                             |
| Ain | Ain                                    | Ain | Ain | Ain                                          |                             |
| --- | -------------------------------------- | --- | --- | -------------------------------------------- | --------------------------- |
| | Saint-Rambert-en-Bugey                 | Grotte de Blanaz | |                                              |                             |
| Aisne |                                        | | |                                              |                             |
| | Annois                                 | Rue de Ham, face à al rue de la Mairie, D431 | 1958 | 49° 43′ 05″ N, 3° 10′ 41″ E                  |                             |
| | Autreppes                              | Dans l'église Saint-Hilaire | | 49° 54′ 17″ N, 3° 51′ 18″ E                  |                             |
| | Barzy-en-Thiérache                     | Dans le jardin de l'église, au sud | | 50° 02′ 33″ N, 3° 44′ 49″ E                  |                             |
| | Beauvois-en-Vermandois                 | Dans le jardin de l'église, à droite en entrant | | 49° 50′ 14″ N, 3° 06′ 13″ E                  |                             |
| | Condren                                | | |                                              |                             |
| | Étréaupont                             | Dans l'église Saint-Martin | | 49° 54′ 10″ N, 3° 54′ 53″ E                  |                             |
| | Fontaine-Notre-Dame                    | À l'angle de la Grande rue et de la rue Carlier | | 49° 53′ 59″ N, 3° 26′ 46″ E                  |                             |
| | Pontru                                 | Rue de Berthaucourt, D 57 | | 49° 54′ 12″ N, 3° 12′ 31″ E                  |                             |
| Alpes-Maritimes |                                        | | |                                              |                             |
| | Menton                                 | Face à la douane supérieure | | 43° 47′ 08,16″ N, 7° 31′ 52,54″ E            |                             |
| | Puget-Théniers                         | Grotte Notre-Dame-de-la-Roudoule | Fiche sur clochers.org |                                              |                             |
| Ardèche |                                        | | |                                              |                             |
| | Coux                                   | place de l'église | |                                              |                             |
| | Saint-Julien-Vocance                   | RD 121 | Construite entre 1914 et 1916 sur l'initiative de l'abbé Archier, curé du village ; restaurée après le passage de la tempête Martin en 2000 ; accueille chaque année une messe en plein air le soir du 15 août |                                              |                             |
| | Saint-Pierreville                      | Orthial | Grotte creusée dans le rocher |                                              |                             |
| | Saint-Sauveur-de-Cruzières             | route de Barjac | |                                              |                             |
| Ardenne |                                        | | |                                              |                             |
| | Auge                                   | Église Saint-Gorgery | | 49° 51′ 37″ N, 4° 16′ 10″ E À affiner        |                             |
| Aveyron |                                        | | |                                              |                             |
| | Brusque                                | Route du Camp-d'Amande, le long du Dourdou | Creusée dans la falaise | 43° 46′ 23″ N, 2° 56′ 35″ E                  |                             |
| | Belcastel                              | Le Lourdou, le long de l'Aveyron | Niche dans la falaise |                                              |                             |
| Bas-Rhin |                                        | | |                                              |                             |
| | Avenheim                               | Près de l’église Saint-Ulrich | | 48° 24′ 06″ N, 7° 19′ 52″ E                  |                             |
| | Baerendorf                             | | Plaque commémorative « Aux enfants de Baerendorf morts pour la Patrie » |                                              |                             |
| | Barembach                              | La Haute Roche | Inaugurée le 15 août 1920, jour anniversaire de la bataille de Barembach du 15 août 1914 |                                              |                             |
| | Bernardswiller                         | À côté de l’église | |                                              |                             |
| | Berstett                               | Au sud de l’église Saint-Georges | |                                              |                             |
| | Berstett                               | Rumersheim, dans l'église Saint-Georges | | 48° 41′ 28″ N, 7° 38′ 12″ E                  |                             |
| | Bœrsch                                 | Grotte de Lourdes de l'église Saint-Médard à Bœrsch | | 48° 17′ 02″ N, 7° 15′ 45″ E                  |                             |
| | Breitenau                              | À la sortie de la ville, en direction du Col de Fouchy, au croisement de deux routes                                                                             | |                                              |                             |
| | Breitenbach                            | À proximité de la chapelle de la Vierge Douloureuse | Grotte érigée en 1913 |                                              |                             |
| | Cleebourg                              | Bremmelbach | | 48° 35′ 28″ N, 7° 32′ 08″ E                  |                             |
| | Climbach                               | | | 49° 00′ 21″ N, 7° 30′ 37″ E                  |                             |
| | Dachstein                              | Au pied du clocher de l'église Saint-Martin | | 48° 33′ 41″ N, 7° 31′ 53″ E                  |                             |
| | Dahlenheim                             | Accolée à l’église Saint-Blaise | | 48° 21′ 04″ N, 7° 18′ 08″ E                  |                             |
| | Dangolsheim                            | Près de l’école | |                                              |                             |
| | Diebolsheim                            | | Érigée à l’instigation de l’abbé Frey, en 1904 ; financée par trois familles du village qui venaient de faire un pèlerinage à Lourdes ; elle subit d'importants dommages pendant les deux guerres mondiales, mais la statue est épargnée ; après la Seconde Guerre mondiale, l'abbé Wendling décide de la rénover avec les restes des maisons détruites pour remblayer ; la première Vierge est déplacée à l’arrière de l’église et est remplacée par une statue sculptée par M. Bosshart |                                              |                             |
| | Durningen                              | Place de la Mairie, à proximité de l’église | | 48° 40′ 58″ N, 7° 34′ 01″ E À affiner        |                             |
| | Eckbolsheim                            | Près de l’église Saint-Cyprien | Érigée en 1938 |                                              |                             |
| | Ettendorf                              | Sur les hauteurs du village | |                                              | 48° 29′ 02″ N, 7° 20′ 42″ E |
| | Fessenheim-le-Bas                      | Près du cimetière | Construite avec des résidus de fonte, en 1920 | 48° 22′ 50″ N, 7° 19′ 24″ E                  |                             |
| | Flexbourg                              | Rue Principale, au dos de l’église Saint-Hippolyte | | 48° 20′ 31″ N, 7° 15′ 20″ E                  |                             |
| | Grendelbruch                           | Au sud-est du village | |                                              |                             |
| | Gumbrechtshoffen                       | Accolée à l’église Saint-Barthélémy | |                                              |                             |
| | Heidolsheim                            | 10 rue de la Chapelle, auprès d’une ferme ancienne | Début du XXe siècle, en moellons basaltiques et gréseux ; répertoriée au patrimoine culturel |                                              |                             |
| | Heidolsheim                            | 66 rue Principale, au pied d’une ferme ancienne | |                                              |                             |
| | Heiligenberg                           | Dans la montée ouest, vers le village | Cavité rocheuse naturelle |                                              |                             |
| | Hengwiller                             | Rue de l'École, près de l’église Saint-Joseph | |                                              |                             |
| | Holtzheim                              | Dans le cimetière | Construite à la suite d'un vœu de la paroisse, en 1940, lors de la fête de la Sainte-Trinité, inaugurée en 1948 | 48° 20′ 00″ N, 7° 22′ 59″ E                  |                             |
| | Ingwiller                              | Devant l'église Sainte-Madeleine | | 48° 31′ 21″ N, 7° 17′ 06″ E                  |                             |
| | Ingwiller                              | Lieu-dit Ochsenstall, dans la forêt | |                                              |                             |
| | Innenheim                              | À côté de l'école maternelle du village | |                                              |                             |
| | Kirchheim                              | Accolée à l’église Sainte-Trinité-et-Bienheureuse-Vierge-Marie                                                                                                   | |                                              |                             |
| | Krautergersheim                        | Près de l'église | |                                              |                             |
| | Lipsheim                               | A côté de l'église Saint-Pancrace. | Construite en 1906 sur l'initiative du curé Paulus, par Gavono un maçon italien. Les pierres viennent de Scherwiller. Quelques ex-voto y sont accrochés |                                              |                             |
| | Mommenheim                             | Dans le cimetière, le long de l'église Saint-Maurice | | 48° 45′ 29″ N, 7° 38′ 31″ E                  |                             |
| | Marlenheim                             | Place de l'église, sur le côté de l’église Sainte-Richarde | | 48° 22′ 19″ N, 7° 17′ 32″ E                  |                             |
| | Mothern                                | Route de Neewiller-près-Lauterbourg | Édifiée en 1901 par un couple ayant perdu deux enfants peu après leur naissance ; n raconte qu'édifier ce lieu de culte leur a permis de faire naître deux autres enfants | 48° 33′ 44″ N, 8° 05′ 08″ E                  |                             |
| | Neuhaeusel                             | | Érigée en 1947 car le village a été épargné des tirs d’artillerie durant la Seconde Guerre mondiale |                                              |                             |
| | Neuve-Église                           | À l’arrière du presbytère | Sa construction débute en 1900 grâce à l’entreprise locale de Joseph Ulhrich ; après quelques déboires, elle est achevée vers 1908 ; après les deux guerres, fait office de monument aux morts |                                              |                             |
| | Niedernai                              | En l'église Saint-Maximin | Fin XIXe siècle | 48° 27′ 01″ N, 7° 30′ 56″ E                  |                             |
| | Nordheim                               | | Érigée en 1930, au moment de la reconstruction de la partie supérieure du clocher de l’église Saint-Pierre-Saint-Paul |                                              |                             |
| | Ohnenheim                              | À côté de l’église | |                                              |                             |
| | Orschwiller                            | Dans la cour de l'école | Érigée vers 1920 pour remercier la Madone d'avoir préservé le village de la destruction pendant la guerre, à l'initiative de Sœur-Cornélia |                                              |                             |
| | Osthoffen                              | Près de l’église Saint-Jacques-le-Majeur | |                                              |                             |
| | Ottrott                                | À côté de l’église Saint-Simon-et-Saint-Jude | | 48° 16′ 21″ N, 7° 15′ 09″ E                  |                             |
| | Ottrott                                | Mont Sainte-Odile, en contrebas du couvent | |                                              |                             |
| | Reichshoffen                           | Rue de l'église, adossée à l'église Saint Michel | | 48° 33′ 19″ N, 7° 23′ 43″ E                  |                             |
| | Reichstett                             | Rue de la Wantzenau, à côté de l’église paroissiale Saint-Michel                                                                                                 | | 48° 22′ 53″ N, 7° 27′ 05″ E                  |                             |
| | Reinhardsmunster                       | Rue principale | | 48° 24′ 14″ N, 7° 11′ 25″ E                  |                             |
| | Romanswiller                           | Accolée à l’église Saint-Ostwald | |                                              |                             |
| | Rosenwiller                            | À côté de l'église | |                                              |                             |
| Grotte de Lourdes de Rosheim (Bas-Rhin, France)                                                                             | Rosheim                                | Jouxtant le chevet de l'église romane Saint-Pierre-Saint-Paul, la grotte s'appuie sur les vestiges d'une construction médiévale qui pourrait avoir été fortifiée | Érigée en 1932 sous l'impulsion du recteur Jérôme, à la tête de la paroisse |                                              |                             |
| | Saint-Martin                           | Dans la forêt, vers Breitenbach | |                                              |                             |
| | Saint-Pierre-Bois                      | Devant l'église Saint-Gilles | |                                              |                             |
| | Schaffhouse-sur-Zorn                   | À côté de l’église Saint-Sébastien | |                                              |                             |
| | Scharrachbergheim-Irmstett             | Près de l’église Saint-Ulrich d’Irmstett | |                                              |                             |
| | Schnersheim                            | Près de l’église Saint-Étienne | |                                              |                             |
| | Schœnenbourg                           | | | 48° 33′ 57″ N, 7° 32′ 40″ E                  |                             |
| | Siewiller                              | Près de l’église Sainte-Dorothée | | 48° 30′ 12″ N, 7° 07′ 17″ E                  |                             |
| | Souffelweyersheim                      | A côté de l'église Saint-Georges | Construite en briques déformées (des ratés de cuisson) par Linossi, un ouvrier italien |                                              |                             |
| | Still                                  | À gauche du chemin de croix | Classée monument historique | 48° 19′ 49″ N, 7° 14′ 36″ E                  |                             |
| | Stutzheim-Offenheim                    | À côté de l’église de Stutzheim | | 48° 38′ 51″ N, 7° 37′ 13″ E À affiner        |                             |
| | Truchtersheim                          | Près de l'église Saint-Pierre-Saint-Paul | Érigée en 1934, elle est détruite fin 2010 ; l’édification d’une nouvelle grotte est prévue sur le nouveau parvis[Quand ?] |                                              |                             |
| | Uberach                                | Rue du Maréchal Leclerc, sur les hauteurs du village | Construite en 1968, en remerciement à la Vierge, après la tornade qui a balayé la région, tout en épargnant le village ; une messe en plein air y est célébrée au 15 août ; à noter : la statue de saint Wendelin, érigée sur la place de l'église, est déplacée après les travaux de mars 2009 | 48° 19′ 49″ N, 7° 14′ 36″ E                  |                             |
| | Villé                                  | 15 rue du Général-Leclerc, presbytère | |                                              |                             |
| | Walbourg                               | | Grotte de Lourdes de l'église Sainte | 48° 31′ 50″ N, 7° 28′ 19″ E                  |                             |
| | Weyer                                  | Près de l'entrée de l'église, à gauche | Construite en 1911 par le villageois Jacques Stock | 48° 30′ 42″ N, 7° 05′ 36″ E                  |                             |
| | Windstein                              | Route d'Obersteinbach, près de la chapelle Notre-Dame-de-L'Immaculée-Conception                                                                                  | Érigée au début du XXe siècle |                                              |                             |
| | Wœrth                                  | dans le jardin du presbytère. | |                                              |                             |
| | Wolxheim                               | Rue de Molsheim, adossée à la chapelle Saint-Armuth, en face d’un calvaire, entre Avolsheim et Wolxheim                                                          | | 48° 20′ 04″ N, 7° 18′ 13″ E                  |                             |
| | Zellwiller                             | À côté du cimetière | |                                              |                             |
| Calvados |                                        | | |                                              |                             |
| | Hérouville-Saint-Clair                 | Sanctuaire Petit-Lourdes | | 49° 11′ 42″ N, 0° 19′ 25″ O                  |                             |
| Côtes-d'Armor |                                        | | |                                              |                             |
| | Gausson                                | Sortie du Bourg, route de la Chapelle | | 48° 17′ 49″ N, 2° 45′ 18″ O                  |                             |
| Deux-Sèvres |                                        | | |                                              |                             |
| | Le Busseau                             | | | 46° 34′ 19″ N, 0° 35′ 47″ O                  |                             |
| | Clussais-la-Pommeraie                  | Rue de l'Église-Clussais, à côté de l'église et du cimetière | | 46° 11′ 47″ N, 0° 02′ 51″ E                  |                             |
| Doubs |                                        | | |                                              |                             |
| | Mandeure                               | Accès via un petit chemin après la rue du Théâtre, menant également à la chapelle Notre-Dame de Bon Secours                                                      | Réplique de la grotte de Lourdes | 47° 27′ 02″ N, 6° 47′ 53″ E                  |                             |
| | Thoraise                               | | Grotte creusée par l'abbé Sautrey (curé de Thoraise de 1882 à 1909) en 1904 en l'honneur de Notre-Dame de Lourdes |                                              |                             |
| Eure |                                        | | |                                              |                             |
| | Le Theil-Nolent                        | Dans le cimetière | | 49° 09′ 17″ N, 0° 32′ 26″ E                  |                             |
| Finistère |                                        | | |                                              |                             |
| | Quimper                                | En la cathédrale Saint-Corentin | | 47° 59′ 44″ N, 4° 06′ 08″ O                  |                             |
| Gers |                                        | | |                                              |                             |
| | Aignan                                 | Route d'Eauze, à côté de la gendarmerie | 1861 ; simple statue de la Vierge sur un socle | 49° 09′ 17″ N, 0° 32′ 26″ E                  |                             |
| Haute-Garonne |                                        | | |                                              |                             |
| | Toulouse                               | Dans l'église du Gesu | | 43° 35′ 40″ N, 1° 26′ 49″ E                  |                             |
| Haute-Savoie |                                        | | |                                              |                             |
| Grotte de Lourdes d'Allinges (Haute-Savoie, France)                                                                         | Allinges                               | Route de Noyer | |                                              |                             |
| | La Balme-de-Thuy                       | Face au cimetière de Morettes | |                                              |                             |
| | La Rivière-Enverse                     | Lieu-dit les Vagny | | 46° 05′ 43″ N, 6° 37′ 40″ E À affiner        |                             |
| | La Roche-sur-Foron                     | | |                                              |                             |
| | Sallanches                             | | Grotte mariale de Lévaud |                                              |                             |
| Hautes-Pyrénées |                                        | | |                                              |                             |
| | Lourdes                                | Musée de cire, 87 Rue de la Grotte | | 43° 05′ 44″ N, 0° 03′ 04″ O                  |                             |
| Haute-Vienne |                                        | | |                                              |                             |
| | Eyjeaux                                | | |                                              |                             |
| Haut-Rhin |                                        | | |                                              |                             |
| | Baldersheim                            | Côté nord de l'église Saint-Pierre-Saint-Paul | Construite en 1966 par les membres de la chorale Sainte-Cécile |                                              |                             |
| | Bergholtzzell                          | Près du Chemin de Croix de l'Œlberg | |                                              |                             |
| | Le Bonhomme                            | | |                                              |                             |
| | Fellering, s                           | Sur une colline dominant le village | |                                              |                             |
| | Flaxlanden                             | | Inaugurée le 15 août 1958 par Étienne Bilger, curé du lieu, en présence de Joseph Hascher, originaire de la région et évêque missionnaire au Brésil, pour fêter le centenaire des apparitions ; nettoyée et remise en valeur en 1990 |                                              |                             |
| | Frœningen                              | À côté de l’église Sainte-Barbe et du monument aux morts | |                                              |                             |
| | Geishouse                              | Rue de la Grotte | |                                              |                             |
| | Griesheim-près-Molsheim                | Sur un monticule, à la sortie vers Bischoffsheim | Érigée en 1931, sous l'impulsion de Charles Rehm, curé de Griesheim | 48° 17′ 45″ N, 7° 18′ 56″ E                  |                             |
| | Grussenheim                            | Près de l’église Sainte-Croix et du presbytère | |                                              |                             |
| | Gueberschwihr                          | Enclos de l'église Saint-Pantaléon | Érigée en 1880 |                                              |                             |
| | Hégenheim                              | À l'angle de la rue de Hagenthal et de la rue du Moulin | |                                              |                             |
| | Heidwiller                             | Devant l’église Saint-Pierre-Saint-Paul, à gauche de l’entrée | |                                              |                             |
| | Helfrantzkirch                         | Rue de l'église, à côté du monument aux morts | |                                              |                             |
| | Hirtzbach                              | Derrière l'église, côté cour de l'école | |                                              |                             |
| | Kingersheim                            | Devant l’église Saint-Adelphe | Édifiée en 1919 car le village a été épargné pendant la guerre |                                              |                             |
| | Kruth                                  | | |                                              |                             |
| | Liebenswiller                          | À l'orée de la forêt, vers Oltingue | |                                              |                             |
| | Luemschwiller                          | À l'arrière de la chapelle Notre-Dame-des-Neiges | Érigée en 1955 |                                              |                             |
| | Merxheim                               | À côté de l'église | Construite en 1945, à l'initiative du curé Billing, en signe de dévotion après que la Seconde Guerre mondiale ait épargné le village |                                              |                             |
| | Mittlach                               | Dans la falaise de la forêt du Kiwi, au-dessus du pré des Jonquilles                                                                                             | Édifiée en 1922 pour remercier la Vierge d’avoir épargné le village pendant la Première Guerre mondiale ; fait office de monument aux morts |                                              |                             |
| | Niffer                                 | Près de l’église paroissiale Saint-Ulrich | |                                              |                             |
| | Orschwihr                              | Face à l’église | |                                              |                             |
| | Rimbach-près-Guebwiller                | À l'entrée du village | Installée dans une roche |                                              |                             |
| | Rodern                                 | À côté du monument aux morts, en face de l'église Saint-Georges                                                                                                  | |                                              |                             |
| | Rombach-le-Franc                       | Sur la colline de Hargoutte | Construite en 1912 |                                              |                             |
| | Saint-Amarin                           | Clairière du Hirschenbach | |                                              |                             |
| | Sentheim                               | Face à l'église, dans un petit square | Avec une fontaine et le monument aux morts |                                              |                             |
| | Soultzmatt                             | À côté de l'église | |                                              |                             |
| | Steinsoultz                            | À côté de l'église | |                                              |                             |
| | Wettolsheim                            | Rue du Château, au centre du village | Inaugurée en 1912 par François-Xavier Schoepfer, évêque de Tarbes puis de Lourdes, sur l'emplacement de sa maison natale détruite par un incendie le 10 août 1910 ; la statue de la Vierge repose sur une pierre extraite de l'endroit où l'Immaculée Conception apparut en 1858 |                                              |                             |
| | Widensolen                             | À l'orée de la forêt communale du Kastenwald | |                                              |                             |
| Hérault |                                        | | |                                              |                             |
| | Brissac                                | Derrière l'église Notre-Dame-du-Suc | |                                              |                             |
| | Montpellier                            | 250 rue du Truel, église Sainte-Bernadette | |                                              |                             |
| | Puimisson                              | Dans le sanctuaire Saint-Joseph-de-Montrouge | |                                              |                             |
| Ille-et-Vilaine |                                        | | |                                              |                             |
| | Bruc-sur-Aff                           | Fréval, lieu-dit le Busson | Construite entre juin 1911 et septembre 1912, en exécution du testament de sœur Émilie (Joséphine Cheval) et bénie par le vicaire général Pichon |                                              |                             |
| | Châtillon-en-Vendelais                 | Lieu-dit le petit sapin | | 48° 13′ 32″ N, 1° 10′ 07″ O                  |                             |
| | Chasné-sur-Illet                       | Croisement des rues de l'école et du champ des buttes | | 48° 14′ 24″ N, 1° 33′ 53″ O                  |                             |
| | Cornillé                               | Rue de l'Ardoisière | | 48° 04′ 55″ N, 1° 18′ 31″ O                  |                             |
| | Dinard                                 | Promenade du Clair de lune, non loin de la piscine en plein air de la plage du Prieuré                                                                           | Re-financée en partie par le Docteur Jean Merly, orthodontiste rennais, après la détérioration de la statue, et que le Docteur ait estimé que son père morbihannais était décédé d'un cancer sans nouvelles souffrances... Statue entourée de végétation et d'ex-voto, le tout protégé d'une grille |                                              |                             |
| | La Gouesnière                          | Le Bois Renou | | 48° 36′ 20″ N, 1° 53′ 15″ O                  |                             |
| | Liffré                                 | Avenue François-Mitterrand | | 48° 12′ 33″ N, 1° 30′ 06″ O                  |                             |
| | Marpiré                                | Près de l'église | Rocher de La Salette, réemployant la porte, l'autel et la croix de l'ancienne chapelle de Bon secours du Val-d'Izé ; bénie le 12 juillet 1885 ; 1re extension en 1887 dédiée à Notre-Dame des Sept Douleurs et bénie en 1889 ; 2e extension en 1909 consacrée à Notre-Dame de Lourdes (statue de sainte Bernadette de 1956) | 48° 08′ 31″ N, 1° 20′ 23″ O                  |                             |
| | Montautour                             | Rue de la Mairie, derrière l'église | | 48° 12′ 16″ N, 1° 08′ 50″ O                  |                             |
| | Parcé                                  | Lieu-dit Vauhoudin | | 48° 16′ 26″ N, 1° 11′ 46″ O                  |                             |
| | Pocé-les-Bois                          | Route de Saint-Aubin-des-Landes, dans le bourg | | 48° 06′ 51″ N, 1° 15′ 06″ O                  |                             |
| | Saint-Aubin-des-Landes                 | Rue du Lavoir | | 48° 05′ 37″ N, 1° 17′ 44″ O                  |                             |
| | Sixt-sur-Aff                           | Rue des Rochers, au sud de l'église | | 47° 46′ 23″ N, 2° 04′ 39″ O                  |                             |
| | Sougeal                                | La Selle, chapelle Saint-Pierre | |                                              |                             |
| Indre-et-Loire |                                        | | |                                              |                             |
| | Yzeures-sur-Creuse                     | | |                                              |                             |
| Isère |                                        | | |                                              |                             |
| | Saint-Joseph-de-Rivière                | chemin de la grotte près du bourg de Saint-Joseph, au pied du massif de la Chartreuse                                                                            | construite en 1880, par l'Abbé Buissière, pour remercier la Vierge d'avoir permis la guérison de sa sœur. | 45° 22′ 36″ N, 5° 41′ 51″ E                  |                             |
| Jura |                                        | | |                                              |                             |
| | Frontenay                              | | XIXe siècle, érigée au-dessus d'une source |                                              |                             |
| Landes |                                        | | |                                              |                             |
| | Benquet                                | Lieu-dit Saint-Christau, dans l'église | | 43° 49′ 06″ N, 0° 30′ 13″ O                  |                             |
| Loire-Atlantique |                                        | | |                                              |                             |
| | Aigrefeuille-sur-Maine                 | Enclos de la chapelle Saint-Sauveur | | 47° 04′ 30″ N, 1° 24′ 10″ O                  |                             |
| | Ancenis-Saint-Géréon                   | Sur le territoire de l'ancienne commune de Saint-Géréon, entre le Champ Roncin et le chemin de fer                                                               | Située au pied du coteau de Belphaget d'où elle tire son nom, cette grotte fut construite en 1894 par un artiste de Nantes. La statue, bénite le 7 janvier de cette même année, fut installée dans la grotte le 1er juin, jour de la Pentecôte, au terme d'une procession solennelle. | 47° 21′ 48″ N, 1° 11′ 45″ O                  |                             |
| | Ancenis-Saint-Géréon                   | Au bord de la D164, non loin du lieu-dit "La Renardière" | Statue de Notre-Dame de Lourdes siégeant sur un large pilier circulaire | 47° 23′ 18″ N, 1° 13′ 36″ O                  |                             |
| | Anetz                                  | Rue de la Gare, avant Port-Arthur | | 47° 22′ 49″ N, 1° 05′ 59″ O                  |                             |
| | Bonnœuvre                              | Rue de la Garenne (route de Riaillé) | Mission de 1944. | 47° 31′ 37″ N, 1° 14′ 28″ O                  |                             |
| | Boussay                                | Rue du Val-de-Sèvre, lieu-dit le Chaudron | Restaurée en 2011 ; entretenue par un groupe associatif | 47° 02′ 18″ N, 1° 11′ 15″ O                  |                             |
| | La Chapelle-Heulin                     | Lieu-dit la Bernardière | 1951 ; le Comité de la Grotte gère l'entretien et organise, chaque 2e dimanche de septembre, un pèlerinage et une messe | 47° 10′ 15″ N, 1° 21′ 54″ O                  |                             |
| | Corcoué-sur-Logne                      | Rive droite de la Logne, proche du pont menant à la Bénate | | 46° 57′ 46″ N, 1° 34′ 52″ O                  |                             |
| | Couffé                                 | Au château de la Ville Jégu | Grotte de Lourdes située dans une propriété privée à accès interdit au public (excepté lors de la messe annuelle du 15 août et pour quelques autres circonstances) |                                              |                             |
| | Drefféac                               | Derrière la mairie | | 47° 28′ 38″ N, 2° 03′ 20″ O À affiner        |                             |
| | Fercé                                  | Rue de l'étang | |                                              |                             |
| | Legé                                   | Site de la Colonne | | 46° 53′ 24″ N, 1° 35′ 27″ O                  |                             |
| | Le Loroux-Bottereau                    | La Tannerie | | 47° 14′ 12″ N, 1° 20′ 46″ O                  |                             |
| | Loireauxence                           | Belligné, rue de l'Océane, sur la droite au niveau de la bibliothèque municipale, au fond d'une longue allée                                                     | | 47° 27′ 57″ N, 1° 01′ 45″ O                  |                             |
| | Marsac-sur-Don                         | Rue Saint-Léger (D44), face au stade | | 47° 35′ 38″ N, 1° 40′ 55″ O                  |                             |
| | Mésanger                               | En sortant au nord par la D21, au croisement de la route de la Sébilière                                                                                         | Statue de Notre-Dame de Lourdes au fond d'une grande allée, inaugurée en 1945 à l'occasion d'une mission | 47° 26′ 16″ N, 1° 13′ 45″ O                  |                             |
| | Oudon                                  | En sortant d'Oudon, par la rue de Vieille Cour, sur la droite | Petite grotte de Lourdes donnant sur le bord de la route | 47° 21′ 00″ N, 1° 17′ 17″ O                  |                             |
| | Petit-Mars                             | Réplique de la grotte de Lourdes située au lieu-dit Les Portes                                                                                                   | | 47° 23′ 32″ N, 1° 26′ 43″ O                  |                             |
| | Pouillé-les-Côteaux                    | Lieu-dit la Grotte | Grotte de Lourdes érigée le 1er octobre 1911, incluant sur son site un grand calvaire (1947), un chemin de croix (1953) et plusieurs statues (saint Joseph, sainte Anne, l'Immaculée-Conception) | 47° 26′ 48″ N, 1° 10′ 07″ O                  |                             |
| | La Remaudière                          | Route de Landemont, au bord de la Divatte | | 47° 14′ 39″ N, 1° 14′ 37″ O                  |                             |
| | La Roche-Blanche                       | Au croisement de la rue Saint-Michel et de la rue du Pressoir | Statue de la Vierge de Lourdes placée devant une grande croix et entourée d'un arc de pierres formant comme une petite grotte ajourée | 47° 26′ 27″ N, 1° 08′ 10″ O                  |                             |
| | Rouans                                 | Dans le bourg, route de Sainte-Pazanne | | 47° 11′ 06″ N, 1° 51′ 29″ O                  |                             |
| | Saint-Colomban                         | Sur le côté nord de l'église | Simple statue de la Vierge ; monument aux martyrs des colonnes infernales de Duquesnoy | 47° 00′ 35″ N, 1° 34′ 59″ O                  |                             |
| | Saint-Mars-du-Désert                   | Angle des routes de Mauves-sur-Loire et de Carquefou | Intégrée au grand calvaire | 47° 21′ 48″ N, 1° 24′ 21″ O                  |                             |
| | Saint-Père-en-Retz                     | Place de l'Église, au nord-est de l'édifice. | | 47° 12′ 21″ N, 2° 02′ 35″ O                  |                             |
| | Saint-Sulpice-des-Landes               | Rue de la Grotte, au croisement de la D 111 | | 47° 34′ 30″ N, 1° 12′ 31″ O                  |                             |
| | Saint-Sulpice-des-Landes               | Dans un jardin privé | Inaugurée le 2 septembre 1965 |                                              |                             |
| | Sion-les-Mines                         | Lieu-dit la Grée-à-Midi, D 44 | 1920 ; les croix, de part et d'autre, sont datées de 1924 | 47° 43′ 09″ N, 1° 37′ 18″ O                  |                             |
| | Teillé                                 | Au croisement de la D16 et de la D316, à la sortie ouest du bourg                                                                                                | Érigée en reconnaissance de la protection de Marie sur les habitants tous préservés lors de la guerre 1939-1945 | 47° 27′ 44″ N, 1° 16′ 59″ O                  |                             |
| | Les Touches                            | Rue des Étangs, devant la caserne de pompiers. | | 47° 26′ 30″ N, 1° 25′ 37″ O                  |                             |
| | Vallons-de-l'Erdre                     | Au lieu-dit "L'Aubrière", au sud-ouest de Maumusson. | Simple statue de la Vierge de Lourdes | 47° 28′ 01″ N, 1° 07′ 09″ O                  |                             |
| | Vallons-de-l'Erdre                     | Au mur ouest du cimetière de Saint-Mars-la-Jaille. | Statue couronnée de Marie dominant un petit monticule en pierres encastré dans le mur ouest du cimetière et donnant sur la rue des platanes | 47° 31′ 31″ N, 1° 11′ 21″ O                  |                             |
| | Varades                                | Devant la mairie, route de Nantes | Mission 6 février 1910 | 47° 23′ 10″ N, 1° 01′ 57″ O                  |                             |
| | Vay                                    | | |                                              |                             |
| | Vigneux-de-Bretagne                    | Sous le grand calvaire, angles des rues De Sévigné et de la Garenne                                                                                              | 1898 | 47° 19′ 29″ N, 1° 44′ 10″ O                  |                             |
| Lot |                                        | | |                                              |                             |
| | Beauregard (Lot)                       | Calvaire à la sortie du village | Inaugurée le 15 août 1954, à l'occasion de ND de l'Assomption | 44° 20′ 53″ N, 1° 47′ 52″ E                  |                             |
| Maine-et-Loire |                                        | | |                                              |                             |
| | Baracé                                 | Bordure de la D68. | | 47° 38′ 25″ N, 0° 21′ 44″ O                  |                             |
| | Beaupréau-en-Mauges                    | Gesté, lieu-dit Bonne-Marie | | 47° 09′ 22″ N, 1° 07′ 31″ O                  |                             |
| | Beaupréau-en-Mauges                    | Villedieu-la-Blouère, la Blouère, rue de la Grotte | | 47° 09′ 34″ N, 1° 03′ 11″ O                  |                             |
| | Cholet                                 | Pensionnat de la Retraite | Démolie dans les années 1960-70 |                                              |                             |
| | Cholet                                 | Le Puy-Saint-Bonnet, près de l'église | |                                              |                             |
| | Chemillé-en-Anjou                      | Sainte-Christine | |                                              |                             |
| | Chemillé-en-Anjou                      | Saint-Lézin, lieu-dit la Pêcherie | |                                              |                             |
| | Chemillé-en-Anjou                      | La Tourlandry, sous le grand calvaire, dans le bourg | | 47° 08′ 29″ N, 0° 41′ 54″ O                  |                             |
| | Coron                                  | Lieu-dit les Fresnaies, D 960 | | 47° 07′ 28″ N, 0° 40′ 20″ O                  |                             |
| | L'Hôtellerie-de-Flée                   | Chemin des Loges (au bord du ruisseau de la Grée) | | 47° 44′ 39″ N, 0° 53′ 14″ O                  |                             |
| | Mauges-sur-Loire                       | La Chapelle-Saint-Florent, cirque de Courossé, au pied du Chemin de croix                                                                                        | L'accès se fait par le haut du Chemin de croix ou par le village abandonné de Courossé | 47° 19′ 13″ N, 1° 02′ 18″ O                  |                             |
| | Mauges-sur-Loire                       | Le Marillais, au fond du cimetière | | 47° 21′ 33″ N, 1° 04′ 15″ O                  |                             |
| | Montreuil-sur-Maine                    | Chemin de la grotte | |                                              |                             |
| | Montrevault-sur-Èvre                   | La Chaussaire, à l'arrière de la sacristie, à l'extérieur de l'église                                                                                            | 1961 | 47° 12′ 04″ N, 1° 08′ 45″ O                  |                             |
| | Montrevault-sur-Èvre                   | Le Puiset-Doré, Le Doré, lieu-dit le Vigneau | | 47° 13′ 33″ N, 1° 10′ 57″ O                  |                             |
| | Montrevault-sur-Èvre                   | Montrevault, près du pont Saint-Martin | | 47° 15′ 14″ N, 1° 03′ 20″ O                  |                             |
| | Montrevault-sur-Èvre                   | Saint-Pierre-Montlimart, en descendant la D752 depuis l'église, sur la droite                                                                                    | Grotte appelée "Lourdes chez nous" | 47° 16′ 04″ N, 1° 01′ 36″ O                  |                             |
| | Montrevault-sur-Èvre                   | Saint-Rémy-en-Mauges, derrière l'église, chemin de l'Avoye, sur la gauche                                                                                        | La statue de N-D de Lourdes fut placée dans le rocher de la carrière vers la fin de la guerre 1939-1945 puis bénite solennellement le 15 août 1944 par le M. le curé Levron. Une grande statue du Sacré-Cœur se trouve aussi à gauche de la grotte. | 47° 16′ 23″ N, 1° 04′ 21″ O                  |                             |
| | Ombrée d'Anjou                         | Saint-Michel-et-Chanveaux, le Bourg. | | 47° 40′ 49″ N, 1° 07′ 53″ O                  |                             |
| | Orée d'Anjou                           | Champtoceaux, après le chemin du Voinard (en descendant un sentier abrupt en direction de la D751)                                                               | Statue de Notre-Dame de Lourdes dans une niche dominant les roches sur un site pittoresque au bord du Voinard | 47° 20′ 07″ N, 1° 16′ 22″ O                  |                             |
| | Orée d'Anjou                           | Drain, lieu-dit la Haute-Pierre | Construite par la famille Bricard dont un membre est exécuté par les Allemands | 47° 21′ 14″ N, 1° 10′ 59″ O                  |                             |
| | Orée d'Anjou                           | Landemont, au lieu-dit la Pouquelière | Petit monument à Notre-Dame de Lourdes surmonté d'une croix | 47° 15′ 36″ N, 1° 14′ 11″ O                  |                             |
| | Orée d'Anjou                           | Saint-Laurent-des-Autels, non loin de la chapelle des Martyrs, lieu-dit le Plantis                                                                               | Simple statue de Notre-Dame de Lourdes, avec mention sur le pilier "Merci bonne Mère - 1939-1945" | 47° 17′ 26″ N, 1° 10′ 07″ O                  |                             |
| | Orée d'Anjou                           | Saint-Sauveur-de-Landemont, lieu-dit l'Ilette | Grotte de Lourdes érigée en 1938. On remarquera une statuette de l'Immaculée-Conception plus à droite dans les roches témoignant d'une guérison obtenue le 13 août 1936. Une grande croix de mission surplombe également le site. | 47° 16′ 54″ N, 1° 15′ 29″ O                  |                             |
| | Saint-Christophe-du-Bois               | | |                                              |                             |
| | Saint-Macaire-du-Bois                  | Route du Puy-Notre-Dame | | 47° 45′ 40″ N, 0° 10′ 16″ E                  |                             |
| | La Séguinière                          | Au bord de la Moine | |                                              |                             |
| | Sèvremoine                             | Le Longeron | |                                              |                             |
| | Sèvremoine                             | Saint-Macaire-en-Mauges, route de Saint-Philbert-en-Mauges, au bord de l'Avresne                                                                                 | | 47° 07′ 51″ N, 1° 00′ 02″ O                  |                             |
| | Sèvremoine                             | Montfaucon-Montigné, Montigné-sur-Moine, lieu-dit la Marquerie                                                                                                   | |                                              |                             |
| | Sèvremoine                             | Roussay, lieu-dit le Normandeau | |                                              |                             |
| | Sèvremoine                             | Saint-André-de-la-Marche, lieu-dit la Censie | | 47° 05′ 44″ N, 1° 00′ 22″ O                  |                             |
| | Sèvremoine                             | Saint-Germain-sur-Moine, lieu-dit les Borrères | |                                              |                             |
| | Sèvremoine                             | Tillières, lieu-dit les Vergers | | 47° 08′ 48″ N, 1° 10′ 18″ O                  |                             |
| | Somloire                               | Route de La Plaine | | 47° 12′ 51″ N, 0° 21′ 50″ E                  |                             |
| | Loire-Authion                          | Au carrefour de la route d’Andard et du chemin de Rivière | C'est la plus vielle réplique de la Grotte de Lourdes du Diocèse d'Angers et du Maine et Loire. |                                              |                             |
| | Val-du-Layon                           | Saint-Lambert-du-Lattay | |                                              |                             |
| Manche |                                        | | |                                              |                             |
| | Hébécrevon                             | | Construite en 1955 par les habitants pour remercier la Vierge de les avoir protégés durant l'opération Cobra ; pèlerinage le 15 août |                                              |                             |
| | Le Mesnil-Villeman                     | Dans le jardin de l'église Saint-Pierre | | 48° 51′ 52″ N, 1° 19′ 40″ O                  |                             |
| | Omonville-la-Rogue                     | | |                                              |                             |
| | La Pernelle                            | Près de l'église | Construite en 1928 à l'initiative du curé d'Anneville-en-Saire | 49° 37′ 10″ N, 1° 17′ 54″ O                  |                             |
| | La Ronde-Haye                          | Près de l'église | | 49° 07′ 34″ N, 1° 26′ 36″ O                  |                             |
| Marne |                                        | | |                                              |                             |
| | Le Mesnil-sur-Oger                     | Entrée située dans le virage de la rue de l'Église à la rue Saint-Vincent                                                                                        | Construite en 1932; Bénie en 1933 par Joseph Tissier | 48° 56′ 44″ N, 4° 00′ 56″ E                  |                             |
| Martinique |                                        | | |                                              |                             |
| Grotte-oratoire de Fonds-Saint-Denis (Martinique)                                                                           | Fonds-Saint-Denis                      | En contrebas de l'église Saint-Denis | Grotte-oratoire dédiée au Sacré-Coeur et à Notre-Dame de Lourdes |                                              |                             |
| | Macouba                                | Quartier Nord Plage | Réplique de la grotte de Lourdes aussi dédiée à la Vierge des Marins |                                              |                             |
| | Le Morne-Rouge                         | | | {{coord\|14\|46\|38.5\|N \|61\|081\|7.0\|W}} |                             |
| | Saint-Joseph                           | Quartier Morne-des-Olives | |                                              |                             |
| | Les Trois-Ilets                        | Oratoire Notre-Dame de Massabielle en bordure de la route départementale D7                                                                                      | |                                              |                             |
| Mayenne |                                        | | |                                              |                             |
| | Argentré                               | Lieu-dit Montroux | Aménagement sommaire d'anfractuosités naturelles recoupées par le front de taille d'une carrière de pierres | 48° 05′ 01″ N, 0° 38′ 56″ O                  |                             |
| | Beaulieu-sur-Oudon                     | Sortie du Bourg, lotissement des Sables | | 48° 00′ 04″ N, 0° 59′ 34″ O                  |                             |
| | Bouchamps-lès-Craon                    | | | 47° 48′ 57″ N, 0° 59′ 22″ O                  |                             |
| | Champgenéteux                          | | | 48° 17′ 42″ N, 0° 21′ 19″ O                  |                             |
| | Château-Gontier                        | Bazouges | À la place de l'ancien cimetière |                                              |                             |
| | Commer                                 | Route de Montsûrs, RD 24 | Dans la cour d'une chapelle, en bord de route |                                              |                             |
| | Congrier                               | Route de Renazé | Sur une propriété privée mais visible de la route |                                              |                             |
| | Cossé-le-Vivien                        | Route de Craon | Porte la date de 1983 |                                              |                             |
| | Deux-Évailles                          | Lieu-dit le Petit-Lourdes | |                                              |                             |
| | Fontaine-Couverte                      | Place Saint-Baumier | |                                              |                             |
| | Gennes-sur-Glaize                      | À l'entrée du château de la Touchasse, en bordure de la RD 28 (à l'entrée du bourg, à droite en arrivant de Château-Gontier)                                     | |                                              |                             |
| | Javron-les-Chapelles                   | Lieu-dit les Chapelles, D31, rue d'Ernée | |                                              |                             |
| | La Brûlatte                            | Lieu-dit Le Mont-Lévrieren, RD 57 | |                                              |                             |
| | Lassay-les-Châteaux                    | Niort-la-Fontaine, lieu-dit la Fosse | |                                              |                             |
| | Laubrières                             | Route de la Roë, derrière l'église | |                                              |                             |
| | Laubrières                             | Rue d'Anjou | | 47° 56′ 24″ N, 1° 04′ 58″ O                  |                             |
| | Le Ham                                 | Bas de la Butte | |                                              |                             |
| | Loiron                                 | Lieu-dit les Rochettes | |                                              |                             |
| | Loupfougères                           | Lieu-dit la Marchandière | |                                              |                             |
| | Mayenne                                | Au chevet de l'église | |                                              |                             |
| | Montaudin                              | D 31, rue d'Ernée | |                                              |                             |
| | Nuillé-sur-Vicoin                      | D 103, rue du moulin | Deux jeunes décident de placer un socle destiné à recevoir une statue de la Vierge dans un abri sous roche en bordure du Vicoin. Le missionnaire et l'évêque encouragent cette initiative, puis le curé, Chauvin, bénit la Vierge le 15 août 1875 à l'issue d'une procession. | 47° 59′ 18″ N, 0° 46′ 47″ O                  |                             |
| | Pontmain                               | Rue Mausson | |                                              |                             |
| | Pommerieux                             | Route de Chérancé | |                                              |                             |
| | Pré-en-Pail-Saint-Samson               | Route de Saint-Pierre-des-Nids | |                                              |                             |
| | Saint-Aignan-sur-Roë                   | D 11, route de Pouancé | | 47° 50′ 03″ N, 1° 08′ 19″ O                  |                             |
| | Saint-Calais-du-Désert                 | En bordure de la Mayenne | |                                              |                             |
| | Saint-Quentin-les-Anges                | Carrefour lieu-dit Beauvais et route de Craon (D25) | | 47° 47′ 23″ N, 0° 53′ 58″ O                  |                             |
| Meurthe-et-Moselle |                                        | | |                                              |                             |
| | Bruley                                 | Dans le jardin de la chapelle du Rosaire | Inaugurée le 27 juillet 1884 | 48° 42′ 20″ N, 5° 50′ 52″ E                  |                             |
| | Longuyon                               | | | 49° 26′ 22″ N, 5° 36′ 09″ E À vérifier       |                             |
| Grotte de Lourdes de Malavillers (Meurthe-et-Moselle, France)                                                               | Malavillers                            | Rue de Verdun, à côté de l'église | |                                              |                             |
| Grotte de Lourdes de Nancy, église Saint-Joseph (Meurthe-et-Moselle, France)                                                | Nancy                                  | Dans le jardin de l'église Saint-Joseph | |                                              |                             |
| | Nancy                                  | Dans le jardin de l'église Saint-Mansuy | | 48° 24′ 53″ N, 6° 05′ 31″ E                  |                             |
| Grotte de Lourdes de Sommerviller (Meurthe-et-Moselle, France)                                                              | Sommerviller                           | Rue de la Grotte | Érigée en 1954 |                                              |                             |
| Grotte de Lourdes de Trieux (Meurthe-et-Moselle, France)                                                                    | Trieux                                 | Place de l’Église | |                                              |                             |
| Meuse |                                        | | |                                              |                             |
| | Aulnois-sous-Vertuzey                  | En l'église Saint-Sébastien | | 48° 44′ 53″ N, 5° 40′ 32″ E                  |                             |
| | Esnes-en-Argonne                       | Rue de Varennes, à côté du cimetière | | 49° 12′ 42″ N, 5° 12′ 44″ E                  |                             |
| | Juvigny-en-Perthois                    | | | 48° 35′ 50″ N, 5° 09′ 15″ E À préciser       |                             |
| | Méligny-le-Grand                       | Au chevet de l'église | | 48° 40′ 37″ N, 5° 29′ 29″ E                  |                             |
| | Montmédy                               | | |                                              |                             |
| | Troussey                               | Au chevet de l'église | | 48° 42′ 11″ N, 5° 42′ 05″ E                  |                             |
| | Val-d'Ornain                           | Dans le cimetière | | 48° 48′ 03″ N, 5° 04′ 01″ E À vérifier       |                             |
| Morbihan |                                        | | |                                              |                             |
| | Le Guerno                              | En l'église Notre-Dame (dite aussi Sainte-Anne ou Saint-Jean-Baptiste)                                                                                           | | 47° 34′ 24″ N, 2° 47′ 22″ O                  |                             |
| | Île-d'Arz                              | Île Ilur, en la chapelle | | 47° 34′ 24″ N, 2° 47′ 22″ O                  |                             |
| | Pénestin                               | En l'église Saint-Gildas, à droite en entrant | 1946 | 47° 29′ 02″ N, 2° 28′ 22″ O                  |                             |
| | Ploemel                                | Rue de la Grotte (D 186), le Quiniec, lieu-dit Kerivin | 1924, construction monumentale utilisant quelques menhirs | 47° 38′ 51″ N, 3° 03′ 58″ O                  |                             |
| | Plumelec                               | Lieu-dit Saint-Joseph, après le village de Callac, au pied du chemin de croix et de la chapelle Saint-Joseph                                                     | 1943, fondés par l'Abbé Ernest Binard, recteur de Callac de 1947 à 1974 | 47° 48′ 41″ N, 2° 34′ 39″ O                  |                             |
| | Plumelin                               | Au sein du parc du couvent des Filles de Jésus | | 47° 52′ 47″ N, 2° 51′ 04″ O                  |                             |
| | Le Roc-Saint-André                     | Derrière l'église, sur la rive du canal de Nantes à Brest | | 47° 51′ 55″ N, 2° 26′ 47″ O                  |                             |
| | Le Saint                               | | Aménagée par les habitants dans les années 1890-1891 |                                              |                             |
| | La Vraie-Croix                         | En la chapelle des Templiers | Dans une alcôve, sous la chapelle, le long de la rue qui la traverse | 47° 41′ 22″ N, 2° 32′ 36″ O                  |                             |
| Moselle |                                        | | |                                              |                             |
| Grotte de Lourdes de Abreschviller (Moselle, France)                                                                        | Abreschviller                          | Chemin de la Vierge, sur les hauteurs du village | Construite en 1972, par Joseph Faigle |                                              |                             |
| Grotte de Lourdes de Achen (Moselle, France)                                                                                | Achen                                  | Devant l’église | |                                              |                             |
| | Adelange                               | Rue Principale | |                                              |                             |
| | Algrange                               | Colline du Bois-des-Chênes | Inaugurée en novembre 1951 selon un vœu fait par l’abbé Fey pendant la guerre, en 1940 |                                              |                             |
| | Alsting                                | Dans le cimetière, à droite de l'église | Construite après la Première Guerre mondiale |                                              |                             |
| | Alzing                                 | Rue Ehlig | |                                              |                             |
| Grotte de Lourdes d'Arzviller (Moselle, France)                                                                             | Arzviller                              | Place de la Grotte | Bénie le 15 août 1935 |                                              |                             |
| Grotte de Lourdes d'Avricourt (Moselle, France)                                                                             | Avricourt                              | Rue de Lorraine, à côté de la salle Notre Dame | |                                              |                             |
| | Barst                                  | À gauche du nouveau cimetière | Construite par les habitants de Marienthal, en 1991 |                                              |                             |
| Grotte de Lourdes de Basse-Rentgen (Moselle, France)                                                                        | Basse-Rentgen                          | Dans le cimetière à côté de l'église | |                                              |                             |
| Grotte de Lourdes de Behren-lès-Forbach (Moselle, France)                                                                   | Behren-lès-Forbach                     | À gauche de l’église Saint-Blaise | |                                              |                             |
| | Bermering                              | Parvis de l’église | |                                              |                             |
| | Bermering                              | Angle de la route de Rodalbe et de la rue Principale | Au pied d’une croix |                                              |                             |
| Grotte de Lourdes de Berthelming (Moselle, France)                                                                          | Berthelming                            | Entre le pont de la Sarre et la mairie | |                                              |                             |
| Grotte de Lourdes de Berviller-en-Moselle (Moselle, France)                                                                 | Berviller-en-Moselle                   | Surplombe le village depuis le chemin de la Grotte | |                                              |                             |
| | Betting                                | À droite de l'église | |                                              |                             |
| | Bettviller                             | Face au foyer communal | |                                              |                             |
| | Bettviller                             | Annexe de Hoelling | Érigée en 1898, par la famille Demmerlé | 49° 02′ 35″ N, 7° 10′ 25″ E                  |                             |
| | Bibiche                                | Annexe Neudorf | Érigée après un vœu des habitants pendant la Seconde Guerre mondiale |                                              |                             |
| | Bickenholtz                            | | Avec plaque commémorative des morts pendant la guerre[Laquelle ?] | 48° 28′ 54″ N, 7° 05′ 45″ E                  |                             |
| | Biding                                 | Dans un mur du clocher de l'église | 1896 |                                              |                             |
| | Bining                                 | Route de Rahling | Érigée en 1954 |                                              |                             |
| | Bionville-sur-Nied                     | À gauche de l’église | |                                              |                             |
| Grotte de Lourdes de Bisten-en-Moselle (Moselle, France)                                                                    | Bisten-en-Lorraine                     | Chemin menant à la chapelle Notre-Dame-de-Bon-Secours | Érigée en 1994 |                                              |                             |
| | Bitche                                 | Forêt du collège-lycée Saint-Augustin | |                                              |                             |
| | Blies-Ébersing                         | Face à l’église | Rénovée en 2010 |                                              |                             |
| | Blies-Guersviller                      | Rue de la Montagne | Érigée en 1958 |                                              |                             |
| | Boucheporn                             | Route de Boulay | |                                              |                             |
| Grotte de Lourdes de Boulay-Moselle (Moselle, France)                                                                       | Boulay-Moselle                         | Ancien cimetière, derrière l’église | Grotte construite par les mineurs et des bénévoles ; bénie en 1958 pour célébrer le centenaire de l’apparition |                                              |                             |
| | Bousbach                               | Route de Tenteling, au croisement | |                                              |                             |
| rue du moulin (Moselle, France)                                                                                             | Bousseviller                           | Route du moulin | Grotte privée | 49° 04′ 17″ N, 7° 16′ 33″ E                  |                             |
| Grotte de Lourdes de Breidenbach (Moselle)                                                                                  | Breidenbach                            | À droite de l’église | Réplique de la Grotte de Lourdes avec autel, mise à l'honneur en 2008 à l'occasion du jubilé des 150 ans des apparitions | 49° 52′ 48″ N, 7° 15′ 06″ E                  |                             |
| | Carling                                | À gauche de l'école communale | Vierge manquante |                                              |                             |
| | Carling                                | Dans le cimetière | Tombe privée |                                              |                             |
| | Charleville-sous-Bois                  | | Construite peu après la Seconde Guerre mondiale |                                              |                             |
| Grotte de Lourdes de Château-Rouge (Moselle, France)                                                                        | Château-Rouge                          | Rue Principale, entre l'église et le cimetière | |                                              |                             |
| | Châtel-Saint-Germain                   | Près de l'église | | 49° 07′ 24″ N, 6° 04′ 42″ E                  |                             |
| Grotte de Lourdes de Clouange (Moselle, France)                                                                             | Clouange                               | Rue de la Grotte, sur les hauteurs de la commune | Érigée par des bénévoles en 1926 ; inaugurée en 1927. Édifice de 40 m de longueur pour une hauteur de 10 m. | 49° 15′ 45″ N, 6° 05′ 27″ E                  |                             |
| | Cocheren                               | À gauche de l'église | Érigée en 1931 |                                              |                             |
| Grotte de Lourdes de Coume (Moselle, France)                                                                                | Coume                                  | Dans un enclos, à côté du cimetière | Érigée en 1921 à la suite d'un vœu fait pendant la Première Guerre mondiale ; fait office de monument aux morts |                                              |                             |
| | Creutzwald                             | Quartier Neuland, rue du Havre | Érigée en 1935, démolie en 2018 |                                              |                             |
| Grotte de Lourdes de Creutzwald (Moselle, France)                                                                           | Creutzwald                             | Villa Notre-Dame de la Clairière | Rassemble des éléments de l'ancienne grotte située rue du Havre, démolie en 2018 ; cette nouvelle grotte fut bénie en 2020. |                                              |                             |
| Grotte de Lourdes de Dabo (Moselle, France)                                                                                 | Dabo                                   | Rue de la Grotte, en surplomb du village | |                                              |                             |
| | Dabo                                   | La Hoube, cour du Home Saint-Léon | |                                              |                             |
| | Dabo                                   | Neustadtmühle, à côté de la chapelle Sainte-Odile | |                                              |                             |
| Grotte de Lourdes de Dabo-Hellert (Moselle, France)                                                                         | Dabo                                   | Hellert, accolée à l’église Saint-Hilaire | |                                              |                             |
| Grotte de Lourdes privée de Dabo-Hellert (Moselle, France)                                                                  | Dabo                                   | Hellert, en face de l’église Saint-Hilaire | Petite grotte privée |                                              |                             |
| Grotte de Lourdes de Dalem (Moselle, France)                                                                                | Dalem                                  | À côté de l’église | Avec plaque commémorative de chacune des deux guerres mondiales |                                              |                             |
| | Dannelbourg                            | À gauche de l’église | |                                              |                             |
| | Diebling                               | Route de Tenteling | |                                              |                             |
| | Diesen                                 | À l'intérieur de l'église | |                                              |                             |
| | Diffembach-lès-Hellimer                | Au plan d'eau, près du cimetière | |                                              |                             |
| | Ébersviller                            | Férange | Construite en 1996, bénie le 5 octobre 1997 par le chanoine Martin Heintz, d’Ébersviller |                                              |                             |
| | Éguelshardt                            | Transept de l'église de l'Exaltation-de-la-Sainte-Croix | |                                              |                             |
| | Elvange                                | À côté du haras | Construite au début du XXe siècle par les maçons de la commune |                                              |                             |
| Grotte de Lourdes de Enchenberg - chapelle Sainte-Vérène (Moselle, France)                                                  | Enchenberg                             | À gauche de la Chapelle Sainte-Vérène d'Enchenberg | Érigée en 1958 pour le centenaire des apparitions de Lourdes |                                              |                             |
| | Epping                                 | | Une grotte privée |                                              |                             |
| | Erching                                | | Une grotte privée |                                              |                             |
| | Etting                                 | À gauche de l'église | |                                              |                             |
| Grotte de Lourdes de Etzling (Moselle, France)                                                                              | Etzling                                | À droite de l'église | |                                              |                             |
| | Falck                                  | Derrière l’église Saint-Brice | |                                              |                             |
| Grotte de Lourdes de Falck, Langenberg (Moselle, France)                                                                    | Falck                                  | Langenberg, dans la forêt, à 200 mètres en aval de la Madone | Réalisée par des mineurs. Mention : année 1993. |                                              |                             |
| | Farébersviller                         | À droite de l'église Saint-Jean-Baptiste | |                                              |                             |
| | Farschviller                           | À gauche de l'église | |                                              |                             |
| | Fleisheim                              | Accolée à l'église Saint-Laurent | Avec plaque commémorative des morts de la guerre de 1914-1918 | 48° 28′ 20″ N, 7° 05′ 40″ E                  |                             |
| | Forbach                                | Rue d'Arras | |                                              |                             |
| | Frauenberg                             | Rue Principale | |                                              |                             |
| | Freyming-Merlebach                     | Merlebach, face de la chapelle de la Nativité | |                                              |                             |
| | Fribourg                               | Face à l’église | |                                              |                             |
| | Gandrange                              | Route de la colline de Justemont | Construite avec un ensemble (grotte, calvaire, chemin de croix) en mars 1987 ; terminée en septembre 1991 |                                              |                             |
| | Garche                                 | Près de l’église Saint-Nicolas | |                                              |                             |
| | Garrebourg                             | Sur la place donnant accès au cimetière, à droite de l’église | Érigée en 1904 |                                              |                             |
| | Goetzenbruck                           | Althorn, à droite de l’église | Érigée en 1909 |                                              |                             |
| | Gorze                                  | Près de l'église | | 49° 03′ 11″ N, 5° 59′ 48″ E                  |                             |
| Grotte de Lourdes de Gosselming (Moselle, France)                                                                           | Gosselming                             | Derrière l'église Saint-Sévère, dans le cimetière | |                                              |                             |
| | Gréning                                | Dans le cimetière, à droite du clocher | Fait office de monument aux morts |                                              |                             |
| Grotte de Lourdes de Gros-Réderching (Moselle, France)                                                                      | Gros-Réderching                        | À droite de l’église | |                                              |                             |
| | Grostenquin                            | Klausenberg | Construite sur en 1949 par la Jeunesse Agricole Catholique de Bertring-Grostenquin |                                              |                             |
| Grotte de Lourdes de Grundviller (Moselle, France)                                                                          | Grundviller                            | À gauche de l'église, à proximité du calvaire Renaissance | Érigée en 1954, selon le vœu de l'abbé Meyer |                                              |                             |
| | Guebenhouse                            | Devant le cimetière | Fait office de monument aux morts |                                              |                             |
| | Guénange                               | Cour du Centre d’Éducation et de Formation, fermé en 2008 et qui va être détruit[Quand ?]                                                                        | Érigée en 1939 |                                              |                             |
| Grotte de Lourdes de Guermange (Moselle, France)                                                                            | Guermange                              | Au bord de la D 91 | |                                              |                             |
| Grotte de Lourdes de Guerting (Moselle, France)                                                                             | Guerting                               | À gauche du cimetière, à la sortie du village | Érigée en 1977 |                                              |                             |
| | Guinkirchen                            | Devant le cimetière | Fait office de monument aux morts |                                              |                             |
| | Hambach                                | À l'intérieur de l'église | |                                              |                             |
| | Hambach                                | Roth, face au cimetière | |                                              |                             |
| Grotte de Lourdes de Ham-sous-Varsberg (Moselle, France)                                                                    | Ham-sous-Varsberg                      | Rue de l’Église | Érigée en 1958 |                                              |                             |
| | Ham-sous-Varsberg                      | Château de Varsberg | |                                              |                             |
| | Hanviller                              | Derrière l’église | | 49° 03′ 40″ N, 7° 16′ 22″ E                  |                             |
| Grotte de Lourdes de Hargarten-aux-Mines (Moselle, France)                                                                  | Hargarten-aux-Mines                    | Dans le cimetière, derrière l'église | |                                              |                             |
| | Hartzviller                            | Rue du Général-Leclerc | |                                              |                             |
| | Haselbourg                             | À gauche de l’église Saint-Louis | Bénie en 1924 | 48° 24′ 21″ N, 7° 07′ 15″ E                  |                             |
| | Haselbourg                             | Sur la route qui monte au village | Une Vierge est mise dans une grotte naturelle en 1956 ; Bernadette est ajoutée en 2003 |                                              |                             |
| | Haspelschiedt                          | | Creusée dans la roche |                                              |                             |
| Grotte de Lourdes de Hattigny (Moselle, France)                                                                             | Hattigny                               | D90 proche du croisement rue de Cap | |                                              |                             |
| | Haute-Vigneulles                       | À gauche de l'église | |                                              |                             |
| | Henridorff                             | Rue de l’Église | Construite en 1947 à la suite d’un vœu fait durant la guerre | 48° 26′ 08″ N, 7° 07′ 28″ E                  |                             |
| | Henriville                             | Rue de la Grotte | Érigée en 1959 |                                              |                             |
| | Hestroff                               | Rue de l'Ombre | |                                              |                             |
| Grotte de Lourdes de Hilbesheim (Moselle, France)                                                                           | Hilbesheim                             | Route de Réding, à 500 m du village | |                                              |                             |
| Grotte de Lourdes de Hilsprich (Moselle, France)                                                                            | Hilsprich                              | À l'entrée du cimetière | |                                              |                             |
| | Hombourg-Haut                          | Chemin menant à la chapelle Sainte-Catherine | |                                              |                             |
| | Hommarting                             | Rue des Vergers, à côté de l'école primaire | | 48° 26′ 33″ N, 7° 05′ 02″ E                  |                             |
| | Hommert                                | | Construite vers 1937-1938 | 48° 24′ 13″ N, 7° 06′ 13″ E                  |                             |
| | L’Hôpital                              | Rue de Saint-Avold | Érigée en 1954 |                                              |                             |
| | Hottviller                             | Rue de Bitche | |                                              |                             |
| | Hottviller                             | Lieu-dit Kappellenhof | Bénie le 15 août 1946 pour fêter le retour au foyer après la guerre |                                              |                             |
| | Hultehouse                             | À gauche de l’église | | 48° 25′ 51″ N, 7° 09′ 14″ E                  |                             |
| Grotte de Lourdes de Illange (Moselle, France)                                                                              | Illange                                | A droite de l'église Saint-Hubert | |                                              |                             |
| | Ippling                                | Rue Notre-Dame | |                                              |                             |
| | Jallaucourt                            | Sur le côté droit du portail[Lequel ?] | |                                              |                             |
| | Kappelkinger                           | Dans le cimetière, à droite de l’église | |                                              |                             |
| Grotte de Lourdes de Kerbach (Moselle, France)                                                                              | Kerbach                                | Au centre du village | |                                              |                             |
| | Kirschnaumen                           | Devant l’église | Avec plaques commémoratives des deux guerres |                                              |                             |
| | Kœking                                 | Parvis de l’église | |                                              |                             |
| | Lambach                                | À droite de l’église de l'Immaculée-Conception | | 49° 01′ 13″ N, 7° 12′ 49″ E                  |                             |
| | Lelling                                | En haut du village | Érigée par la commune en 1949 |                                              |                             |
| | Lachambre                              | Devant la chapelle de Holbach | |                                              |                             |
| | Lambach                                | À droite de l'église | | 49° 01′ 13″ N, 7° 12′ 49″ E                  |                             |
| | Laudrefang                             | Devant l’église | |                                              |                             |
| | Lemberg                                | À gauche de l’église | Bénie le 25 mars 1936 par le père supérieur du couvent de Neufgrange, en présence de l’abbé Mohnen, curé de la paroisse | 49° 00′ 05″ N, 7° 13′ 21″ E                  |                             |
| | Lengelsheim                            | Chemin de Volmunster | Taillée dans un rocher, Jean Fromholz la commence en 1863 et la termine en 1897 ; elle est complétée en 1945 et rénovée à plusieurs reprises |                                              |                             |
| | Lengelsheim                            | Rue de la grotte | L'oratoire sur les hauteurs | 49° 03′ 45″ N, 7° 14′ 37″ E                  |                             |
| | Lessy                                  | Près de l'église Saint-Gorgon | | 49° 07′ 15″ N, 6° 05′ 39″ E                  |                             |
| Grotte de Lourdes de Lixing-les-Rouhling (Moselle, France)                                                                  | Lixing-lès-Rouhling                    | Rue de la Grotte | Inaugurée le 16 septembre 1951 |                                              |                             |
| | Lixing-lès-Saint-Avold                 | À droite de la rue de la Grotte, construite par Baptiste Peduzzi, un jeune prisonnier italien                                                                    | Dite grotte de Fries |                                              |                             |
| Grotte de Lourdes de Longeville-lès-Metz (Moselle, France)                                                                  | Longeville-lès-Metz                    | Devant l'église Saint-Quentin | Construite en 1905 ; auparavant la statue de la Vierge se trouvait à l'intérieur de l'église. |                                              |                             |
| | Longeville-lès-Saint-Avold             | Devant l’église | Construite en béton armé, en 1920, à la demande de l’abbé Flauss |                                              |                             |
| | Luppy                                  | À côté du cimetière | Construite en 1958, par M. Malick, entrepreneur dans le village |                                              |                             |
| | Lutzelbourg                            | Sur le flanc d’une colline forestière dominant la ville | Érigée en 1954 | 48° 26′ 08″ N, 7° 08′ 45″ E                  |                             |
| | Macheren                               | À l’entrée de la chapelle de Lentzviller | |                                              |                             |
| Grotte de Lourdes de Maizeroy (Moselle, France)                                                                             | Maizeroy                               | Sur la route vers Chevillon | Érigée en 1952 à la suite d'une promesse des habitants évacués de Maizeroy et Chevillon durant la Seconde Guerre mondiale |                                              |                             |
| Grotte de Lourdes de Maizières-lès-Vic (Moselle, France)                                                                    | Maizières-lès-Vic                      | À l’entrée du village en venant de Bourdonnay, rue du Guéoir | Grotte maçonnée, ex-voto de la paroisse 1939-1961, au dos de laquelle il y a un monument aux morts |                                              |                             |
| | Meisenthal                             | Devant le cimetière | Fait office de monument aux morts | 48° 34′ 33″ N, 7° 12′ 42″ E                  |                             |
| | Menskirch                              | À côté de l’église | Fait office de monument aux morts |                                              |                             |
| Grotte de Lourdes de Merten (Moselle, France)                                                                               | Merten                                 | À l’entrée du cimetière | |                                              |                             |
| | Mittelbronn                            | À côté de l'église | |                                              |                             |
| | Mittersheim                            | Accolée à l’arrière de l’église, dans le bas d’une tour | |                                              |                             |
| | Mondorff                               | Lieu-dit Kaaschtel, près du Gander | |                                              |                             |
| | Montbronn                              | Chemin Enchenberg | | 48° 35′ 43″ N, 7° 11′ 34″ E                  |                             |
| Grotte de Lourdes de Morhange (Moselle, France)                                                                             | Morhange                               | Rue Saint-Pierre, à gauche du groupe scolaire Jeanne-d'Arc | |                                              |                             |
| | Moulins-lès-Metz                       | Ermitage Saint-Jean | |                                              |                             |
| | Narbéfontaine                          | À côté de l’église Saint-Georges | Érigée en 1905 par le Chanoine J.B. Perquin, curé du village ; est agrandie en 1950 |                                              |                             |
| | Neufgrange                             | À gauche du cimetière | Érigée par les pères spiritains de l'institut Saint-Joseph |                                              |                             |
| | Neunkirch-lès-Sarreguemines            | | Nommé curé de la paroisse Saint-Denis à Neunkirch, en 1958, l’abbé Jean Fourny exprime de suite le désir d’y ériger une grotte ; elle est inaugurée le 11 septembre 1960 |                                              |                             |
| Grotte de Lourdes de Niedervisse (Moselle, France)                                                                          | Niedervisse                            | Route du Ban-Saint-Jean | |                                              |                             |
| Grotte de Lourdes de Nitting (Moselle, France)                                                                              | Nitting                                | Rue de l'Abbé Jean Colson à l'arrière de l'église | |                                              |                             |
| Grotte de Lourdes de Norroy-le-Veneur (Moselle, France)                                                                     | Norroy-le-Veneur                       | Devant l'église Saint-Pierre | |                                              |                             |
| | Novéant-sur-Moselle                    | | Érigée en 1935, selon le vœu de l’abbé Henrion, avec des pierres des forêts avoisinantes et mise en œuvre par l’entreprise Balosso Frères ; les statues en fonte sont sorties des ateliers Pierson de Vaucouleurs | 49° 01′ 31″ N, 6° 02′ 48″ E                  |                             |
| | Obergailbach                           | À droite de l'église | |                                              |                             |
| | Obervisse                              | En bordure de la route vers Boulay | Érigée en 1986-1987, bénie par l’évêque de Metz le 4 juin 1988 |                                              |                             |
| Grotte de Lourdes de Oeting (Moselle, France)                                                                               | Œting                                  | Parvis de l’église | Remaniée en 2005 |                                              |                             |
| | Petite-Rosselle                        | Presbytère Saint-Théodore | Ancienne grotte du quartier Wendel-sud, arrachée en 2012 |                                              |                             |
| | Petit-Réderching                       | À droite de l’église | Construite dans les années cinquante et restaurée en 2015 |                                              |                             |
| | Phalsbourg                             | Lieu-dit Bois-de-Chênes-du-Bas | | 48° 26′ 44″ N, 7° 09′ 09″ E                  |                             |
| | Porcelette                             | Rue Notre-Dame | |                                              |                             |
| | Racrange                               | Devant le cimetière | |                                              |                             |
| Rahling-grotte de Lourdes église Saint-Christophe                                                                           | Rahling                                | À gauche de l’église | Érigée en 1963 | 48° 35′ 34″ N, 7° 07′ 32″ E                  |                             |
| Grotte de Lourdes de Réding (Moselle, France)                                                                               | Réding                                 | Chemin du Tingelberg | Érigée en 1953, en signe de reconnaissance à la Vierge pour sa protection pendant la guerre |                                              |                             |
| Grotte de Lourdes de Rémelfing (Moselle, France)                                                                            | Rémelfing                              | À gauche de l’église | |                                              |                             |
| Grotte de Lourdes de Rémering (Moselle, France)                                                                             | Rémering                               | Sur les hauteurs du Daubenberg | Construite en 1947, par les Malgré Nous |                                              |                             |
| | Retonfey                               | | Érigée par Louis Pister (sur un vœu de la construire s’il sortait vivant de la deuxième guerre mondiale) et des bénévoles, bénie le 22 octobre 1961 |                                              |                             |
| | Richeling                              | Devant l'église Notre-Dame | |                                              |                             |
| | Réchicourt-le-Château                  | Au chevet de l'église | | À vérifier                                   |                             |
| | Réchicourt-le-Château                  | Route de Bataville (D 408) | | 48° 40′ 21″ N, 6° 49′ 41″ E                  |                             |
| | Reyersviller                           | | Une grotte privée | 49° 01′ 22″ N, 7° 14′ 03″ E                  |                             |
| Grotte de Lourdes de Rohrbach-lès-Bitche (Moselle, France)                                                                  | Rohrbach-lès-Bitche                    | À côté de l’église | Érigée en 1954 |                                              |                             |
| | Rolbing                                | À droite de l'église | Érigée en 1927 | 49° 06′ 08″ N, 7° 15′ 44″ E                  |                             |
| | Roppeviller                            | Devant l'église | | 49° 03′ 37″ N, 7° 18′ 09″ E                  |                             |
| | Rosbruck                               | À côté de l'église Saint-Hubert | Érigée en 1951, rasée en 1960 |                                              |                             |
| Carte postale ancienne - Grotte de Lourdes de Rosselange · Vierge de l'ex-grotte de Lourdes de Rosselange (Moselle, France) | Rosselange                             | Devant l'église Saint-Georges | La grotte n'existe plus depuis la modification du parvis de l'église en 1970. On retrouve la statue de la Vierge à gauche de l'église. |                                              |                             |
| | Saint-Avold                            | Esplanade de la Basilique Notre-Dame-de-Bon-Secours | Grotte déjà en place en 1900, réaménagée en 1960 |                                              |                             |
| | Saint-Avold                            | Quartier Jeanne-d’Arc | |                                              |                             |
| | Saint-Louis                            | Rue des Jardins | | 48° 25′ 48″ N, 7° 06′ 41″ E                  |                             |
| | Saint-Louis-lès-Bitche                 | Près de l'église | |                                              |                             |
| | Salonnes                               | 8 rue Principale | |                                              |                             |
| | Sarralbe                               | Dans le cimetière | |                                              |                             |
| | Sarralbe                               | Quartier Rech, devant l'église | Fait office de monument aux morts de la Première Guerre mondiale |                                              |                             |
| | Sarreguemines                          | Rue des Hêtres | Érigée par Antoine Winterstein et ses amis, en 1985 ; le père Flicker offre la statue de la Vierge et l'abbé Walh ramène de Lourdes la statue de Sainte-Bernadette |                                              |                             |
| | Sarreguemines                          | Quartier Beausoleil | Grotte dite Notre-Dame du Hagwald |                                              |                             |
| | Sarreguemines                          | Lieu-dit Rodenbitzchen, quartier Neunkich | Bénie le 11 septembre 1960 par le chanoine Guy Dieter, archiprêtre de Sarreguemines |                                              |                             |
| Grotte de Lourdes de Sarreinsming (Moselle, France)                                                                         | Sarreinsming                           | Grand'rue | |                                              |                             |
| | Schaeferhof                            | Rue des Écoles, à l’orée de la forêt | Érigée en 1978 |                                              |                             |
| | Schmittviller                          | Dans le cimetière | Fait office de monument aux morts |                                              |                             |
| | Schoeneck                              | À gauche de l'église | |                                              |                             |
| | Schoeneck                              | | Grotte privée |                                              |                             |
| | Schorbach                              | Rue de la Grotte, un peu à l'écart de la localité, à proximité d'une source                                                                                      | | 49° 02′ 36″ N, 7° 14′ 34″ E                  |                             |
| | Seingbouse                             | En face du nouveau cimetière | | 49° 03′ 51″ N, 6° 29′ 40″ E                  |                             |
| | Siersthal                              | À droite de l’entrée de l’église | | 49° 01′ 24″ N, 7° 12′ 18″ E                  |                             |
| | Soucht                                 | Dans la forêt, au nord du village | |                                              |                             |
| | Spicheren                              | À droite de l'église | |                                              |                             |
| | Stiring-Wendel                         | Derrière la résidence de l'ancienne mairie, boulevard Saint-Joseph                                                                                               | |                                              |                             |
| Grotte de Lourdes de Talange (Moselle, France)                                                                              | Talange                                | A gauche de l'église Jésus-Ouvrier | Année 1961 indiquée sur le portail |                                              |                             |
| | Tenteling                              | Dans la zone de loisirs, sur la côte du Grauberg | |                                              |                             |
| Grotte de Lourdes de Téterchen (Moselle, France)                                                                            | Téterchen                              | | Construite au début des années 1960 |                                              |                             |
| | Teting-sur-Nied                        | Route de Faulquemont | Grotte intégrée au monument érigé en 1955 |                                              |                             |
| | Théding                                | À droite du cimetière | |                                              |                             |
| | Uckange                                | Près de l’église Sainte-Barbe | Construite en 1923 ; elle est un grand lieu de pèlerinage (en 1933 : près de 4 000 pèlerins)[réf. souhaitée] |                                              |                             |
| Grotte de Lourdes de Varsberg (Moselle, France)                                                                             | Varsberg                               | Devant le cimetière | Érigée en 1990 |                                              |                             |
| | Vatimont                               | Devant l’église | Érigée en souvenir du Jubilé de la Rédemption de 1935 |                                              |                             |
| | Vaudreching                            | Ancien jardin du presbytère, près de l’église | Érigée en 1966, bénie le 15 août 1966 par Pierre Borne, père abbé de l’abbaye bénédictine de Tholey | 48° 50′ 28″ N, 7° 10′ 42″ E                  |                             |
| | Veckersviller                          | À l'arrière de l’église Saint-Gall | |                                              |                             |
| | Viller                                 | Devant l’église Saint-Jacques | Grotte et monument aux morts |                                              |                             |
| Grotte de Lourdes de Villing (Moselle, France)                                                                              | Villing                                | À gauche de l’église | |                                              |                             |
| | Vittersbourg                           | | Édifiée par les habitants de la commune en 1935 |                                              |                             |
| | Volmerange-lès-Boulay                  | Face à la mairie | |                                              |                             |
| | Waldhouse                              | Route de Dorst | Bénie le 16 mai 1996 | 49° 05′ 05″ N, 7° 16′ 26″ E                  |                             |
| | Walschbronn                            | Dans les ruines du château du Weckerburg | | 49° 05′ 08″ N, 7° 17′ 25″ E                  |                             |
| Grotte de Lourdes de Walsheid (Moselle, France)                                                                             | Walscheid                              | À côté du cimetière militaire français, rue Jeanne d'Arc | |                                              |                             |
| Grotte de Lourdes de Wiesviller (Moselle, France)                                                                           | Wiesviller                             | Rue du Moulin | Érigée en 1939 par l'abbé Alphonse Hoellinger |                                              |                             |
| Grotte de Lourdes de Wittring (Moselle, France)                                                                             | Wittring                               | Dans la chapelle Notre-Dame | |                                              |                             |
| Grotte de Lourdes de Woelfling-lès-Sarreguemines (Moselle, France)                                                          | Wœlfling-lès-Sarreguemines             | Rue de l'École (grotte privée) | |                                              |                             |
| | Woippy                                 | À l’entrée de l'église Saint-Étienne | Construite en 1902, au vœu de Mélanie Baugenez (née Fenot) ; la statue de Bernadette, détruite par les Allemands en 1940, est remplacée en 1954 | 49° 08′ 59″ N, 6° 08′ 51″ E                  |                             |
| Grotte de Lourdes de Woustviller (Moselle, France)                                                                          | Woustviller                            | Rue de la Forêt | |                                              |                             |
| Grotte de Lourdes de Yutz (Moselle, France)                                                                                 | Yutz                                   | Devant l'église Saint-Nicolas | |                                              |                             |
| | Zimming                                | Au sud-ouest du village | |                                              |                             |
| Nièvre |                                        | | |                                              |                             |
| | Nevers                                 | Congrégation des Sœurs de la Charité, espace Saint-Gildard | 1884, à la demande de Mère Marie-Thérèse Vauzou, supérieure générale et maîtresse des Novices de Bernadette |                                              |                             |
| | Saint-Bonnot                           | Près de la chapelle Notre-Dame-du-Charme | Elle est construite en 1945 par le curé Bion en mémoire des résistants |                                              |                             |
| Nord |                                        | | |                                              |                             |
| | Anor                                   | Rue de la Vieille Verrerie, chemin de terre passant près de l'ancienne Verrerie Blanche                                                                          | | 49° 59′ 00″ N, 4° 05′ 58″ E À vérifier       |                             |
| | Bersée                                 | Derrière l'église | 1947 |                                              |                             |
| | Boeschepe                              | | | 50° 47′ 45″ N, 2° 39′ 10″ E                  |                             |
| | Boussières-sur-Sambre                  | | |                                              |                             |
| | Bouvines                               | Au chevet de l'église Saint-Pierre | |                                              |                             |
| | Chéreng                                | Dans le narthex de l'église Saint-Vaast. | |                                              |                             |
| | Clairfayts                             | Chapelle Notre-Dame-de-Lourdes | |                                              |                             |
| | Clairmarais                            | | Le pèlerinage du 15 août serait le plus important en France au nord de la Seine[réf. nécessaire] |                                              |                             |
| | Eppe-Sauvage                           | Dans l'église | | 50° 07′ 11″ N, 4° 10′ 42″ E                  |                             |
| | Erchin                                 | | | 50° 19′ 07″ N, 3° 10′ 04″ E                  |                             |
| | Famars                                 | | |                                              |                             |
| | Féchain                                | | |                                              |                             |
| | Fourmies                               | Rue A. Renaud | | 50° 01′ 24″ N, 4° 03′ 51″ E                  |                             |
| | Frasnoy                                | À côte de l'église | | 50° 15′ 21″ N, 3° 39′ 51″ E                  |                             |
| | Fressain                               | | |                                              |                             |
| | Grand-Fort-Philippe                    | Au bout de la rue du Calvaire, au pied calvaire des marins, en bordure de mer                                                                                    | Inauguré et béni par Achille Liénart, évêque de Lille, le 7 septembre 1947, en souvenir de leurs morts et en reconnaissance de la protection de leur patronne Notre Dame de Grâce durant la guerre 1939-1944 ; architectes : Delcourt et Bruyant, entrepreneur : Cuisiniers Fils | 51° 00′ 21″ N, 2° 06′ 12″ E                  |                             |
| | Haspres                                | Dans l'église | | 50° 15′ 27″ N, 3° 24′ 59″ E                  |                             |
| | Landas                                 | Dans l'église | | 50° 28′ 24″ N, 3° 18′ 02″ E                  |                             |
| | Lécluse                                | | |                                              |                             |
| | Marly                                  | Dans l'église | |                                              |                             |
| | Monchaux-sur-Écaillon                  | À côté de l'église | | 50° 17′ 13″ N, 3° 27′ 23″ E À affiner        |                             |
| | Neuf-Mesnil                            | | | À affiner                                    |                             |
| | Neuville-en-Avesnois                   | À côté de l'église | | 50° 11′ 54″ N, 3° 34′ 50″ E À affiner        |                             |
| | Ohain                                  | Dans l'église saint Martin | |                                              |                             |
| | Preux-au-Bois                          | | |                                              |                             |
| | Preux-aux-Bois                         | | |                                              |                             |
| | Prisches                               | Dans l'église Saint-Nicolas | | 50° 04′ 43″ N, 3° 46′ 11″ E                  |                             |
| | Le Quesnoy                             | | |                                              |                             |
| | Quiévelon                              | | |                                              |                             |
| | Raismes                                | Dans l'église Saint-Nicolas | | 50° 23′ 30″ N, 3° 28′ 55″ E                  |                             |
| | Ramousies                              | Dans l'église | | 50° 06′ 57″ N, 4° 02′ 12″ E                  |                             |
| | Rosult                                 | Oratoire, rue des Rosiers | | 50° 26′ 51″ N, 3° 21′ 28″ E                  |                             |
| | Ruesnes                                | | |                                              |                             |
| | Sains-du-Nord                          | | | 50° 05′ 45″ N, 4° 00′ 39″ E À vérifier       |                             |
| | Solre-le-Château                       | | | 50° 10′ 22″ N, 4° 05′ 31″ E À vérifier       |                             |
| | Templeuve-en-Pévèle                    | Dans le narthex de l'église Saint-Martin. | |                                              |                             |
| | Warlaing                               | | |                                              |                             |
| | Watten                                 | En l'église Saint-Gilles | | 50° 49′ 55″ N, 2° 12′ 47″ E                  |                             |
| | Wignehies                              | Chapelle de l'église Saint-Étienne | | 50° 00′ 59″ N, 4° 00′ 27″ E                  |                             |
| Oise |                                        | | |                                              |                             |
| | Amblainville                           | Dans l'église Saint-Martin | | 49° 12′ 04″ N, 2° 07′ 12″ E                  |                             |
| | Compiègne                              | Dans l'église Saint-Antoine | | 49° 24′ 58″ N, 2° 49′ 22″ E                  |                             |
| | Fresnoy-le-Luat                        | Près de l'église Saint-Martin | | 49° 12′ 37″ N, 2° 46′ 09″ E                  |                             |
| | Saint-Remy-en-l'Eau                    | Devant l'église | | 49° 28′ 12″ N, 2° 25′ 43″ E                  |                             |
| | Verneuil-en-Halatte                    | Dans l'église Saint-Honoré | | 49° 16′ 29″ N, 2° 31′ 01″ E                  |                             |
| Orne |                                        | | |                                              |                             |
| | La Ferrière-aux-Étangs                 | Le Mont-Brûlé | |                                              |                             |
| | Landisacq                              | | Édifiée par des carriers, vers 1920 |                                              |                             |
| Pas-de-Calais |                                        | | |                                              |                             |
| | Balinghem                              | Parc du chemin de croix | | 50° 51′ 29″ N, 1° 56′ 23″ E                  |                             |
| | Beuvrequen                             | À l'entrée de l'église Saint-Maxime | | 50° 48′ 06″ N, 1° 39′ 47″ E                  |                             |
| | Clairmarais                            | | | 50° 46′ 33″ N, 2° 20′ 40″ E                  |                             |
| | Delettes                               | | |                                              |                             |
| | Éperlecques                            | Dans l'église Saint-Léger | | 50° 48′ 19″ N, 2° 09′ 10″ E                  |                             |
| | Febvin-Palfart                         | | |                                              |                             |
| | Guarbecque                             | | |                                              |                             |
| | Haucourt                               | à 30 m de l'église, à l'orée du bosquet | | 50° 14′ 54″ nord, 2° 57′ 15″ est             |                             |
| | Herbinghen                             | Alembon, jardin de l'église | | 50° 47′ 03″ N, 1° 53′ 16″ E                  |                             |
| | Houlle                                 | | |                                              |                             |
| | Polincove                              | Dans l'église Saint-Léger | | 50° 50′ 51″ N, 2° 05′ 22″ E                  |                             |
| | Recques-sur-Hem                        | Dans l'église Saint-Wandrille | | 50° 50′ 10″ N, 2° 05′ 19″ E                  |                             |
| | Roëllecourt                            | | |                                              |                             |
| | Thérouanne                             | Dans l'église Saint-Martin | | 50° 38′ 11″ N, 2° 15′ 30″ E                  |                             |
| Puy-de-Dôme |                                        | | |                                              |                             |
| | Manzat                                 | Au sud-est de l'église, sur la colline qui domine le bourg, sur la Voie romaine entre la rue de la Tour et la rue du Frête                                       | Consacrée en 1946 | 45° 57′ 37″ N, 2° 56′ 42″ E                  |                             |
| Rhône |                                        | | |                                              |                             |
| | Sainte-Catherine                       | Grotte de Chateauvieux | |                                              |                             |
| | Chabanière                             | montée des Roches | sanctuaire | 45° 37′ 02″ N, 4° 38′ 06″ E                  |                             |
| Saône-et-Loire |                                        | | |                                              |                             |
| | Cronat                                 | Dans l'église | | 46° 43′ 19″ N, 3° 40′ 59″ E                  |                             |
| Seine-Maritime |                                        | | |                                              |                             |
| | Auffay                                 | Collégiale Notre-Dame d'Auffay | Située en face du presbytère, derrière la collégiale, elle se trouvait à l'origine à l'intérieur de l'édifice. À la suite de la restauration de la Collégiale, elle fut démontée et installée à l'extérieur. |                                              |                             |
| Seine-Saint-Denis |                                        | | |                                              |                             |
| | Montfermeil                            | Église Jésus-Adolescent de Franceville | Au fond du jardin, derrière le presbytère. Elle a été construite en 1974. |                                              |                             |
| Somme |                                        | | |                                              |                             |
| | Abbeville                              | Quartier de Rouvroy, à droite de l'église Saint-Jean-Baptiste | Masquée par la végétation |                                              |                             |
| | Hérissart                              | À droite de l'église | |                                              |                             |
| | Nouvion                                | Face au portail de l'église | |                                              |                             |
| | Ponthoile                              | Route de Morlay | |                                              |                             |
| | Picquigny                              | En contrebas du château et de la collégiale | Cavité dans la falaise de craie |                                              |                             |
| | Saint-Quentin-la-Motte-Croix-au-Bailly | Derrière la stèle aux aviateurs abattus en 1939-1945 | Abandonnée |                                              |                             |
| | Villers-Bretonneux                     | D 23, en direction de Fouilloy | Au pied du calvaire, avant le Mémorial australien |                                              |                             |
| | Vron                                   | Rue de la grotte | |                                              |                             |
| Val-d'Oise |                                        | | |                                              |                             |
| | Beaumont-sur-Oise                      | Dans le jardin du pensionnat Jeanne-D'Arc | | 49° 08′ 41″ N, 2° 17′ 20″ E                  |                             |
| Var |                                        | | |                                              |                             |
| | Bagnols-en-Forêt                       | | |                                              |                             |
| Vendée |                                        | | |                                              |                             |
| | La Bernardière                         | | |                                              |                             |
| | Chavagnes-en-Paillers                  | À côté du moulin de Lourdes, en bord de la Petite Maine | 1875 | 46° 53′ 30″ N, 1° 14′ 41″ O                  |                             |
| | Cugand                                 | Lieu-dit la Grenotière, en bord de Sèvre Nantaise | | 47° 04′ 47″ N, 1° 15′ 47″ O                  |                             |
| | Les Essarts                            | Rue de la grotte | |                                              |                             |
| | Grosbreuil                             | Rue du Moulin (route de Nieul-le-Dolent) | | 46° 53′ 30″ N, 1° 14′ 41″ O                  |                             |
| | Le Poiré-sur-Vie                       | Lieu-dit la Jamonnière | 1934 | 46° 45′ 57″ N, 1° 30′ 41″ O                  |                             |
| | Montaigu-Vendée                        | Lieu-dit le Meslay | | 46° 58′ 27″ N, 1° 16′ 54″ O                  |                             |
| | Poiroux                                | Rue du Payré, lieu-dit Bellevue | | 46° 30′ 31″ N, 1° 32′ 07″ O                  |                             |
| | Remouillé                              | Rue Garreau, face à la rue du calvaire | Vierge seule, dans une niche au pied du calvaire | 47° 03′ 22″ N, 1° 22′ 33″ O                  |                             |
| | Saint-Étienne-du-Bois                  | Lieu-dit la Boulogne | Familles Barranger et Bossis, 1935 | 46° 50′ 56″ N, 1° 33′ 45″ O                  |                             |
| | Saint-Hilaire-de-Voust                 | Route de Fontenay-le-Comte | | 46° 35′ 10″ N, 0° 39′ 01″ O                  |                             |
| | Saint-Philbert-de-Bouaine              | Lieu-dit Landefrère | | 46° 59′ 01″ N, 1° 30′ 27″ O                  |                             |
| | Saint-Révérend                         | Rue de la Grotte, près de la D6 | | 46° 41′ 41″ N, 1° 49′ 37″ O À affiner        |                             |
| | Saligny                                | Derrière l'église | | 46° 48′ 23″ N, 1° 25′ 25″ O                  |                             |
| | Soullans                               | Route de Challans | | 46° 48′ 11″ N, 1° 53′ 48″ O                  |                             |
| | Vouvant                                | Au bord de la Mère | | 46° 34′ 12″ N, 0° 46′ 01″ O                  |                             |
| Vosges |                                        | | |                                              |                             |
| Grotte de Lourdes d'Anglemont (Vosges, France)                                                                              | Anglemont                              | Rue de la Chapelle | Année 1908 indiquée sur le fronton de la chapelle |                                              |                             |
| Grotte de Lourdes d'Autrey (Vosges, France)                                                                                 | Autrey (Vosges)                        | Parc de l'abbaye Notre-Dame d'Autrey | |                                              |                             |
| | Ban-de-Laveline                        | La grotte Notre-Dame-de-Lourdes se trouve derrière l'église et le cimetière, dans une cavité souterraine qui comporte une partie horizontale accessible.         | Grotte érigée en reconnaissance à la protection de Marie en 1944. |                                              |                             |
| Grotte de Lourdes de Celles-sur-Plaine (Vosges, France)                                                                     | Celles-sur-Plaine                      | A côté de l'église | Edifiée dans les années 1945-1946 à la suite du vœu du prêtre de l'époque. |                                              |                             |
| Grotte de Lourdes du Clerjus (Vosges, France)                                                                               | Le Clerjus                             | Au lieu-dit La Chaudeau | Construite en 1926 par Charles de Buyer, maître de forges ; bénie en 1932. |                                              |                             |
| Grotte de Lourdes d'Éloyes (Vosges, France)                                                                                 | Éloyes                                 | Rue des Chênes | Construite en 1888, bénie en 1889 |                                              |                             |
| Grotte de Lourdes de Hadol (Vosges, France)                                                                                 | Hadol                                  | En surplomb rue de la Croix Georges. | Erigée par la paroissiens de la commune suite après la Seconde Guerre mondiale |                                              |                             |
| Carte postale ancienne - Grotte de Lourdes de Raon-l'Étape · Grotte de Lourdes de Raon-l'Étape (Vosges, France)             | Raon-l'Étape                           | Rue Émile Marande | Aujourd'hui dans une propriété close. La statue de la Vierge a disparu, ainsi que les ex-voto. |                                              |                             |
| Grotte de Lourdes de Saint-Dié-des-Vosges (Vosges, France)                                                                  | Saint-Dié-des-Vosges                   | Rue de la Grotte | Inaugurée en 1886. |                                              |                             |
| | Saint-Étienne-lès-Remiremont           | Derrière l’église de l’Invention-de-Saint-Étienne | Érigée en ex-voto par l'Abbé Michel et ses paroissiens, bénie par Mcp Blanchet le 6 juin 1943 | 48° 01′ 27″ N, 6° 36′ 45″ E                  |                             |
| Grotte de Lourdes de Val d'Ajol (Vosges, France)                                                                            | Le Val-d'Ajol                          | Chemin de la grotte. | |                                              |                             |
| Grotte de Lourdes de Ventron (Vosges, France)                                                                               | Ventron                                | Devant l'Ermitage du frère Joseph | |                                              |                             |
| Yonne |                                        | | |                                              |                             |
| | Pourrain                               | | Bénie le 8 août 1954 par le père Riquet |                                              |                             |
| |                                        | | |                                              |                             |

### Hongrie
Classement alphabétique par Comitats.
| Image                  | Ville                  | Localisation (rue, lieu-dit, etc.)    | Autres détails (matériaux, année, commanditaire, etc.) | Coordonnées            |                        |                        |                        |                        |                        |                        |                        |
| Szabolcs-Szatmár-Bereg | Szabolcs-Szatmár-Bereg | Szabolcs-Szatmár-Bereg                | Szabolcs-Szatmár-Bereg                                 | Szabolcs-Szatmár-Bereg | Szabolcs-Szatmár-Bereg | Szabolcs-Szatmár-Bereg | Szabolcs-Szatmár-Bereg | Szabolcs-Szatmár-Bereg | Szabolcs-Szatmár-Bereg | Szabolcs-Szatmár-Bereg | Szabolcs-Szatmár-Bereg |
| ---------------------- | ---------------------- | ------------------------------------- | ------------------------------------------------------ | ---------------------- | ---------------------- | ---------------------- | ---------------------- | ---------------------- | ---------------------- | ---------------------- | ---------------------- |
|                        | Balkány                | Jardin de l'église catholique romaine | Rénovée en 2008                                        |                        |                        |                        |                        |                        |                        |                        |                        |
|                        |                        |                                       |                                                        |                        |                        |                        |                        |                        |                        |                        |                        |

### Irlande
Classement alphabétique par Provinces.
| Image    | Ville             | Localisation (rue, lieu-dit, etc.)                                            | Autres détails (matériaux, année, commanditaire, etc.) | Coordonnées                             |          |          |          |          |          |          |          |
| Connacht | Connacht          | Connacht                                                                      | Connacht                                               | Connacht                                | Connacht | Connacht | Connacht | Connacht | Connacht | Connacht | Connacht |
| -------- | ----------------- | ----------------------------------------------------------------------------- | ------------------------------------------------------ | --------------------------------------- | -------- | -------- | -------- | -------- | -------- | -------- | -------- |
|          | Caltra            | Jardin de l'église Notre-Dame-de-Lourdes                                      |                                                        | À affiner                               |          |          |          |          |          |          |          |
|          | Kilkerrin         | Cimetière du village de Creevaghbaun                                          |                                                        |                                         |          |          |          |          |          |          |          |
|          | Cartronabree      | Comté de Sligo                                                                |                                                        | 54° 13′ 57″ N, 8° 33′ 47″ O             |          |          |          |          |          |          |          |
| Leinster |                   |                                                                               |                                                        |                                         |          |          |          |          |          |          |          |
|          | Dublin            | Jardin de l'église Sainte-Catherine, Meath Street                             |                                                        | 53° 20′ 31″ N, 6° 16′ 42″ O             |          |          |          |          |          |          |          |
|          | Dublin            | Oblate Church of Mary Immaculate, Tyrconnell Road, Inchicore, Dublin D08 C6TW |                                                        |                                         |          |          |          |          |          |          |          |
|          | Dublin            | Carmel Saint-Joseph de Dublin                                                 |                                                        |                                         |          |          |          |          |          |          |          |
| Munster  |                   |                                                                               |                                                        |                                         |          |          |          |          |          |          |          |
|          | Caherkeen         | Au bord de la R575                                                            |                                                        | 51° 40′ 22″ N, 10° 01′ 45″ O À vérifier |          |          |          |          |          |          |          |
|          | Killarney         |                                                                               |                                                        |                                         |          |          |          |          |          |          |          |
|          | Ballinspittle     |                                                                               |                                                        | 51° 40′ 24″ N, 8° 35′ 17″ O             |          |          |          |          |          |          |          |
|          | Glengarriff       |                                                                               | Construite en 1950.                                    |                                         |          |          |          |          |          |          |          |
|          | Waterford         |                                                                               |                                                        | 52° 15′ 59″ N, 7° 06′ 08″ O             |          |          |          |          |          |          |          |
| Ulster   |                   |                                                                               |                                                        |                                         |          |          |          |          |          |          |          |
|          | Castlewellan (en) | Jardin de l'église Saint-Malachy, Main street                                 |                                                        | 54° 20′ 48″ N, 5° 39′ 47″ O À affiner   |          |          |          |          |          |          |          |
|          | Downpatrick       | Jardin de l'église Saint-Patrick, Saint Patricks Road                         |                                                        | 54° 20′ 48″ N, 5° 39′ 47″ O À affiner   |          |          |          |          |          |          |          |
|          | Gallonreagh       | Chapelle de Maudabawn, comté de Cavan                                         |                                                        |                                         |          |          |          |          |          |          |          |
|          | Urrismenagh       | Collines d'Urris dans la péninsule de Inishowen, comté de Donegal             |                                                        |                                         |          |          |          |          |          |          |          |
|          |                   |                                                                               |                                                        |                                         |          |          |          |          |          |          |          |

### Italie
Classement alphabétique par Régions.
| Image                                                                                               | Ville                   | Localisation (rue, lieu-dit, etc.)                                                   | Autres détails (matériaux, année, commanditaire, etc.)                                                                                | Coordonnées                        |                         |
| Frioul-Vénétie Julienne                                                                             | Frioul-Vénétie Julienne | Frioul-Vénétie Julienne                                                              | Frioul-Vénétie Julienne | Frioul-Vénétie Julienne            | Frioul-Vénétie Julienne |
| --------------------------------------------------------------------------------------------------- | ----------------------- | ------------------------------------------------------------------------------------ | --- | ---------------------------------- | ----------------------- |
| | Taipana                 | Monteaperta, près du rocher du Pied de la Madone                                     | |                                    |                         |
| Ligurie                                                                                             |                         |                                                                                      | |                                    |                         |
| Réplique de la grotte de Lourdes dans l'église Saint-Pierre-et-saint-Paul, Ceriana                  | Ceriana                 | Église Saint-Pierre-et-Saint-Paul (it)                                               | |                                    |                         |
| Réplique de la grotte de Lourdes à côté de la chapelle Saint-Antoine-de-Padoue de Montalto Carpasio | Montalto Carpasio       | A côté de la chapelle Saint-Antoine-de-Padoue                                        | | 43° 55′ 24,2″ N, 7° 50′ 39,3″ E    |                         |
| Grotte de la Vierge de Lourdes                                                                      | Pigna (Italie)          | Via Fossarel                                                                         | | 43° 56′ 01,3″ N, 7° 39′ 35,9″ E    |                         |
| | Triora                  | Entre la via San Dalmazzo et la via Poggio, au débouché de la via Madonna di Lourdes | | 43° 59′ 30,9″ N, 7° 46′ 02,2″ E    |                         |
| Piémont                                                                                             |                         |                                                                                      | |                                    |                         |
| | Moncrivello             | Parc de Trompone                                                                     | |                                    |                         |
| Trentin-Haut-Adige                                                                                  |                         |                                                                                      | |                                    |                         |
| | Monguelfo-Tesido        | Église Santa-Ingenuin                                                                | |                                    |                         |
| | Ortisei                 | Église Saint-Antoine-de-Padoue                                                       | | 46° 34′ 25,28″ N, 11° 40′ 24,96″ E |                         |
| Vatican                                                                                             |                         |                                                                                      | |                                    |                         |
| | Vatican                 | Jardins du Vatican                                                                   | La Grotte de Lourdes du Vatican est offerte par François-Xavier Schoepfer, évêque de Tarbes et de Lourdes, au Pape Léon XIII, en 1902 |                                    |                         |
| Vénétie                                                                                             |                         |                                                                                      | |                                    |                         |
| | Cerea                   | Église San-Vito-Martire                                                              | |                                    |                         |

### Liechtenstein
Classement alphabétique par Communes.
| Image   | Ville   | Localisation (rue, lieu-dit, etc.) | Autres détails (matériaux, année, commanditaire, etc.) | Coordonnées |         |         |         |         |         |         |         |
| Gamprin | Gamprin | Gamprin                            | Gamprin                                                | Gamprin     | Gamprin | Gamprin | Gamprin | Gamprin | Gamprin | Gamprin | Gamprin |
| ------- | ------- | ---------------------------------- | ------------------------------------------------------ | ----------- | ------- | ------- | ------- | ------- | ------- | ------- | ------- |
|         | Bendern |                                    |                                                        |             |         |         |         |         |         |         |         |
|         |         |                                    |                                                        |             |         |         |         |         |         |         |         |

### Lituanie
Classement alphabétique par Apskritis.
| Image       | Ville            | Localisation (rue, lieu-dit, etc.)                               | Autres détails (matériaux, année, commanditaire, etc.) | Coordonnées                        |        |        |        |        |        |        |        |
| Alytus      | Alytus           | Alytus                                                           | Alytus | Alytus                             | Alytus | Alytus | Alytus | Alytus | Alytus | Alytus | Alytus |
| ----------- | ---------------- | ---------------------------------------------------------------- | --- | ---------------------------------- | ------ | ------ | ------ | ------ | ------ | ------ | ------ |
|             | Nemunaitis (lt)  |                                                                  | 10x15 m dydžio lurdas, viduje grotos įrengtas altorius |                                    |        |        |        |        |        |        |        |
| Kaunas      |                  |                                                                  | |                                    |        |        |        |        |        |        |        |
|             | Nemakščiai       |                                                                  | | 55° 25′ 45″ N, 22° 46′ 20″ E       |        |        |        |        |        |        |        |
|             | Raseiniai        | Chapelle de Lourdes                                              | Statues de saint Dominique et sainte Catherine de Sienne | 55° 22′ 41,5″ N, 23° 07′ 19,61″ E  |        |        |        |        |        |        |        |
| Klaipėda    |                  |                                                                  | |                                    |        |        |        |        |        |        |        |
|             | Ablinga (lt)     |                                                                  | Construite vers 1930-1933 (Pastatytas apie 1930–1933 m.; Marijos statula apie 1,6 m aukščio, sumūryta 1,5x3 m grota)                                                                   |                                    |        |        |        |        |        |        |        |
|             | Gardamas (lt)    |                                                                  | Marija Lurdiškė apie 1,8 m aukščio |                                    |        |        |        |        |        |        |        |
|             | Inkakliai (lt)   |                                                                  | Marija Lurdiškė apie 1,8 m aukščio |                                    |        |        |        |        |        |        |        |
|             | Kartena (lt)     |                                                                  | Site minier (Pastatytas ant Minijos kranto; lauko akmenų įstiklinta niša su 1,6 m aukščio Marijos statula)                                                                             |                                    |        |        |        |        |        |        |        |
|             | Kretinga         |                                                                  | |                                    |        |        |        |        |        |        |        |
|             | Palanga          | Biruté                                                           | |                                    |        |        |        |        |        |        |        |
|             | Šarkė (lt)       |                                                                  | Pastatytas apie 1935 m |                                    |        |        |        |        |        |        |        |
|             | Užvėnai (lt)     | 2226 26                                                          | | 55° 34′ 36″ N, 21° 50′ 56″ E       |        |        |        |        |        |        |        |
| Marijampolė |                  |                                                                  | |                                    |        |        |        |        |        |        |        |
|             | Griškabūdis (lt) |                                                                  | Vers 1933 (Įrengtas iki 1933 m., nes tais metais išleistas atvirukas su lurdo koplyčios atvaizdu)                                                                                      |                                    |        |        |        |        |        |        |        |
|             | Plokščiai (lt)   |                                                                  | Įrengtas apaugusiame šlaite, 15 m ilgio ir 7 m aukščio, prie šaltinio |                                    |        |        |        |        |        |        |        |
|             | Sutkai (lt)      | Sur le côté sud de l'église                                      | Prie senosios bažnyčios, apie 2x3 m, taisyklingos simetrinės formos | 54° 59′ 21″ N, 23° 18′ 03″ E       |        |        |        |        |        |        |        |
| Panevėžys   |                  |                                                                  | |                                    |        |        |        |        |        |        |        |
|             | Saločiai         | 3116 1, au bord de la Musa, rive gauche                          | | 56° 13′ 34″ N, 24° 24′ 15″ E       |        |        |        |        |        |        |        |
|             | Skapiškis (lt)   | Dans le cimetière                                                | Įrengtas bažnyčios šventoriuje, apie 5 m aukščio ir 3 m pločio |                                    |        |        |        |        |        |        |        |
| Šiauliai    |                  |                                                                  | |                                    |        |        |        |        |        |        |        |
|             | Kuršėnai         | Šiauliai                                                         | 1950 (6x5 m dydžio lurdas su trimis navomis (arkomis), statytas apie 1950 m) | 56° 00′ 12,16″ N, 22° 56′ 23,77″ E |        |        |        |        |        |        |        |
|             | Pamūšis          |                                                                  | 1940 (Pastatytas apie 1940 m) |                                    |        |        |        |        |        |        |        |
|             | Papilė           |                                                                  | 2x3 m, sumūrytas iš lauko akmenų |                                    |        |        |        |        |        |        |        |
|             | Pašilė (lt)      |                                                                  | 1981 (Pastatytas apie 1981 m., Marijos Lurdiškės statulos aukštis apie 1,2 m, lurdo dydis apie 4x3x4 m)                                                                                |                                    |        |        |        |        |        |        |        |
| Tauragė     |                  |                                                                  | |                                    |        |        |        |        |        |        |        |
|             | Bijotai (lt)     |                                                                  | Érigée pour le 600e anniversaire de la ville, 60 t de pierres et 6 t de ciment. | 55° 28′ 15,36″ N, 22° 34′ 46,87″ E |        |        |        |        |        |        |        |
|             | Pajūris (lt)     |                                                                  | |                                    |        |        |        |        |        |        |        |
|             | Stakiai (lt)     | Dans le cimetière                                                | Įrengtas bažnyčios šventoriuje |                                    |        |        |        |        |        |        |        |
| Telšiai     |                  |                                                                  | |                                    |        |        |        |        |        |        |        |
|             | Kantaučiai (lt)  |                                                                  | Bénie en 1981 (Akmeninis mažas lurdas su Marijos Lurdiškės statula, pašventintas 1981 m)                                                                                               |                                    |        |        |        |        |        |        |        |
|             | Plateliai        | Dans l'église                                                    | Įrengtas bažnyčioje |                                    |        |        |        |        |        |        |        |
|             | Plungė           |                                                                  | |                                    |        |        |        |        |        |        |        |
|             | Seda             | Varduvos gatvė, près de l'église Mergelès Marijos (Vierge Marie) | | 56° 09′ 50″ N, 22° 05′ 24″ E       |        |        |        |        |        |        |        |
|             | Varniai          |                                                                  | Pastatytas 1914 m. Gyvojo Rožinio ir Blaivybės draugijos lėšomis |                                    |        |        |        |        |        |        |        |
| Utena       |                  |                                                                  | |                                    |        |        |        |        |        |        |        |
|             | Pienionys        |                                                                  | Une des plus anciennes de Lituanie ; construite dans un manoir (Vienas iš seniausių Lietuvoje, pastatytas vietos dvare; ilgis apie 10 m, aukštis apie 5 m, statula apie 1,8 m aukščio) |                                    |        |        |        |        |        |        |        |
|             | Švedriškė (lt)   |                                                                  | 1991 m. pašventintas atnaujintas lurdas | 55° 29′ 41″ N, 26° 03′ 44″ E       |        |        |        |        |        |        |        |
|             |                  |                                                                  | |                                    |        |        |        |        |        |        |        |

### Malte
Classement alphabétique par Régions.
| Image   | Ville       | Localisation (rue, lieu-dit, etc.)               | Autres détails (matériaux, année, commanditaire, etc.) | Coordonnées                        |      |      |      |      |      |      |      |
| Gozo    | Gozo        | Gozo                                             | Gozo                                                   | Gozo                               | Gozo | Gozo | Gozo | Gozo | Gozo | Gozo | Gozo |
| ------- | ----------- | ------------------------------------------------ | ------------------------------------------------------ | ---------------------------------- | ---- | ---- | ---- | ---- | ---- | ---- | ---- |
|         | Għajnsielem | Île de Comino                                    |                                                        | 36° 00′ 54,14″ N, 14° 19′ 26,15″ E |      |      |      |      |      |      |      |
| Sud-Est |             |                                                  |                                                        |                                    |      |      |      |      |      |      |      |
|         | Marsaskala  | Église paroissiale de Marsaskala, Triq iż-Żonqor |                                                        | 35° 51′ 58″ N, 14° 33′ 50″ E       |      |      |      |      |      |      |      |
|         |             |                                                  |                                                        |                                    |      |      |      |      |      |      |      |

### Pays-Bas
Classement alphabétique par États autonomes et Provinces.
| Image                   | Ville                 | Localisation (rue, lieu-dit, etc.)                                                       | Autres détails (matériaux, année, commanditaire, etc.) | Coordonnées                 |       |       |       |       |       |       |       |
| Aruba                   | Aruba                 | Aruba                                                                                    | Aruba | Aruba                       | Aruba | Aruba | Aruba | Aruba | Aruba | Aruba | Aruba |
| ----------------------- | --------------------- | ---------------------------------------------------------------------------------------- | --- | --------------------------- | ----- | ----- | ----- | ----- | ----- | ----- | ----- |
|                         | Sereo Preto           |                                                                                          | |                             |       |       |       |       |       |       |       |
| Brabant-Septentrional   |                       |                                                                                          | |                             |       |       |       |       |       |       |       |
|                         | Asten                 | Ommel                                                                                    | Construite en 1933, Monument national (516709) |                             |       |       |       |       |       |       |       |
|                         | Baerle-Nassau         | Nijhoven                                                                                 | Construite en 1920, Monument national (517138) | 51° 26′ 30″ N, 4° 56′ 44″ E |       |       |       |       |       |       |       |
|                         | Berg-op-Zoom          | Prins Bernhardlaan 66, à l'intérieur de l'église                                         | Construite en 1920, Monument national (517138) |                             |       |       |       |       |       |       |       |
|                         | Boxmeer               | Sambeek, Grotestraat 69                                                                  | Construite vers 1930, Monument national (525187) |                             |       |       |       |       |       |       |       |
|                         | Breda                 | Haagweg 1, à l'intérieur de l'église Sint-Annakerk                                       | Église classée Monument national (10191) | 51° 35′ 07″ N, 4° 45′ 47″ E |       |       |       |       |       |       |       |
|                         | Etten-Leur            | Francescolaan 171                                                                        | Construite en 1902, Monument national (525741) |                             |       |       |       |       |       |       |       |
|                         | Halderberge           | Oudenbosch, Markt 68, Collège Berchmanianum                                              | Construite en 1904, Monument national (521535) | 51° 35′ 18″ N, 4° 31′ 45″ E |       |       |       |       |       |       |       |
|                         | Katwijk               | Mariagaarde 4                                                                            | Construite en 1888, présence d'une roche-relique, Monument national (517525)                                                                                      | 51° 45′ 04″ N, 5° 52′ 17″ E |       |       |       |       |       |       |       |
|                         | Laarbeek              | Mariahout, Mariastraat 25                                                                | Construite vers 1935, Monument national (525193) | 51° 32′ 23″ N, 5° 34′ 19″ E |       |       |       |       |       |       |       |
|                         | Oss                   | Megen, Clarastraat 2                                                                     | Couvent des Clarisses de Saint-Joseph |                             |       |       |       |       |       |       |       |
|                         | Meierijstad           | Schijndel, dans le jardin des Sœurs de la Charité contre le mur de la chapelle           | Construite vers 1900, Monument national (517030) |                             |       |       |       |       |       |       |       |
|                         | Meierijstad           | Schijndel                                                                                | Grotte aujourd'hui détruite, |                             |       |       |       |       |       |       |       |
|                         | Rosendael             | Vincentiusstraat 3                                                                       | Construite en 1936 par les Sœurs franciscaines de Rosendael, Monument national (526025)                                                                           | 51° 35′ 18″ N, 4° 31′ 45″ E |       |       |       |       |       |       |       |
|                         | Rucphen               | Sint Willebrord, Dorpsstraat 117                                                         | Construite en 1925 pour remplacer une grotte de Lourdes construite en 1885, Monument national (525726)                                                            | 51° 33′ 09″ N, 4° 35′ 27″ E |       |       |       |       |       |       |       |
|                         | Waalwijk              | Waspik, Carmelietenstraat 58                                                             | Construite en 1925 dans le parc de l'ancien couvent des carmélites, Monument national (521833)                                                                    | 51° 40′ 35″ N, 4° 57′ 36″ E |       |       |       |       |       |       |       |
|                         | Zundert               | Molenstraat 13                                                                           | |                             |       |       |       |       |       |       |       |
| Frise                   |                       |                                                                                          | |                             |       |       |       |       |       |       |       |
|                         | De Fryske Marren      | Église Saint-Nicolas, village de Sint Nicolaasga, Kerkstraat 14                          | Construite en 1935 au retour d'un pèlerinage à Lourdes en remerciement d'une guérison, Monument national (514069)                                                 | 52° 55′ 23″ N, 5° 44′ 44″ E |       |       |       |       |       |       |       |
| Groningue               |                       |                                                                                          | |                             |       |       |       |       |       |       |       |
|                         | Westerwolde           | Laudermarke, village de Ter Apel, ancienne commune de Vlagtwedde                         | |                             |       |       |       |       |       |       |       |
| Gueldre                 |                       |                                                                                          | |                             |       |       |       |       |       |       |       |
|                         | Aalten                | Bredevoort                                                                               | | 51° 56′ 41″ N, 6° 37′ 03″ E |       |       |       |       |       |       |       |
|                         | Nimègue               | 113 Hatertseweg, église Notre-Dame-de-Lourdes                                            | | 51° 49′ 25″ N, 5° 51′ 10″ E |       |       |       |       |       |       |       |
|                         | Wijchen               | Tienakker                                                                                | | 51° 48′ 23″ N, 5° 43′ 23″ E |       |       |       |       |       |       |       |
| Hollande-Méridionale    |                       |                                                                                          | |                             |       |       |       |       |       |       |       |
|                         | Bodegraven-Reeuwijk   | Bodegraven, De Meije, église Notre-Dame-de-la-Nativité                                   | | 52° 07′ 17″ N, 4° 47′ 38″ E |       |       |       |       |       |       |       |
|                         | Krimpenerwaard        | Schoonhoven                                                                              | | 51° 56′ 48″ N, 4° 51′ 17″ E |       |       |       |       |       |       |       |
|                         | La Haye               | Schéveningue, A.J. Kropholler Complex, RK Onze Lieve Vrouw van Lourdeskapel              | | 52° 06′ 36″ N, 4° 17′ 00″ E |       |       |       |       |       |       |       |
|                         | Nieuwkoop             | Noordeinde                                                                               | |                             |       |       |       |       |       |       |       |
| Hollande-Septentrionale |                       |                                                                                          | |                             |       |       |       |       |       |       |       |
|                         | Amsterdam             | Amsterdam-Est, Gravesandestraat 51                                                       | Monument national (526946) | 52° 21′ 39″ N, 4° 55′ 01″ E |       |       |       |       |       |       |       |
|                         | Hoorn                 | Zwaag                                                                                    | |                             |       |       |       |       |       |       |       |
|                         | Medemblik             | Rue Westerdijk                                                                           | |                             |       |       |       |       |       |       |       |
| Limbourg                |                       |                                                                                          | |                             |       |       |       |       |       |       |       |
|                         | Beekdaelen            | Arensgenhout, Kampstraat 23                                                              | | 50° 53′ 12″ N, 5° 50′ 27″ E |       |       |       |       |       |       |       |
|                         | Beekdaelen            | Wijnandsrade, Opfergeltstraat 3                                                          | | 50° 54′ 11″ N, 5° 53′ 00″ E |       |       |       |       |       |       |       |
|                         | Beekdaelen            | Schimmert                                                                                | | 50° 54′ 53″ N, 5° 49′ 39″ E |       |       |       |       |       |       |       |
|                         | Brunssum              | Groeneweg 6                                                                              | | 50° 57′ 25″ N, 5° 57′ 33″ E |       |       |       |       |       |       |       |
|                         | Echt-Susteren         | Koningsbosch, Kerkstraat 119, jardin du couvent des Sœurs de la Charité du Précieux-Sang | Construite en 1905, Monument national (525541) |                             |       |       |       |       |       |       |       |
|                         | Eijsden-Margraten     | Banholt                                                                                  | | 50° 47′ 25″ N, 5° 48′ 35″ E |       |       |       |       |       |       |       |
|                         | Eijsden-Margraten     | Bemelen                                                                                  | | 50° 50′ 42″ N, 5° 46′ 02″ E |       |       |       |       |       |       |       |
|                         | Eijsden-Margraten     | Cadier en Keer, Missiehuis, Rijksweg 15                                                  | Construite vers 1892, Monument national (491714) | 50° 50′ 18″ N, 5° 45′ 18″ E |       |       |       |       |       |       |       |
|                         | Eijsden-Margraten     | Cadier en Keer, Pater Kustersweg                                                         | | 50° 50′ 07″ N, 5° 44′ 50″ E |       |       |       |       |       |       |       |
|                         | Eijsden-Margraten     | Eijsden                                                                                  | | 50° 46′ 43″ N, 5° 42′ 28″ E |       |       |       |       |       |       |       |
|                         | Eijsden-Margraten     | Mariadorp                                                                                | | 50° 46′ 27″ N, 5° 43′ 24″ E |       |       |       |       |       |       |       |
|                         | Eijsden-Margraten     | Rijckholt                                                                                | |                             |       |       |       |       |       |       |       |
|                         | Fauquemont-sur-Gueule | Cauberg 16                                                                               | | 50° 51′ 45″ N, 5° 49′ 41″ E |       |       |       |       |       |       |       |
|                         | Fauquemont-sur-Gueule | Houthem                                                                                  | | 50° 52′ 28″ N, 5° 46′ 54″ E |       |       |       |       |       |       |       |
|                         | Gulpen-Wittem         | Eys                                                                                      | | 50° 49′ 34″ N, 5° 56′ 08″ E |       |       |       |       |       |       |       |
|                         | Gulpen-Wittem         | Landsrade                                                                                | | 50° 47′ 11″ N, 5° 53′ 07″ E |       |       |       |       |       |       |       |
|                         | Gulpen-Wittem         | Slenaken                                                                                 | | 50° 46′ 14″ N, 5° 51′ 49″ E |       |       |       |       |       |       |       |
|                         | Kerkrade              | Kapelweg 5, église Saint-Joseph à Kaalheide                                              | Construite en 1938, Monument national (513746) |                             |       |       |       |       |       |       |       |
|                         | Maastricht            | Amby, Severenstraat                                                                      | |                             |       |       |       |       |       |       |       |
|                         | Maastricht            | Itteren, Brigidastraat 66                                                                | | 50° 53′ 56″ N, 5° 42′ 01″ E |       |       |       |       |       |       |       |
|                         | Maastricht            | Sint-Pieter, Ursulinenweg 3                                                              | Grotte de Lourdes la plus ancienne des Pays-Bas, construite en 1880 dans le jardin de la Villa Maaszicht pour la famille Claerenboets, Monument national (506692) | 50° 49′ 44″ N, 5° 41′ 39″ E |       |       |       |       |       |       |       |
|                         | Maastricht            | Couvent des Sœurs de la Charité de Saint Charles                                         | | 50° 49′ 44″ N, 5° 41′ 39″ E |       |       |       |       |       |       |       |
|                         | Maastricht            | Ancien jardin du couvent des Sœurs de la Charité de la Providence                        | | 50° 50′ 06″ N, 5° 43′ 48″ E |       |       |       |       |       |       |       |
|                         | Meerssen              | Bunde                                                                                    | | 50° 54′ 04″ N, 5° 44′ 32″ E |       |       |       |       |       |       |       |
|                         | Meerssen              | De Damiaan                                                                               | | 50° 53′ 08″ N, 5° 45′ 50″ E |       |       |       |       |       |       |       |
|                         | Meerssen              | Kookstraat                                                                               | | 50° 53′ 11″ N, 5° 45′ 18″ E |       |       |       |       |       |       |       |
|                         | Ruremonde             | Kapellerlaan                                                                             | |                             |       |       |       |       |       |       |       |
|                         | Simpelveld            | Schimmert                                                                                | | 50° 50′ 11″ N, 5° 59′ 21″ E |       |       |       |       |       |       |       |
|                         | Venlo                 | Steyl, Zustersstraat 20, jardin du couvent du Sacré-Cœur des Sœurs missionnaires         | Monument national (528337) | 51° 20′ 16″ N, 6° 07′ 28″ E |       |       |       |       |       |       |       |
|                         | Venlo                 | Steyl, Sint Michaelstraat 7, jardin des Sœurs missionnaires servantes du Saint-Esprit    | Construite en 1922 par des soldats de la Première Guerre Mondiale, Monument national (528361)                                                                     | 51° 20′ 06″ N, 6° 07′ 19″ E |       |       |       |       |       |       |       |
| Overijssel              |                       |                                                                                          | |                             |       |       |       |       |       |       |       |
|                         | Enschede              |                                                                                          | | 52° 13′ 00″ N, 6° 56′ 44″ E |       |       |       |       |       |       |       |
|                         | Hof van Twente        | Goor                                                                                     | | 52° 14′ 24″ N, 6° 35′ 38″ E |       |       |       |       |       |       |       |
|                         | Losser                | De Lutte                                                                                 | | 52° 18′ 54″ N, 6° 59′ 09″ E |       |       |       |       |       |       |       |
|                         | Raalte                | Luttenberg                                                                               | Construite en 1914, Monument national (513678) | 52° 24′ 19″ N, 6° 21′ 59″ E |       |       |       |       |       |       |       |
|                         | Tubbergen             | Langeveen                                                                                | Presbytère de la paroisse Saint-Pancrace |                             |       |       |       |       |       |       |       |
|                         | Twenterand            | Vriezenveen                                                                              | | 52° 24′ 52″ N, 6° 37′ 46″ E |       |       |       |       |       |       |       |
| Zélande                 |                       |                                                                                          | |                             |       |       |       |       |       |       |       |
|                         | Borsele               | Heinkenszand, Kerkdreef 6                                                                | Construite en 1911 au nord-est de l'église Saint-Blaise, Monument national (509200)                                                                               |                             |       |       |       |       |       |       |       |
|                         | Zuiddorpe             | Dorpsplein 1                                                                             | Construite en 1888, aujourd'hui disparue |                             |       |       |       |       |       |       |       |
|                         |                       |                                                                                          | |                             |       |       |       |       |       |       |       |

### Pologne
Classement alphabétique par Voïvodies.
| Image   | Ville    | Localisation (rue, lieu-dit, etc.) | Autres détails (matériaux, année, commanditaire, etc.) | Coordonnées |         |         |         |         |         |         |         |
| Mazovie | Mazovie  | Mazovie                            | Mazovie                                                | Mazovie     | Mazovie | Mazovie | Mazovie | Mazovie | Mazovie | Mazovie | Mazovie |
| ------- | -------- | ---------------------------------- | ------------------------------------------------------ | ----------- | ------- | ------- | ------- | ------- | ------- | ------- | ------- |
|         | Varsovie | Parc de l'église Saint-Stanislas   |                                                        |             |         |         |         |         |         |         |         |
|         |          |                                    |                                                        |             |         |         |         |         |         |         |         |

### Royaume-Uni
Classement alphabétique par Comtés.
| Image                    | Ville                    | Localisation (rue, lieu-dit, etc.) | Autres détails (matériaux, année, commanditaire, etc.) | Coordonnées              |                          |                          |                          |                          |                          |                          |                          |
| Écosse North Lanarkshire | Écosse North Lanarkshire | Écosse North Lanarkshire           | Écosse North Lanarkshire                               | Écosse North Lanarkshire | Écosse North Lanarkshire | Écosse North Lanarkshire | Écosse North Lanarkshire | Écosse North Lanarkshire | Écosse North Lanarkshire | Écosse North Lanarkshire | Écosse North Lanarkshire |
| ------------------------ | ------------------------ | ---------------------------------- | ------------------------------------------------------ | ------------------------ | ------------------------ | ------------------------ | ------------------------ | ------------------------ | ------------------------ | ------------------------ | ------------------------ |
|                          | Motherwell               | Carfin                             |                                                        |                          |                          |                          |                          |                          |                          |                          |                          |
| Gibraltar                |                          |                                    |                                                        |                          |                          |                          |                          |                          |                          |                          |                          |
|                          | Gibraltar                | Église du Sacré-Cœur               |                                                        |                          |                          |                          |                          |                          |                          |                          |                          |
|                          |                          |                                    |                                                        |                          |                          |                          |                          |                          |                          |                          |                          |

### Slovénie
| Image        | Ville        | Localisation (rue, lieu-dit, etc.)                         | Autres détails (matériaux, année, commanditaire, etc.) | Coordonnées                        |              |              |              |              |              |              |              |
| Basse-Styrie | Basse-Styrie | Basse-Styrie                                               | Basse-Styrie | Basse-Styrie                       | Basse-Styrie | Basse-Styrie | Basse-Styrie | Basse-Styrie | Basse-Styrie | Basse-Styrie | Basse-Styrie |
| ------------ | ------------ | ---------------------------------------------------------- | --- | ---------------------------------- | ------------ | ------------ | ------------ | ------------ | ------------ | ------------ | ------------ |
|              | Kozje        | Village de Zagorije, localité de Lesično, commune de Kozje | Grotte naturelle, autel en pierre placé vers 1900, statue en pierre de Marie construite en 2008 pour remplacer les statues d'origine de Notre-Dame de Lourdes et de Bernadette Soubirous en bois qui ont été déplacées dans la chapelle Notre-Dame-de-Lourdes à Podlogu pod Bohorjem dans la municipalité de Šentjur. | 46° 05′ 24,61″ N, 15° 28′ 28,32″ E |              |              |              |              |              |              |              |
|              |              |                                                            | |                                    |              |              |              |              |              |              |              |

### Suisse
Classement alphabétique par Cantons.
| Image | Ville     | Localisation (rue, lieu-dit, etc.) | Autres détails (matériaux, année, commanditaire, etc.) | Coordonnées |         |         |         |         |         |         |         |
| Argovie | Argovie   | Argovie                            | Argovie                                                | Argovie     | Argovie | Argovie | Argovie | Argovie | Argovie | Argovie | Argovie |
| --- | --------- | ---------------------------------- | ------------------------------------------------------ | ----------- | ------- | ------- | ------- | ------- | ------- | ------- | ------- |
| | Eiken     |                                    |                                                        |             |         |         |         |         |         |         |         |
| | Leuggern  |                                    |                                                        |             |         |         |         |         |         |         |         |
| Fribourg Sauf indication contraire ou complémentaire, les informations contenues dans cette section proviennent du site de l'État de Fribourg [ 97 ] .     |           |                                    |                                                        |             |         |         |         |         |         |         |         |
| |           |                                    |                                                        |             |         |         |         |         |         |         |         |
| Grisons |           |                                    |                                                        |             |         |         |         |         |         |         |         |
| | Coire     |                                    |                                                        |             |         |         |         |         |         |         |         |
| Saint-Gall Sauf indication contraire ou complémentaire, les informations contenues dans cette section proviennent du site du Canton de Saint-Gall [ 98 ] . |           |                                    |                                                        |             |         |         |         |         |         |         |         |
| | Benken    |                                    |                                                        |             |         |         |         |         |         |         |         |
| | Kirchberg | Sainte-Idda                        |                                                        |             |         |         |         |         |         |         |         |
| Schwytz |           |                                    |                                                        |             |         |         |         |         |         |         |         |
| | Morschach | Tellenwald                         |                                                        |             |         |         |         |         |         |         |         |

### Tchéquie
Classement alphabétique par Régions.
| Image           | Ville           | Localisation (rue, lieu-dit, etc.)       | Autres détails (matériaux, année, commanditaire, etc.) | Coordonnées     |                 |                 |                 |                 |                 |                 |                 |
| Bohême-Centrale | Bohême-Centrale | Bohême-Centrale                          | Bohême-Centrale                                        | Bohême-Centrale | Bohême-Centrale | Bohême-Centrale | Bohême-Centrale | Bohême-Centrale | Bohême-Centrale | Bohême-Centrale | Bohême-Centrale |
| --------------- | --------------- | ---------------------------------------- | ------------------------------------------------------ | --------------- | --------------- | --------------- | --------------- | --------------- | --------------- | --------------- | --------------- |
|                 | Nové Strašecí   | Église de la Nativité-de-la-Vierge-Marie |                                                        |                 |                 |                 |                 |                 |                 |                 |                 |
| Liberec         |                 |                                          |                                                        |                 |                 |                 |                 |                 |                 |                 |                 |
|                 | Svojkov         | Vallée de Modlivý důl (cs)               | Chapelle monolithique                                  |                 |                 |                 |                 |                 |                 |                 |                 |
| Moravie-du-Sud  |                 |                                          |                                                        |                 |                 |                 |                 |                 |                 |                 |                 |
|                 | Bohutice        |                                          | Construite en 1928                                     |                 |                 |                 |                 |                 |                 |                 |                 |
|                 |                 |                                          |                                                        |                 |                 |                 |                 |                 |                 |                 |                 |